# آمل
آمُل () یا آمِل (تلفظ مازندرانی) شهری در استان مازندران و مرکز شهرستان آمل است طبق نظر مورخان و شواهد موجود به نظر می رسد، گالش ها و تات ها تنها بازمانده قوم منقرض شده تپوریان هستند..
آمل یکی از قدیمی‌ترین شهرهای ایران، قطب صنعت و صادرات استان مازندران، پایتخت برنج ایران، شهری با بیشترین مدال آور المپیکی در کشور ، یکی از قدیمی‌ترین مراکز یک‌جانشینی جهان، از شهرهای مهم ترابری، کشاورزی، گردشگری، معدنی و صنعتی ایران و از مهم‌ترین شهرهای مرتبط به علم در تاریخ معروف به شهر تاریخ و فلسفه است. مردم آمل مازنی طبری هستند  و به زبان تاتی مازندرانی سخن می‌گویند. پیشینه شهر آمل به زمان آماردها بر می‌گردد که قومی در جلگه مازندران بودند و در زمان فرهاد اشکانی به گرمسار تبعید شدند و قوم تات که در کوهستان مازندران ساکن بودند جایگزین آنان در جلگه شدند. در تاریخ نوشتاری نیز، مانند شاهنامه و تاریخ طبرستان آمل از مراکز مهم اتفاقات ایران و طبرستان بوده‌است. روستای ورکه لاریجان در آمل طبرستان محل تولد فریدون پادشاه اساطیری ایران بود. وَرِن تاریخی در آمل قرار داشت و ناحیه‌ای به نام وَرِن در دهستان هرازپی جنوبی شهرستان آمل قرار دارد. آمل در زمان زیاریان، علویان پایتخت ایران و در زمان اشکانیان یکی از مراکز ایران بود و در زمان افریدون تا زمان بهرام گور نیز آمل تختگاه و پایتخت ربع مسکون است. این شهر به دو منطقه شهری تقسیم می‌شود. آمل یکی از پرجمعیت‌ترین شهرهای استان مازندران است. شهر آمل در کنار ارومیه و گنبد کاووس یکی از سه قطب والیبال کشور می‌باشد. همچنین این شهر به نام‌هایی همچون شهر هزارسنگر، شهر آرش کمانگیر، شهر آماردها و همچنین به‌دلیل وجود قله دماوند به بام ایران شهرت دارد.

## نام

### لقب‌ها و عنوان‌های آمل
این شهر معروف به شهر علم و فلسفه و تاریخ، شهر بام ایران، شهر هزار سنگر شهر مادها و اولین شهر علویان است. قاضی نورالله شوشتری در کتاب مجالس‌المؤمنین آورده‌است؛ مردم آمل را طبری می‌گویند و نسبت ایشان به غیر از طبری اندک است. واژه آمل، حرف «آ» در زبان ایرانیان قدیم کاربرد «ضد» داشته و «مُل» به معنی مرگ و «آمل» ترکیبی از ضد مرگ مانند امرداد و مرداد است. آمل به معنی بی مرگ است یعنی تو را مرگ مباد. هفت شهر، آمرداد، آموی و آمله نیز دیگر نام‌های آمل در طول تاریخ بوده‌است. بام ایران اشاره به دماوند است که در بخش لاریجان شهرستان آمل قرار دارد. همچنین آملی به عنوان دروازه ورود شمال ایران نیز شناخته می‌شود. بر روی سکه‌های ساسانی، نام شهرهایی که سکه در آن‌جا زده شده با علامت اختصاری مشخص گردیده‌است، اِم علامت شهر آمل بوده‌است.

### وجه تسمیه و تاریخچه
نام یکی از اقوام ساکن کرانه جنوبی دریای مازندران آمارد بوده‌است. ریچارد فرای ریشه نام آمل مازندران را در پیوند با طایفه آمارد دانسته و این موضوع که دو آمل، یکی در آمودریا و دیگری در مازندران وجود داشته را به کوچ شاخه‌ای از این طایفه ایرانی مرتبط دانسته‌است.
واژه آمل که گونه دیگر آن آموی است، احتمالاً از قبیله باستانی آمردها یا آماردها گرفته شده‌است. مورخان باستانی غربی نام این قبیله را مردی یا آمردی آورده‌اند. آماردها قومی نیرومند و جنگجو بوده‌اند و ناحیه کنونی آمل را به عنوان مرکز خود انتخاب نموده و نام خود را برنهادند و بعدها واژه «آماردها» به سبب کثرت تلفظ به آملد، آمرد و «آمل» بدل شد. نیز وجه تسمیه این شهر به سبب بنیان‌گذار خود «آمله» نیز می‌تواند باشد، چنان‌که در تاریخ طبرستان ابن اسفندیار آمده‌است و در جای دیگر پیرنیا می‌گوید این قوم مهاجر بادیه‌نشین بوده‌اند که به تاخت تاز در اراضی اقوام دیگر می‌پرداختند و به روزگار کوروش تا حوالی ماد پراکنده گردیده بودند، آمردها در حدود سه هزار سال پیش از میلاد نیز درحال پیدا نمودن سرزمین بوده‌اند.
در اطلس‌شناسی آمده‌است، آمل از سرزمین‌های قدیمی بوده و دیرینگی آن به درازای بلندی می‌رسد و مردمانش از آمردها هستند که اولین قوم در کنار دریا پارس‌اند. به گفته مجتبی مینوی دو قوم تپوری و آمارد در سرزمین مازندران می‌زیستند و تپوری‌ها در ناحیه کوهستانی مازندران و آماردها در ناحیه جلگه‌ای مازندران سکونت داشتند. در سال ۱۷۶ ق. م فرهاد اول اشکانی قوم آمارد را به ناحیه خوار کوچاند و تپوری‌ها تمام ناحیه مازندران را فرو گرفتند و تمام ولایت به اسم ایشان تپورستان نامیده شد.
- اردشیر می‌گوید: هزاران سال، پیش از آمدن آریاهای ایرانی به فلات ایران چندین گروه مردمان بومی که چهار گروه آن مشهورترند در این فلات جای داشتند که چگونگی دوره‌های پیشین آن چندان روشن نیست. نام یکی از این چهار گروه مردم بومی فلات ایران مرد بود، نام گروه مرد در نوشته‌ها «مارد» یا «آمارد» آمده که به زبان ایران و بومی مرد و آیمرد است و واژه‌های آمرت زبان کهنسال ارامنه و مردی، آی مردی، جوانمرد، جوانمردی، گله و گیله مرد که امروزه در سراسر مازندران و گیلان گویا است از نام باستانی این گروه سرچشمه می‌گیرد. رابینو معتقد است در میان اقوام تاریخی مازندران یکی تیپرها بودند که در کوه‌های شمالی سمنان اقامت داشتند و دیگری آمردها که شهر آمل آمرد همان آمل است چنان‌که پرد همان پل می‌باشد، به اسم آن‌ها نامیده شد اولین گروه در حاشیه دریا در ایران بودند و مرزهای چهارگونه سرزمین مردها بدینگون بود، از خاور به مرز ورگانا، هیرگانا گرگان و قسمتی به پارت خراسان، از شمال به دریاچه دراکسپین یا کاسپین، کاسو، کازاک یا قزاق و از باخترن تا آن دست لنکران قفقاز و از جنوب خاوری به کومیسین قومس یا دامغان و از جنوب رکا رک یا ری و جنوب باختری به کسپین قوزوین و سرزمین مدی چسبندگی داشت.[۲۹]
- ابراهیم پورداوود نوشته‌است: امیانوس مارسلینوس در حدود سال ۳۶۰ میلادی کتاب خود را نوشت وی و چند تن دیگر در طی جغرافیا و تاریخ روزگار هخامنشی و اسکندر و سلوکیه و اشکانی و ساسانی از قومی به نام مردوی یا آمردی یاد می‌کنند که در سواحل دریای خزر می‌زیستند و تیره‌ای از همین مردم در آسیای مرکزی، نزدیکی مرو رود جیحون، آمویه یا آمودریا بسر می‌بردند.[۳۰]

با توجه به متن کتیبه‌های آشوری در نزدیکی شهر کنونی آمل مازندران فرض گردیده‌است، نکته جالب اینجاست که سرزمین اسپاردا یا ساپاردا نیز در همین منطقه در نظر گرفته شده‌است، این نام دقیقاً مشابه با نامی است که در کتیبه‌های پارسی باستان برای سرزمین لیدیه در غرب کشور کنونی ترکیه به کاربرده می‌شده‌است، مسلماً این نام با نام اسپارتا که هم نام استانی است در کشور ترکیه و هم نام شهری باستانی در یونان که نبرد ۳۰۰ تن از جنگجویان این شهر با خشایارشا شهرت جهانی دارد، شباهت بسیار دارد.
واژه آمل، حرف «آ» در زبان ایرانیان قدیم کاربرد «ضد» داشته و «مُل» به معنی مرگ و «آمل» ترکیبی از ضد مرگ مانند امرداد و مرداد است. آمل به معنی بی مرگ است یعنی تو را مرگ مباد.
یحیی ذکا در کتاب کاروند کسروی آورده‌است: 
آما، آماردان یا ماردان، در زمان لشکر کشی اسکندر به ایران، این تیره در مازندران نشیمن می‌داشتند و آن هنگام هنوز تپوران به آنجا نیامده بودند، ولی سپس چنان‌که از گفته‌های استرابون پیداست در آذربایجان و ارمنستان و پارس و دیگر جاها پراکنده شدند. ربودن اسب محبوب اسکندر بنام بوسیفا یا بوسیفالوس کارایی این قوم را در جنگ، آن هم با سپاه ورزیده و مقتدر اسکندر مقدونی را نشان می‌دهد.

دیگر نظریه وجه تسمیه آمل به سبب نام آمله است، چنان‌که در تاریخ طبرستان و تاریخ ایران باستان آمده‌است: 
اشتاد رستاق صاحب دختری زیبا می‌شود و این دختر به خواب پادشاه بلخ کهن می‌آید و پادشاه بلخ دستور می‌دهد تا این دختر را پیدا کنند و بابت این امر جایزه خوبی دریافت کنند که این امر محقق نشد و خود پادشاه بلخ به ایران می‌آید و بعد از جست جو زیاد این دختر زیبا را در دهستان اهلم که در قدیم بندرگاه تجاری شمال ایران بود پیدا می‌کند و با شکوه مقام والا به بلخ می‌برد و بعد آن پادشاه بلخ گفت ای دختر شاد باش و خواسته خویش را بیان کن و او گفت در ولایت ما آبی است که هزهز رودخانه کنونی هراز نام دارد و خوب است به دستور شما شهری در آنجا احداث شود که به دستور شاه در آن جا شهری آباد و با کاخ‌ها و قصرها و خانقاه ساختند و کناره آن را خندق کندند تا از دشمن آسیب‌پذیر نباشد و این شهر به نام زن پادشاه شهر کهن بلخ «آمله» گرفته شد که معنی آن این است یعنی تو را مرگ مباد. شهر آمل دارای چهار دروازه به نام‌های دروازه گیل، دروازه گرگان، دروازه کوهستان، و دروازه دریا و قلمرو بود.
واسیلی بارتلد نوشته‌است:
تپوری‌ها در قسمت جنوب شرقی ولایت سکونت داشتند و در قید اطاعت هخامنشیان درآمده بودند و آماردها مغلوب اسکندر مقدونی و بعد مغلوب اشکانیان شدند و اشکانیان در سده دوم ق. م آنها را در حوالی ری سکونت دادند و اراضی سابق آماردها به تصرف تپوری‌ها درآمد و بطلمیوس در شرح دیلم یعنی قسمت شرقی گیلان در ساحل بحر خزر فقط از تپوری‌ها نام می‌برد.
تلفظ محلی نام شهر در زبان مازندرانی «آمِل» است.

## در ادبیات و نوشتار

### اشعار

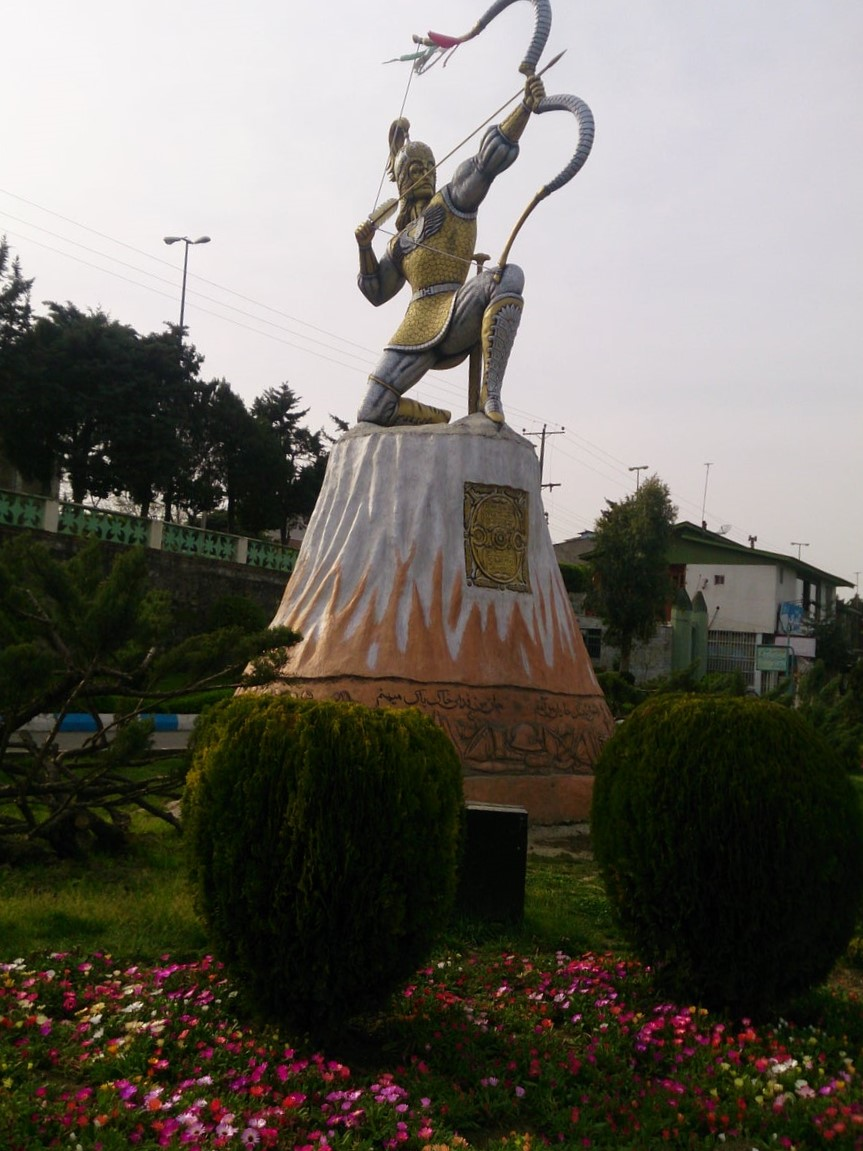
آرش کمانگیر از اسطوره‌های ایرانی که از آمل به مرو تیر انداخت

در ادبیات فارسی قدیمی اشعار بسیار زیادی وجود دارد که آمل در آن‌ها ایفای نقش نماید، از اشعار اساطیری گرفته تا اشعار در وصف ایران و مازندران، این شهر نقش بسزایی در تاریخ کهن فارسی داشته‌است. همچنین نام آمل شانزده بار به صورت مستقیم در شاهنامه فردوسی آمده‌است. ازجمله این اشعار:
- فردوسی[۳۵]

| بیاراست گیتی بسان بهشت        |  | به جای گیا سرو گلبن بکشت    |
| از آمل گذر سوی تمیشه کرد      |  | نشست اندر آن نامور بیشه کرد |
| بپردازم آمل نیایم به جنگ      |  | سرم را ز نام اندرآرم به ننگ |
| بزرگان ایران ز گفتار اوی      |  | بروی زمین برنهادند روی      |
| چو اغریرث آمد ز آمل به ری     |  | وزان کارها آگهی یافت کی     |
| بدو گفت کاین چیست کانگیختی    |  | که با شهد حنظل برآمیختی     |
| منوچهر با سلم و تور سترگ      |  | بیاورد ز آمل سپاهی بزرگ     |
| به چین رفت و کین نیا بازخواست |  | مرا همچنان داستانست راست    |

- مسعود غزنوی[۳۶]

| هند بگشاده و آمل همه بگشاده بود |  | لشکر صعب سوی ترک فرستاده بود |

- فخرالدین اسعد گرگانی[۳۷]

| از آن خوانند آرش را کمانگیر |  | که از آمل به مرو انداخت یک تیر |

- طالب آملی[۳۸]

| چو من فرزانه‌ای برخاست از آن بوم |  | طواف خاک آمل بایست کرد |

- راوی[۳۹]

| رسیدم به آمل شهر هفت رنگ        |  | همه عارف و شاعر و مرد جنگ        |
| بزرگان ایران زمین و بزرگان شهیر |  | ز میر حیدر و فخر رازی و ابن جریر |
| چو باشد نگینی بروی رود هراز     |  | در آنجا شدم با خدا راز و نیاز    |

- فخرالدین اسعد گرگانی[۴۰]

| ز بس می خوردن و خوشی در آمل |  | تو گفتی بودش آب رودها مل |

- قاآنی شیرازی[۴۱]

| یا فکند آرش کمانی تیری از آمل به مرو |  | کز طرف فرخنده جشنی تیرگان آراستند |
| یا نه امطار مطر شد بعد چندین سال قحط |  | جشن شایانی به روز مهرگان آراستند  |

- صائب تبریزی[۴۲]

| همتی در کار ما ای عارفان و عاشقان        |  | بر در دل حلقه شوق سیر کابل می‌زند |
| هر که چون صائب به طرز تازه، دیرین آشناست |  | دم به ذوق عندلیب باغ آمل می‌زند   |

- خاقانی[۴۳]

| روی به دریا نه و چون بگذری |  | در طبرستان طربستان طلب    |
| مقصد آمال ز آمل‌شناس        |  | یوسف گم کرده به گرگان طلب |

### سفرنامه
ناصر خسرو، ناصرالدین‌شاه قاجار، یاسنت لویی رابینو، رضاشاه، آلفرد کامین لیال، انوشیروان، توماس هربرت، کارلتون استیونز کون، جیمز بیلی فریزر، ژان شاردن، آدام اولئاریوس، کارلا سرنا و یاکوب ادوارد پولاک ازجمله افرادی بودند که آمل سفر کردند و سفرنامه خود را نوشتند.

## جمعیت و موقعیت

عکس هوایی از قلهٔ دماوند، گرفته شده در تاریخ ۱۵ ژانویه ۲۰۰۵. عکس از ناسا

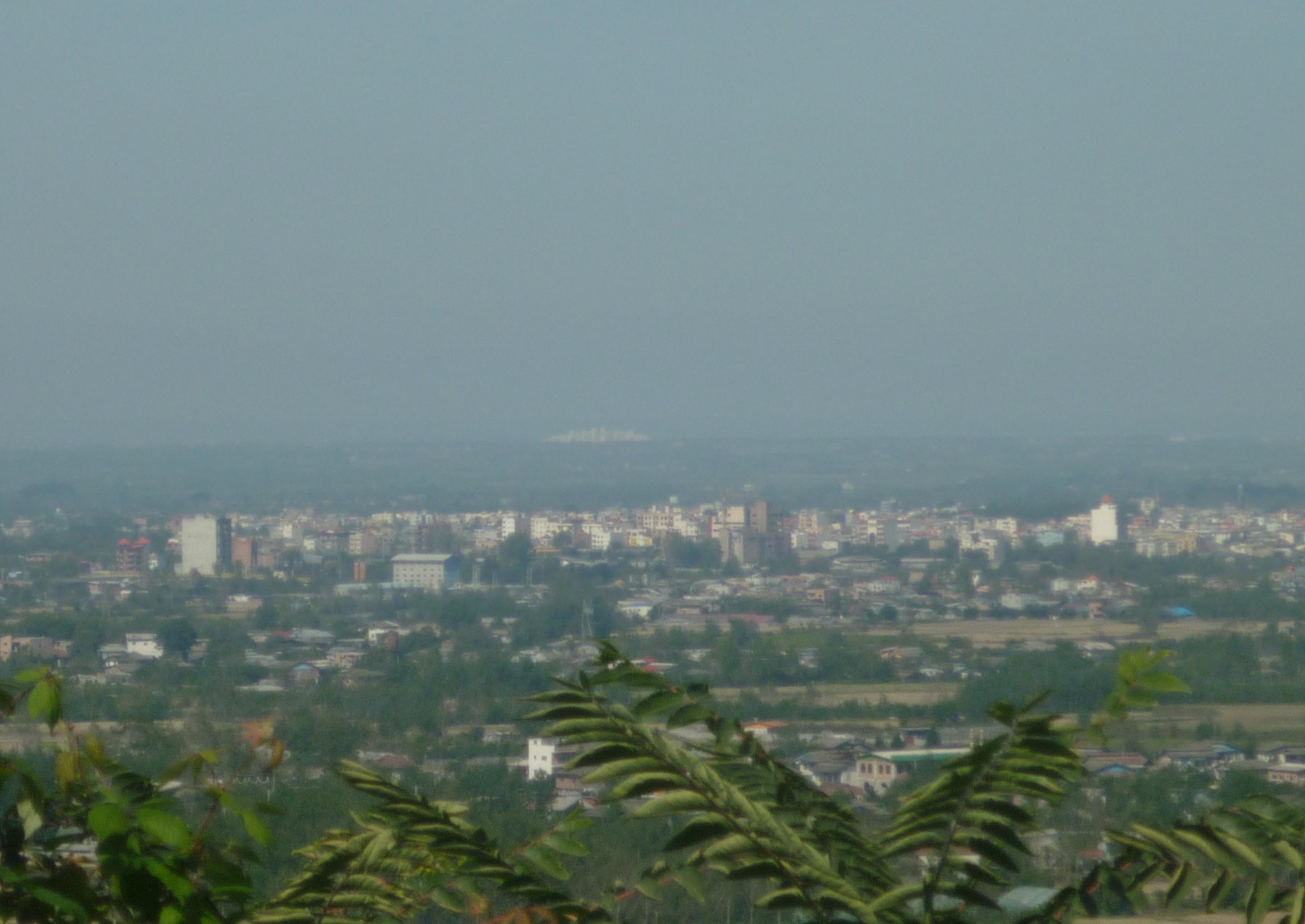
بخشی از شهر آمل از نمای بالای جنگل زیارود

شهر آمل با ۲۷۱٫۰۰۰ نفر جمعیت در جلگه مازندران و در دو سوی رود هراز با ارتفاع ۷۶ متر از سطح دریا در ۵۲ درجه و ۲۱ دقیقه طول شرقی و ۲۶ درجه و ۲۵ دقیقه عرض شمالی و در فاصله ۷۰ کیلومتری غرب ساری مرکز استان، ۱۸ کیلومتری جنوب دریای مازندران و ۶ کیلومتری شمال دامنه کوه البرز و ۱۸۰ کیلومتری شمال شرقی تهران قرار دارد. رشد جمعیت شهر آمل قابل توجه است، زیرا تعداد آن که در ۱۳۳۵ حدود ۲۷۱۲۲ نفر بوده در ۱۳۶۵ حدود پنج برابر شده‌است. میانگین رشد جمعیت این شهر را سالانه حدود ۸/۴٪ نوشته‌اند.
تحولات جمعیت شهر آمل از سال ۱۳۳۵ تا ۱۳۸۵ به شرح زیر است:
| سال  | جمعیت  | رشد سالیانه |
| ---- | ------ | ----------- |
| ۱۳۳۵ | ۲۷۱۲۲  | -           |
| ۱۳۴۵ | ۴۰۰۷۶  | ۵/۹         |
| ۱۳۵۵ | ۶۸۹۶۳  | ۵/۴         |
| ۱۳۶۵ | ۱۱۸۲۴۲ | ۵/۴         |
| ۱۳۷۰ | ۱۳۹۹۲۳ | ۳/۴         |
| ۱۳۷۵ | ۱۵۹۰۹۲ | ۲/۶         |
| ۱۳۸۵ | ۲۰۱۰۴۴ | ۴/۸         |
| ۱۳۹۰ | ۲۲۰۷۴۴ | ۶/۸         |

## تاریخ

### دوران اولیه

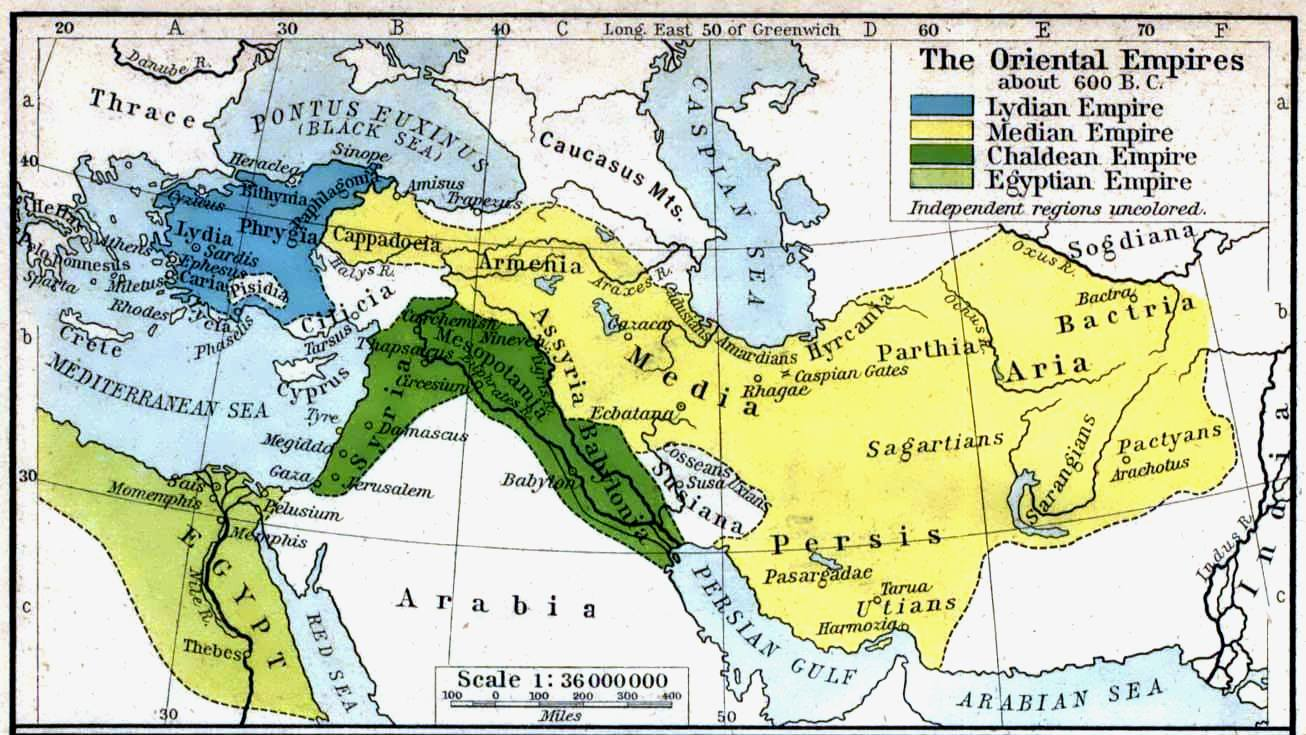
شاهنشاهی ماد (۵۵۰ پ. م) نخستین شاهنشاهی آریایی تباران در ایران

در مورد پیدایش آمل سه نظریه وجود دارد که اولین نظریه مربوط به دوران مرد آمارد، دومین نظریه مربوط به دختری به نام آمله و سومین نظریه مربوط به دوران طهمورث، جمشید، کیومرث از پادشاهان پیشدادی بوده‌است.
طبق تحقیقات باستان‌شناسی، استان‌های ساحلی دریای خزر احتمالاً از ۰۰۰‘۷۵ سال پیش محل زیست انسان راست‌قامت بوده‌است. در سال ۱۳۳۰ کارلتون استیونز کون باستان‌شناس آمریکایی اسکلتهایی از انسان نئاندرتال را که ظاهراً نیای کهن اقوام ساکن کرانهٔ دریای خزر بوده‌است، در غارهای هوتو و کمربند کشف کرد. از جملهٔ این اقوام ورکانیان یا همان هیرکانیان در گرگان، تَپوران در منطقهٔ کوهستانی البرز، آماردها یا همان مَردها در مازندران و حدود آمل، و کادوسان در گیلان و مادها در فارس بودند. آماردها در کنار ضلع غربی رود هراز سکنی گزیدند و شهر آمل پایتخت خود کردند که اسم شهر آمل به احتمال بسیار زیاد از نام آنان گرفته شده‌است.
در اساطیر ایرانی از پیکار میان آریاییان و دیوان که اشاره به این اقوام است در این ناحیه یاد شده‌است.
به گفته واسیلی بارتلد تپوری‌ها در قسمت جنوب شرقی ولایت سکونت داشتند و در قید اطاعت هخامنشیان درآمده بودند و آماردها مغلوب اسکندر مقدونی و بعد مغلوب اشکانیان شدند و اشکانیان در سده دوم ق. م آنها را در حوالی ری سکونت دادند و اراضی سابق آماردها به تصرف تپوری‌ها درآمد و بطلمیوس در شرح دیلم یعنی قسمت شرقی گیلان در ساحل بحر خزر فقط از تپوری‌ها نام می‌برد. به گفته مجتبی مینوی قوم آمارد و قوم تپوری در سرزمین مازندران می‌زیستند و تپوری‌ها در ناحیه کوهستانی مازندران و آماردها در ناحیه جلگه‌ای مازندران سکونت داشتند. در سال ۱۷۶ ق. م فرهاد اول اشکانی قوم آمارد را به ناحیه خوار کوچاند و تپوری‌ها تمام ناحیه مازندران را فرو گرفتند و تمام ولایت به اسم ایشان تپورستان نامیده شد.
ایگور دیاکونوف ایران‌شناس روس نیز اشاره دارد که ماردها در کنار دریای خزر می‌زیستند وی در ادامه می‌نویسد: 
حدود سه هزار سال پیش از میلاد انبوهی از مردم هند و اروپایی در مسیر مهاجرت خود به سمت هندوکش و دسته‌ای به سوی فلات ایران سرازیر و چون از خاک ورگانا گذشتند و به سرزمین مردها رسیدند، منطقه را سبز و خرم یافته، رحل اقامت افکندند، آنان میزبانان را دوا، بربر و تور نامیدند. عقب مانده بودن تپورها و آماردها نسبت به آریایی‌های مهاجر یا القاب دوا، تور و بربر، هم از نظر زبانشناسی و هم از نظر تاریخی جای تأمل و نقد دارد.
ابن اسفندیار در مورد نظریه دوم در کتاب تاریخ طبرستان نوشته‌است، بنای آمل به فرمان آمله همسر فیروز شاه بلخ ساخته شد. آمل مأخوذ از نام آمله دختر اشتاد است که به اتفاق برادرش یزدن به‌دلیل کشتن شخصی از تبار دلیم به نواحی آمل کنونی آمد و روستایی را بنا نهادند. وی در تاریخ تبرستان می‌نویسد:
بنای آمل به فرمان آمله همسر فیروز شاه بلخ ساخته شد. هنگام سلطنت فیروز، پادشاه بلخ در سرزمین طبرستان دختری بود که رویش محراب عاشقان و مویش پایبند بیدلان بود. از قضا فیروز او را در خواب می‌بیند و به مهرفیروز دستور می‌دهد دختری با صفات را بیابد. مهر فیروز پس از چندی در سرچشمه‌های رود آمل دختری دید به همان صفات. پس نامه‌ای به فیروز شاه نوشت و او را از احوال خود مطلع ساخت. فیروز شادمان از این احوال پس از وصلت با دختر از او آرزویی خواست تا برآورده شود، دختر گفت: شهرستانی فرماید، آنجا که پای دشت است به آب هرهز (هراز) و نام من برنهد چون نام دختر آمله بود، شهر را آمل نام نهادند.
 آمله دارای پسری به نام خسرو بود که پس از مرگ پادشاه بلخ، پادشاهی مقتدر گردید و آمل را پایتخت خود برگزید و بیشترین سعی و کوشش خود را صرف ساختن قلعه‌های محکم و ساختمان‌های زیبا و آبادانی این شهر نمود. حتی دستور داد در بیرون شهر ساختمان و قصرها بسازند و عمران و آبادی بنمایند. شهر آمل در این دوره دارای چهار دروازه به نام‌های دروازه گیلان، دروازه گرگان، دروازه کوهستان و دروازه دریا بود و مقدار زمینی که برای ساختن اولیه شهر فراهم کردند چهار صد هکتار بود.
برخی دیگر از مورخان، سابقه آمل را به دوره پیشدادیان و کیانیان نسبت داده‌اند.
در این باره دولتشاه سمرقندی در تذکرةالشعرا می‌نویسد: 
 اما شهر آمل از بلاد قدیم است و بنای آن گویند جمشید کرده و بعضی گویند که افریدون ساخته، حالا چهار فرسنگ علامت شهر است که محسوس می‌شود و هر جا که زمین را بکاوند خشت پخته و سنگ ریخته ظاهر شود و چهار گنبد است در آن شهر که مقبره افریدون و اولاد او گویند آنجاست. فی کل حال از روزگار افریدون تا زمان بهرام گور تختگاه ربع مسکون آمل بود.
در رسالهٔ جغرافیایی شهرستان‌های ایرانشهر که ازجمله متون بازمانده به زبان پهلوی عصر ساسانی می‌باشد از آمل به عنوان شهرهای شمالی ایران یاد شده‌است. در این رساله از بنیاد آمل چنین سخن رفته‌است:
این شهر پس از اعدام مزدک بنا شده‌است. بعضی از پیروان مزدک که تحت تعقیب قرار داشتند، گریختند و به اینجا آمدند و شهر آمل را بنا نهادند.

### دوران اساطیری

مادام ژان دیولافوا همسر مارسل اوگوست دیولافوا مهندس راه و ساختمان و باستان‌شناس فرانسوی بود و به همراه همسرش از سوی دولت فرانسه برای انجام کاوش‌های باستان‌شناسی سه بار به ایران سفر کردند که سومین سفر آن به آمل بود که جلد کتاب او تصویر قله دماوند بود

می‌توان گفت آمل یک شهر اساطیری است چون نبردهای فریدون، آرش کمانگیر، ضحاک، کیخسرودر زیر پای دیو سفید یعنی دماوند انجام شده‌است. شهر آمل از روزگاران کهن همواره شهری آباد و پر رونق بوده‌است. سیمای این شهر باستانی، از لا به لای هزاره‌های مه گرفتهٔ تمدن‌های پیش مادها در فلات ایران رخ نموده و پیشینهٔ تاریخی آن با افسانه‌ها و اساطیر پرشکوه ایرانی در هم آمیخته‌است. نام آمل شانزده بار در شاهنامه فردوسی یاد شده‌است. فریدون، پادشاه اسطوره‌ای که ضحاک ماردوش را درون چاهی در دماوند کوه آویخت، خود پرورش یافتهٔ دامان البرز بود و پژوهشگران، پایتخت او را حوالی آمل می‌دانند و امروز نیز باشندگان لاریجان، دشت خرمی در پای دماوند را تخت فریدون می‌خوانند. سال‌ها بعد، در عصر پادشاهی نوادهٔ وی منوچهر، سپاه توران از جیحون گذشت و سراسر شمال و شمال شرقی ایران را تصرف کرد، ولی به واسطهٔ مقاومت ایرانیان، پشت دروازه‌های آمل زمین گیر شد و به موجب پیمان صلحی، آرش کمانگیر تیری از دماوند کوه در اطراف آمل تا فرارود در آسیای میانه رها کرد و جان داد و مرزهای ایران را باز تا آن سوی جیحون کران داد. همچنین در زمان بهرام گور نیز آمل پایتخت ایران بوده‌است.

### پیش از اسلام

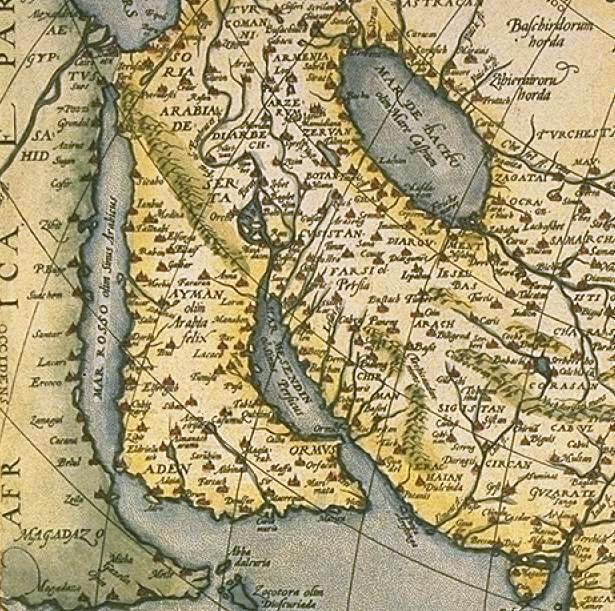
نقشه‌ای مربوط به ۱۵۸۰ به زبان لاتین که در آن دریای آمارد ذکر شده‌است

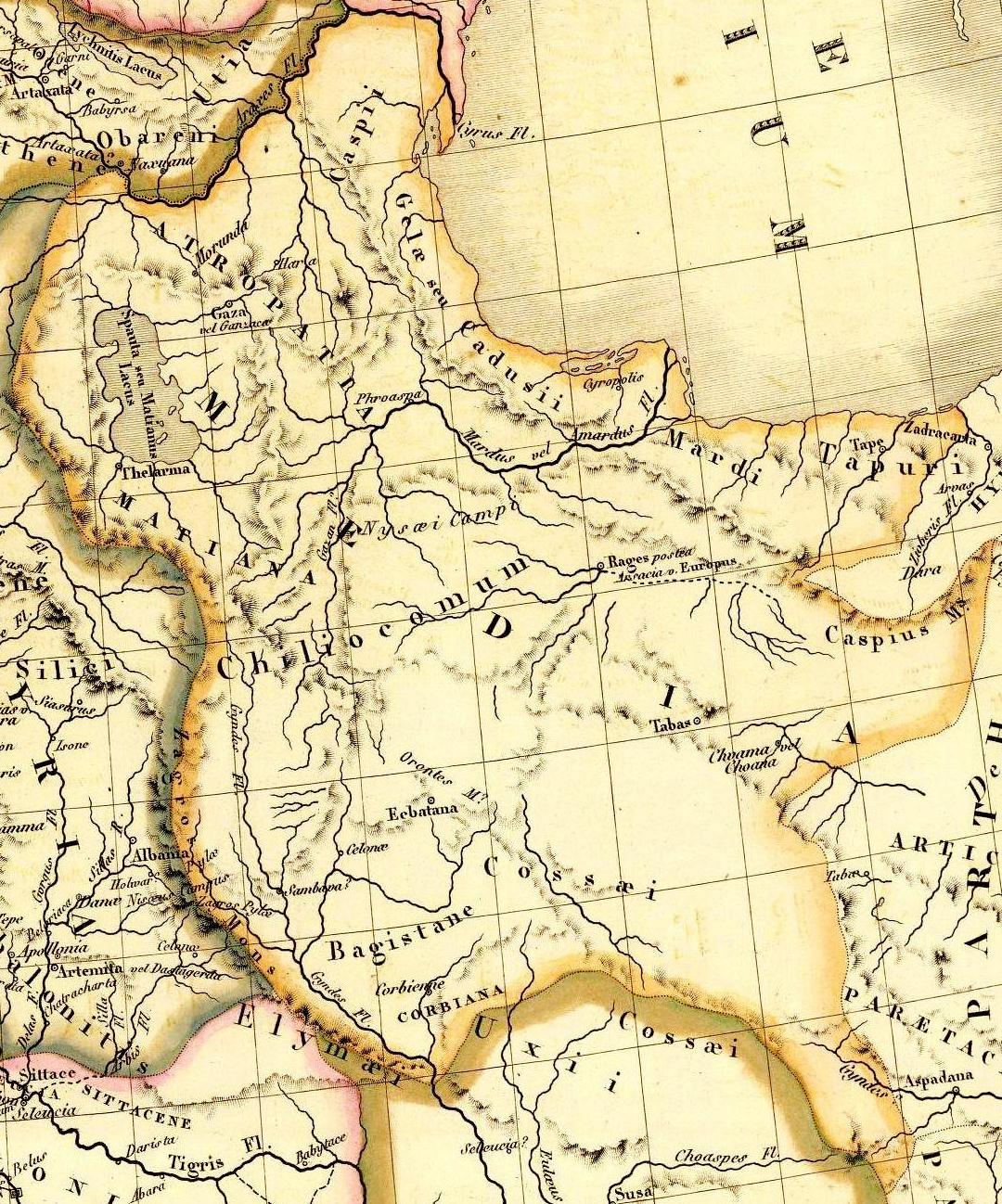
موقعیت قوم تپوری و آمارد پیش از کوچ آمارد

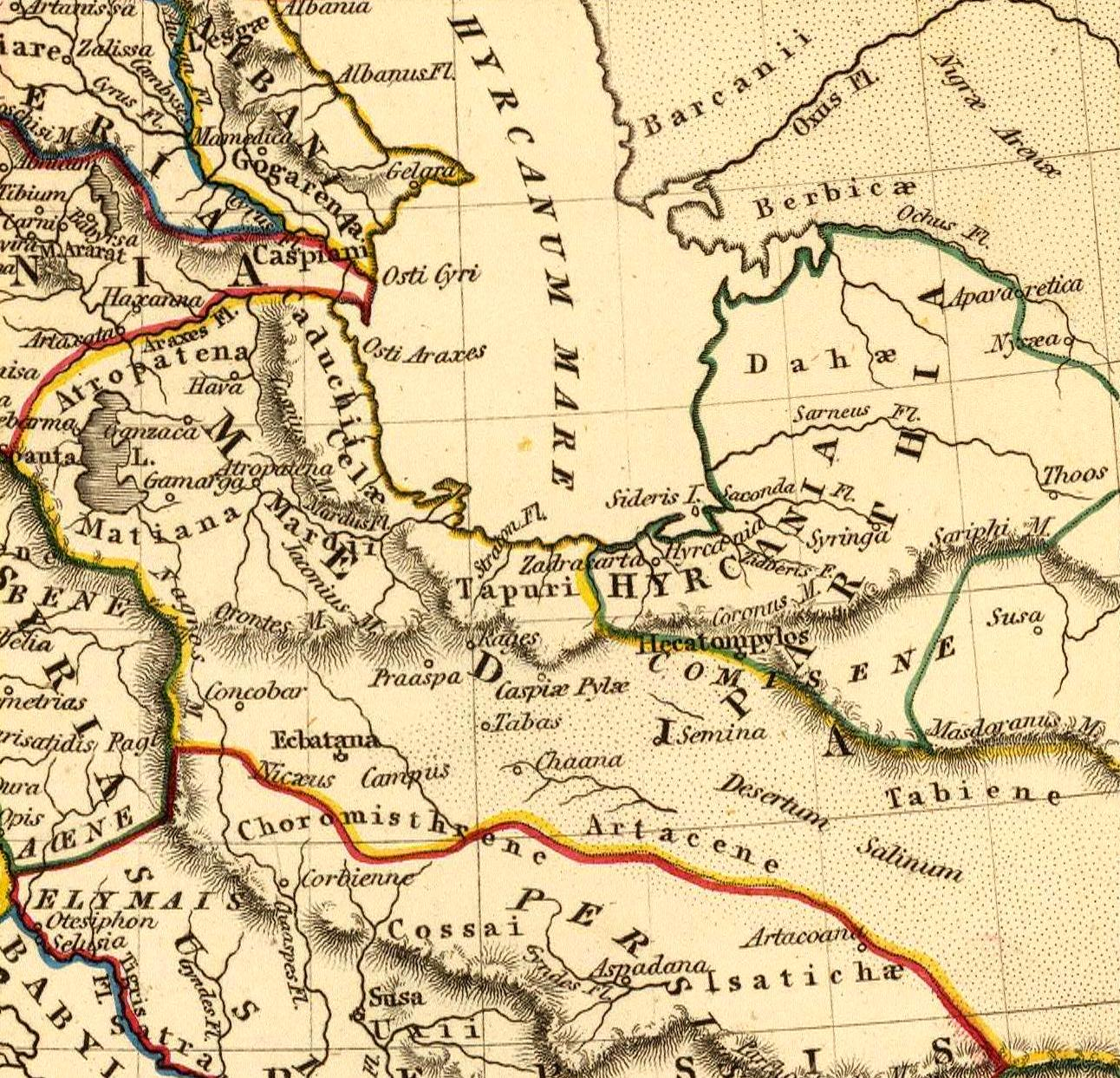
موقعیت قوم تپوری و آمارد پس از کوچ آمارد

طبق تحقیقات باستان‌شناسی، استان‌های ساحلی دریای مازندران احتمالاً از ۰۰۰‘۷۵ سال پیش محل زیست انسان بوده‌است. در سال ۱۳۳۰ کارلتون استیونز کون باستان‌شناس آمریکایی اسکلت‌هایی از انسان نئاندرتال را که ظاهراً نیای کهن اقوام ساکن کرانهٔ دریای خزر بوده‌است در مازندران پیدا کرد.

#### آمارد
بیشترین نظریه تاریخ شناسان تاریخ اولیه و پیش از اسلام آمل به قوم مردم آمارد بر می‌گردد. مردم این قبیله آریایی پیش از ورود گروه‌های بعدی آریایی‌ها یعنی ماد، پارس و پارت در ایران زندگی می‌کردند. آماردها که جایگاهشان بین محل استقرار اقوام تپور و کادوس نشان داده شده‌است، در جوار مرو ساکن بوده‌اند. این قوم مهاجر از مردم مرو بوده و قومی بادیه نشین بوده‌اند که به تاخت تاز در اراضی اقوام دیگر می‌پرداختند و به روزگار کوروش تا حوالی ماد پراکنده گردیده بودند. قوم مارد پس از رانده شدن توسط مرویان به طبرستان (آمل) آمدند که در کنار رود هراز (ضلع غربی آن) سکنی گزیدند و شهر آمل پایتخت باستانی آن بوده‌است که اسم شهر آمل از نام آنان گرفته شده‌است. نام اصلی این قبیله آمو بود که در فارسی باستان به آمرد یا اَمرد به معنی زیان‌بخش و ویرانگر تبدیل شد. همچنین در برخی کتاب‌ها به آن‌ها «مارد» نیز گفته‌اند. آن‌ها مردمی جنگجو و هنرمند بودند و با همسایگان خود در کشمکش دایمی بودند. هم اسکندر مقدونی با آن‌ها جنگیده‌است هم فرهاد پنجم اشکانی که آن‌ها را به سوی خاراکس در غرب دریای خزر رانده‌است. برخی معتقدند شعبه‌ای از قبیله آماردها در کنار رود جیحون می‌زیسته‌اند. به گزارش دانشنامه ایرانیکا فرهاد اول اشکانی (۱۷۶–۱۷۱ قبل از میلاد) با هدف گسترش کنترل اشکانیان بر البرز و گسترش جاده شرق به غرب ماد، سرزمین آمارد را فتح کرد. این موفقیت با الحاق قبلی هیرکانی به پادشاهی اشکانیان آماده شده بود. فرهاد اول اشکانی آماردی‌ها را در خاراکس (گرمسار)، در نزدیکی گذرگاه دروازه‌های کاسپین که ماد را به پارت پیوند می‌دهد، ساکن کرد. احتمالاً وظیفه مهاجران تأمین امنیت جاده بوده‌است. به گفته ویلفرد مادلونگ، تپورها که در ابتدا در قسمت جنوب شرقی منطقه زندگی می‌کردند، در اوایل تحت تسلط هخامنشیان قرار گرفتند، آماردها توسط اسکندر بزرگ و بعداً توسط پارتیان شکست خوردند و در سده دوم پیش از میلاد آنها را در اطراف ری اسکان دادند. قلمرو سابق آماردها توسط تپورها اشغال شده بود. بطلمیوس در ناحیه شرق دیلم در ساحل دریای مازندران تنها از تپورها یاد می‌کند. دیلم بخش کوهستانی گیلان بود.
هرودوت، در کتاب «هیستوریای»، در زمینهٔ پرداخت‌های ساتراپ‌های امپراتوری هخامنشی به داریوش، از مردمان موشی (moschie)، تیبارین (تپور)(tibarenie)، ماکرون(macrones)، موزیکان (mossynoekie)، و مار (آمارد)(mares) در ساتراپ نوزدهم نام برده‌است.
هرودوت از قبیله مارد (mardes) در کنار دائی‌ها (daens)، دروپیک‌ها (dropiques)، و ساگارتی‌ها (sagarties) به عنوان پارس‌های کوچنشین و صحراگرد یاد کرده‌است.
پلینیوس مورخ یونانی محل آماردها را قسمت شرقی مارگانیا شناسایی کرده‌است.
استرابون(۶۳ ق. م) از اقوام آمارد در کنار اقوام تپوری و کادوسی به عنوان اقوام کوهستان نشین در شمال کشور یاد می‌کند. استرابو می‌نویسد: تمام مناطق این کشور به استثنای بخشی به سمت شمال که کوهستانی و ناهموار و سرد است و محل زندگی کوهنشینانی به نام کادوسی (Cadusii) و آماردی (Amardi) و تپوری (Tapyri) و سایر مردمان دیگراست، حاصلخیز است.
ایزیدور خاراکسی به اقوام آمارد در رشته کوه البرز اشاره می‌کند که در زمان فرهاد اشکانی به خاراکس (گرمسار) کوچانده شدند. ایزیدور خاراکسی می‌نویسد: ماردی‌ها مردم فقیری در رشته کوه‌های البرز بودند که فرهاد اول آنها را شکست داد و آنها را مطیع خود ساخت. فرهاد اول ماردی‌ها را در خاراکس اسکان داد.
به گفته واسیلی بارتلد تپوری‌ها در قسمت جنوب شرقی ولایت سکونت داشتند و در قید اطاعت هخامنشیان درآمده بودند و آماردها مغلوب اسکندر مقدونی و بعد مغلوب اشکانیان شدند و اشکانیان در سده دوم ق. م آنها را در حوالی ری سکونت دادند و اراضی سابق آماردها به تصرف تپوری‌ها درآمد و بطلمیوس در شرح دیلم یعنی قسمت شرقی گیلان در ساحل بحر خزر فقط از تپوری‌ها نام می‌برد.

#### نبرد آماردها و تپورها با اسکندر
کوینت کورس می‌نویسد: در همسایگی هیرکانیا مردمی می‌زیستند که موسوم به ماردها بودند. اینها حاضر نشدند رسولانی نزد اسکندر فرستاده و تمکین کنند. این قضیه بسیار به اسکندر گران آمد و گفت: خیلی غریب است که یک مشت مارد نمی‌خواهند مرا فاتح بدانند. پس از آن از قشون خود عده‌ای از سپاهیان زبده برداشته و قصد ماردها حرکت کرد و در طلیعه صبح مقابل آنها پدید آمد. ماردها بلندی‌ها را اشغال کرده بودند و اسکندر پس از جنگ آنها را از مواقعشان براند. بر اثر این احوال آنها به داخل مملکت خود عقب نشستند و دهات همجوار به دست مقدونی‌ها افتاد. ولی پس از آن حرکت قشون مقدونی به درون ولایت آنها دچار مشکل گردید، توضیح آنکه جنگل‌های وسیع و کوه‌های بلند در اینجا زیاد بود و بومی‌ها جلگه‌ها را هم با استحکاماتی سد کرده بودند.
کوینت کورس این استحکامات را چنین شرح می‌دهد: تپوری‌ها مخصوصاً (به عمد) درختان را خیلی نزدیک به هم کاشته‌اند. پس از آنکه این درختها قدری نشو و نما کرد، ماردها جوانه‌های درختان را با دست در خاک فرو می‌برند و هر یک از جوانه‌ها جوانه‌های دیگری را بیرون می‌دهد ولی تپوری‌ها نمی‌گذارند جوانه‌ها به‌طور طبیعی برویند بلکه آنها را بهم نزدیک کرده گره می‌زنند و بعد این ترکه‌ها دارای برگهای ضخیم می‌گردد تمام این زمین را فرو می‌گیرد. بدین ترتیب از جوانه‌ها و شاخ و برگ‌های آنها دامی مانند تور ایجاد شده تمام راه را مسدود می‌دارد. برای حرکت قشون اسکندر چاره‌ای جز استعمال تبر نبود ولی آنهم در مقابل سختی درختان که از گره‌های زیاد و از شاخه‌های درهم دویده حاصل شده بود به کار نمی‌آمد.
از طرف دیگر تپوری‌ها در پناه استحکامات خود به مقدونی‌ها باران تیر می‌باریدند. بالاخره اسکندر امر کرد که این جنگل‌ها را از هر طرف احاطه کنند و اگر روزنه‌ای یافتند حمله برند. مقدونی‌ها چنین کردند و چون محل را نمی‌شناختند اغلب مقدونی‌ها راه را گم کردند. در این احوال تپوری‌ها اسب اسکندر که بوسیفال نام داشت را ربودند. اسکندر چون این اسب را خیلی دوست می‌داشت در خشم فرورفت جارچی فرستاده، تهدید کرد که اگر اسب او را پس ندهند به احدی امان نخواهد داد. پس از این تپوری‌ها اسب را به او رد کردند با وجود این اسکندر امر کرد درختان را بیندازند از کوه خاک آورده روی جوانه‌ها و شاخ و برگ‌ها بریزند. مقدونی‌ها به اجرایی امر اسکندر پرداختند و تپوری‌ها چون دیدند استحکامات آنها بدین ترتیب خراب خواهد شد فرستاده‌ای فرستادند و تمکین کردند. پس از آن اسکندر فرادات را حاکم آنها قرار داده و به اردوی خود برگشت.
فرادات حاکم تپورهای بخش شمالی تپورستان (دشت و هامون) بوده که با اسکندر مصالحه نمود و تپوری‌های بخش جنوبی تپورستان (کوهپایه و کوهستان) فرمانروای دیگری داشتند که حاضر به مصالحه با اسکندر نبودند و در نهایت فرادات بر سرزمین تپورهای کوهستان و آماردها دست یافت.

#### نبرد آماردها با اسکندر
آریان می‌نویسد: اسکندر با هیپاسپیست‌ها و تیراندازان آگریانی و دسته‌های سنوس و آمین‌تاس و کمانداران سواره و نیمی از سواره نظام به ولایت ماردها رفته و اسرای زیاد گرفت و بیشتر اشخاصی را که جنگ کرده بودند کشت. چون محل‌های این مردم سخت و به علاوه این ولایت فقیر است هیچ مرد جنگی قبل از اسکندر به اینجا نیامده بود. فاتح ناگهان از ولایت آنها گذشت و قبل از اینکه متوجه شوند بر آنها تاخت. این مردم به جاهای سخت کوه‌ها پناه بردند و اسکندر در آنجا هم بر ماردها فایق آمد و پیروز شد. ماردها فرستاده‌ای فرستادند و مطیع اسکندر گشتند. اسکندر ولایت ماردها را به به تپورستان که والی آن فرادات بود ضمیمه کرد.

#### فرادات حاکم تپورها در عصر اسکندر
فرادات فرمانده قوم تپور در نبرد هخامنشیان و یونانیان و همچنین والی تپورستان در عهد خشیارشاه و اسکندر مقدونی می‌باشد.
به گزارش لوسیوس فلاویوس آریان گزنفون مورخ یونانی زمانی که اسکندر به ولایت هیرکانیا رفت قشون خود را سه قسمت کرد؛ قسمتی که از همه زیاد تر بود با خود به زادراکرات برد و قسمت دیگر را با کراتر به مملکت تپوری‌ها (تپوری‌های ساکن دراسرم هیرکانیا) برد و قسمت سوم را به سرداری اری گیوس مأمور بود که با بار و بنه و خارجی‌ها حرکت کند.
پس از اینکه اسکندر از معابراسرم هیرکانیا گذشت وارد زادراکرات (ساری اسرم یا استراباد) شد در اینجا کراتر به او رسید. در این هنگام ارته باذ با سه پسر خود که نامشان سوفن و آریو برزن و ارسام بود نزد اسکندر آمد. فرادات فرمانده تپوری‌ها و نمایندگان یونانی‌های اجیر هم با اینها آمدند. اسکندر ارته باذ را به احترام پذیرفت و فرادات را فرمانده تپورها و والی تپورستان ابقا کرد.
پس از آنکه اسکندر وارد شهر آروس گردید و کراتر و اریگسوس را در اینجا یافت. آنها فرادات حاکم تپوری‌ها را همراه آورده بودند. اسکندر این اسیر را خوب پذیرفت. پس از آن آن مناپیس را که در زمان اُخُس فرار کرده و به دربار فلیپ پناهنده شده بود والی اسرم هیرکانیا کرد و فرادات را به حکومت تپورستان ابقا داشت.

#### شکل‌گیری ساتراپ تپوری در دوران اسکندر
اسکندر پس از دست یابی به سرزمین آمارد ولایت آمارد را به تپورستان که والی آن فرادات بود ضمیمه کرد.

#### آماردها در عصر سلوکیان و اشکانیان
در دوران اسکندر مقدونی سرزمین آمارد به سرزمین تپور ضمیمه گشت.
تیرداد اشکانی دومین پادشاه اشکانی اسرم هیرکانیا و کومس و کناره‌های جنوبی دریای مازندران که ممکلت اقوام تپوری بود را به تصرف خود درآورد و پایتخت خود را به شهر سلوکی صد دروازه در ناحیه کومس انتقال داد. تیرداد اشکانی در سال ۲۲۱ پیش از میلاد در گذشت و ارشک دوم به پادشاهی رسید و قلمروی پارتیان تا سال ۲۰۹ پیش از میلاد تا همدان در ماد می‌رسید. سرزمین تپوریه در زمان ارشک دوم مورد حمله آنتیوخوس سوم قرار گرفت. آنتیوخوس سوم در عین اینکه با پایداری سختی مواجه بود به سرزمین تپوریه در البرز تاخت و اسرم هیرکانیا را نیز به تصرف خود درآورد و با ارشک دوم پیمان یگانگی بست. در این دوره پادشاهی اشکانی با وجود اینکه با فتوحات سلوکیان محدود و کوچک شده بود ولی بر پا ماند. پس از آن نیز با تاخت و تازهای دولت یونانی بلخ بار دیگر قلمرو شاهنشاهی اشکانی کوچکتر شد. پس از مرگ ارشک دوم در سال ۱۹۱ پیش از میلاد فریاپت شاه شد و دو پسر به نام‌های فرهاد و مهرداد داشت که فرزند بزرگتر فرهاد شاه شد. در این دوره آنتیوخوس سوم در جنگ با روم شکست خورده بود و در دفاع از قلمروی خود ناتوان شده بود. فرهاد اول بر آماردیان و دیگر اقوام ساکن رشته کوه‌های البرز تاخت و سرزمین تپوریه و اسرم هیرکانیا و سایر نواحی را به تصرف خود درآورد و مرز پارت را تا مغرب دربند خزر گشود و آماردیان را به شهر خاراکس (خوار) کوچ داد. پس از فرهاد قدرت به برادرش مهرداد یکم رسید. در این دوره سرزمین تپوریه مدتی تحت تسلط اوکراتید حاکم دولت یونانی بلخ درآمد ولی مهرداد یکم در سال ۱۶۰ پیش از میلاد سرزمین تپوریه را بار دیگر به تصرف خود درآورد. سرزمین تپوریه تا زمان بلاش یکم تحت سیطره اشکانیان باقی ماند ولی در زمان بلاش اول سرزمین تپوریه و دیگر نواحی جنوبی دریای مازندران مورد حمله و تاخت و تاز آلان‌ها قرار گرفت و حتی آلان‌ها از جنوب دریای مازندران و سرزمین تپوریه گذشته و به این طرف و آن طرف ارس درحال تاخت و تاز بودند ولی به نظر می‌رسد بلاش توانست کنترل سرزمین تپوریه را در دست بگیرد و بطوریکه در اواخر عهد اشکانیان خاندان گشنسب شاهان گرشاهی بر ولایت تپوریه حکم می‌راندند و حتی در دوران شاهنشاهی ساسانی قلمروی خود را تا گیلان توسعه دادند.

#### کوچ آماردها به خاراکس
ایزیدور خاراکسی به اقوام آمارد در رشته کوه البرز اشاره می‌کند که در زمان فرهاد اشکانی به خاراکس (گرمسار) کوچانده شدند. ایزیدور خاراکسی می‌نویسد: ماردی‌ها مردم فقیری در رشته کوه‌های البرز بودند که فرهاد اول آنها را شکست داد و آنها را مطیع خود ساخت. فرهاد اول ماردی‌ها را در خاراکس اسکان داد. پس از کوچ قوم آمارد اقوام تپوری جایگزین آنان گشتند.
واسیلی بارتلد نوشته‌است:
تپوری‌ها در قسمت جنوب شرقی ولایت سکونت داشتند و در قید اطاعت هخامنشیان درآمده بودند و آماردها مغلوب اسکندر مقدونی و بعد مغلوب اشکانیان شدند و اشکانیان در سده دوم ق. م آنها را در حوالی ری سکونت دادند و اراضی سابق آماردها به تصرف تپوری‌ها درآمد و بطلمیوس در شرح دیلم یعنی قسمت شرقی گیلان در ساحل بحر خزر فقط از تپوری‌ها نام می‌برد.

#### نظریات
اردشیر برزگر می‌نویسد: 
هزاران سال، پیش از آمدن آریاییهای ایرانی به فلات ایران چندین گروه مردمان بومی که چهار گروه آن مشهورترند در این فلات جای داشتند که چگونگی دوره‌های پیشین آن چندان روشن نیست. نام یکی از این چهار گروه مردم بومی فلات ایران مرد بود، نام گروه مرد در نوشته‌ها «مارد» یا «آمارد» آمده که به زبان ایران و بومی مرد و آیمرد است و واژه‌های آمرت زبان کهنسال ارامنه و مردی، آی مردی، جوانمرد، جوانمردی بوده‌است.
 قوم ماد به روزگار کوروش بزرگ تا حوالی ماد پراکنده گردیده بودند.
پیش از اسلام، آمل از بزرگ‌ترین و مهم‌ترین شهرهای این منطقه به‌شمار می‌رفت و مرکز مازندران به حساب می‌آمد. برخی منابع، زمان ساخت شهر آمل را در دوره ساسانیان و توسط پیروان مزدک می‌دانند، ولی به نظر می‌رسد نام آمل از اَمردها گرفته شده که در این صورت باید گفت، شهر آمل پیش از ساسانیان و در دوره اسکندر وجود تاریخی داشت. در دوره ساسانیان به‌دلیل فرار پیروان مزدک به این شهر، بر اهمیت این آمل افزوده شد.
در تاریخ طبرستان ابن اسفندیار چنین آورده‌است: 
در قباله‌های کهن مذکور است که معنی آمل به واژه طبری آهوش است وهش وهل مرگ را گویند و کنایه از این است که تو را هرگز مرگ مباد.
 با توجه به اسناد تاریخی این شهر حداقل از دوره ساسانی تا دوره مغول پایتخت مازندران بوده و در سلسله اشکانیان پایتخت رسمی ایران بوده‌است. آمل در دوره اشکانیان آباد بود و در این زمان تحت سلطه سیاسی اداری ساتراپی هیرکانیه قرار داشت. یوستین، مورخ رومی هم در اشاره خود به جنگ فرهاد، امردها را مردمی دلاور و نیرومند می‌داند. با توجه به موقعیت جغرافیایی قلمرو امردها می‌توان اهمیت این قلمرو را برای فرهاد در راه ارتباطی پارت و هیرکانیه و پیرامون آن دانست.
آمل در زمان اشکانیان نیز معمور و آبادان بود که آن را همو می‌نامیدند. فرهاد یکم پادشاه اشکانی، با مردم آمل به جنگ پرداخت و از آنجا که جنگ با این مردم سخت بود جنگ فرهاد با ماردها چندین سال به درازا کشید و بعد از مدت‌ها آماردها را در منطقهٔ آمل مغلوب کرد و وی گروهی از این قوم را به سرزمین پارت در شمال خراسان کوچ داد و آنان در غرب آمودریا که آن را آمُلِ زَم نیز می‌خوانند ساکن شدند.
در عهد ساسانیان فرمانروایان طبرستان عنوان اسپهبد داشتند و شهر آمل از عمران و آبادانی برخوردار بود و مرکز ایالت مهم طبرستان بوده‌است. شهرطی مراحل تکوین خود از زیرساختها و عناصری چون ارگ حکومتی، محلات، آتشکده و بازار برخوردار گردید. در این الگوی استقرار قصر و عمارت حکومتی در موضع مکانی برتر با حصاری به دور آن قرار داشته‌است. بخش‌های ورای آن نیز شبستان یا سواد یا حومه را در بر می‌گرفته که مامن سکونت قشر اشراف مردم عادی بوده‌است.
در زمان ساسانیان شهر آمل از عمران و آبادانی برخوردار بود و مرکز ایالت مهم طبرستان بوده‌است. به‌طور کلی بر اساس اسناد و مدارک تاریخی، تکوین شهر به زمان ساسانی بر می‌گردد. شهر طی مراحل تکوین خود از زیر ساختها و عناصری چون ارگ حکومتی، محلات، آتشکده و بازار برخوردار بود.
در زمان کاووس پسر ارشد کواد، که عنوان پدشخوارشاه داشت، این شهر جمعیت قابل توجهی از مسیحیان نسطوری داشت و همراه با گیلان در سال ۵۵۳ پس از میلاد به عنوان اسقف‌نشین نسطوری یاد شده‌است.
مردمان آمل در جنگ‌های مختلفی شرکت کردند. در کتابخانه دانش عمومی آمده‌است که کنستانتین چهارم در ۶۸۶ میلادی (سده هفتم) دوازده هزار از مردی‌ها را، که قبیله‌ای جنگجو و ایرانی نژاد بودند که در بخش‌های شمالی دریای خزر می‌زیستند، برای سد و پیشگیری تاختن‌های مسلمانان به سرزمین لبنان کوچانید.
در نبرد گوگمل، داریوش با تمام خانواده و نجبای ایرانی، جنگ آوران هندی، کاری، آناپاست و تیراندازان ماردی «آمارد» نیز گرداگردش صف بسته بودند.

### پس از اسلام

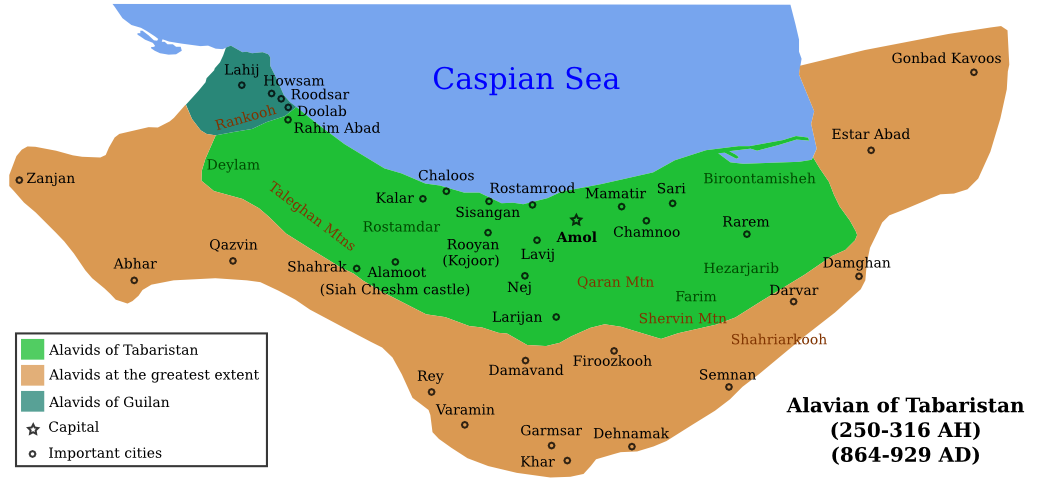
قلمرو علویان تبرستان

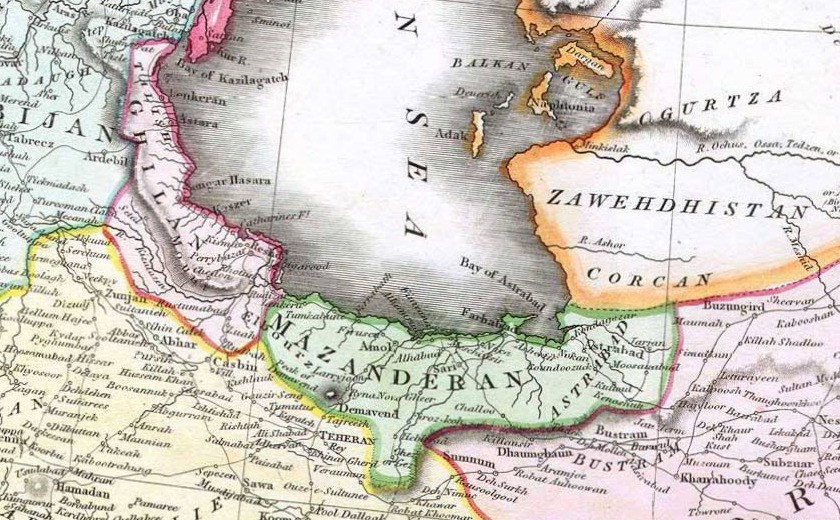
نقشه قدیم مازندران ۱۸۱۴ میلادی

شهر آمل در سال ۱۴۰ هجری قمری توسط اعراب مسلمان تسخیر شد. این دوره مصادف با به قدرت رسیدن علویان است و شهر آمل به عنوان مرکز طبرستان مورد توجه قرار گرفت. مرکزیت سیاسی، موقعیت سوق‌الجیشی و مجاورت شهر با گذرگاه‌های بین منطقه‌ای، رشد و توسعه شهر را در ابعادی اجتماعی رقم زد.
علویان طبرستان گروهی از بزرگان اولاد علی ابن ابی‌طالب به نام ائمه علوی بایزیدی در سده دوم هجری در طبرستان قیام کردند. حسن بن زید ملقب به داعی کبیر در سال ۲۵۰ هجری در ناحیه طبرستان ظهور کرد و عده بسیاری از افراد ناراضی و دست‌نشاندگان خلیفه طاهریان او را تقویت کردند. وی به دعوت و نشر آئین تشیع زیدی پرداخت. داعی کبیر پس از رسیدن به حکومت طبرستان، پایتخت خود را از ساری که جایگاه طاهریان بود به آمل منتقل کرد تا به حامیان و هوادارانش نزدیک‌تر باشد.
مرکز حکومت آنان معمولاً آمل بود و انقراض آنان به دست آل زیار و سامانیان صورت گرفت.
ناصرالحق اطروش در سال ۳۰۱ هجری قمری اقدام به دعوت مردم برای قیام کرد. وی امیر طبرستان که ابو العباس صعلوک بود را شکست داد و بر طبرستان تسلط یافت. این زمان بود که علم‌های سفید که نشانه علویان و شیعیان بود در همه طبرستان و دیلم و جرجان بر پا گردید. وی ۱۲ سال در آمل حکومت کرد و دین اسلام اثنی‌عشری را رونق بخشید.
پس از برافتادن مغول مرعشیان در مازندران ظهور کردند. در سال ۷۶۰ هجری قمری میر قوام الدین مرعشی، حکومت مرعشیان را تأسیس کرد. قیام مرعشیان از آمل آغاز شد. مرعشیان پس از کسب قدرت در اندک مدتی تمام سرزمین‌ها و نواحی اطراف مازنداران را تصرف کردند و قلمرو خود را از استرآباد تا قزوین گسترش دادند.
آمل در سده پنجم هجری، در عصر صدارت خواجه نظام الملک طوسی در دولت سلجوقیان، همپای فرهنگ شهرهای بزرگ آن روزگار جهان اسلام دارای مدرسهٔ معتبر نظامیه شد. دو سده پیش از آن محمد بن جریر طبری، مفسر و مورخ نامدار در این شهر متولد شد. شهر آمل اولین شهری بود که بعد از اسلام به زنان حق رأی و امور سیاسی داد.
در عصر صفوی آمل رونق فراوان گرفت و حکام صفویه به مازندران دلبستگی خاص داشتند. شاه عباس که به آمل علاقه زیاد داشت به دستور او جاده کنار رودخانه هراز، آباد شد و در طول راه برای توقف چهارپایان و افراد کاروانسرا ایجاد کردند. جاده شوسه‌ای که ساری و گرگان را به آمل وصل می‌کرد، در زمان او احداث شد. در زمان شاه صفی شهر آمل مورد حمله بازماندگان مغول قرار گرفت که در جنگ سیاه بیشه سپاه آمل به رهبری مازیار شکست سختی بر قوم مغول وارد ساخته و فرمانده آنها به نام نوشین اسیر و کشته شد. بازماندگان قوم مغول نیز اسیر و به دشت مشا تبعید گردیدند که طایفه مشائی از بازماندگان آنان می‌باشند.
ابن فریغون در سفرنامه خود این شهر را نیکوترین و جامع‌ترین و آبادترین و پرآب‌ترین و پر علم‌ترین شهر سرزمین پارسی‌گویان شرح داده‌است: 
آمل شهریست عظیم و زیبا و پرآب و بزرگ‌ترین مرکز علمی پارسیان و بزرگ‌ترین قلمرو حکومتی طبرستان است و او شهری است با خندق‌های فراوان و مقر ملوک آریایی‌ها در طبرستان و جای بازرگانانست و خواسته بسیار است و اندر وی علمای هر علمی بسیارند و افضل عرفاً و آبهای روان است و از وی جامعه کتان و برنج و دستار حنین و فرش و چوب شمشاد و حصیر طبری و طلا که به همه جای جهان جای دگر نبود و از وی ترنج و نارنج خیزد و گلیم سپید و گلیم دیلمی زربافت گوناگون و کمیخته خیزد و از ی آلات چوبین خیزد و چون کفشه و شانه و شانه نیام و ترازو و خانه و کاسه و از طلاهایش داغگین.
ابن حوقل در کتاب صوره الارض در مورد آمل این زمان می‌نویسد: 
آمل بزرگ‌ترین شهر طبرستان و در سده چهارم هجری قمری حاکم نشین طبرستان بوده‌است. آمل از قزوین بزرگتر است و دارای بنا و عمارات در هم آمیخته و از نواحی دیگر قدیمی تر و بزرگسال تر است.

ژوبر سفیر اعزامی ناپلئون بدربار فتحعلی شاه قاجار از آمل دیدن کرده و مطالبی دربارهٔ رودخانه هراز و تمرکز کارگاه‌های ذوب آهن در کرانه‌های آن در کتاب خود ذکر کرده‌است: 
خیلی کارگر آهنکار در آمل بچشم می‌خورد، در پیرامون قلمرو آنجاست که معدن‌های مازندران را استخراج می‌کنند. بیشتر کوره‌ها و کارگاه‌های آهنگری در قلمرو نور و بر روی رود هراز و شعبه‌هایش گردهم آمده‌اند، می‌بینیم که این محصولات بهیچوجه کافی برای نیازمندیهای ایران و بین‌النهرین نیست، روس‌ها کمبود آنراپر می‌کنند، با این همه آهن‌های مازندران را به بغداد، موصل و تا دمشق می‌برند. من نمی‌دانم که اینکار برای آنست که جنس آهن آنجا برای برخی کارها مناسبتر است یا آنکه بهای آن ازمال اروپا ارزانتر تمام می‌شود، با اینکه اینهمه راه میان آنجا و دریای خزر است یک بازرگان یمن گفت که او هرکنتال را تقریبأ شصت فرانک در موصل می‌فروشد. آمل از زلزله و طغیانهای رودخانه هراز صدمات بسیار دیده، آمل شهری باشکوه است، چهاردروازه دارد هرچند دری وجود ندارد. درآمل و سایر نواحی استان مازندران تاکنون تحقیقات باستانشناسی بسیار کم صورت گرفته مع‌هذا از کاوشهای گذشته آثاری از مدنیت شکوفان این منطقه به‌دست آمده‌است، سفال نقاشی شده متعلق بدوره سامانی در نواحی غربی ایران و بیشتر در آمل و ایالت مازندارن پیدا شده‌است، تزیینات چند رنگ آن‌ها شامل شکل پرندگان و برگ و نوشته بخط کوفی و شکل ترنجی مدور در وسط به ظروف زیبای ارغوانی و قرمز و سبز زیتونی است.

### معاصر

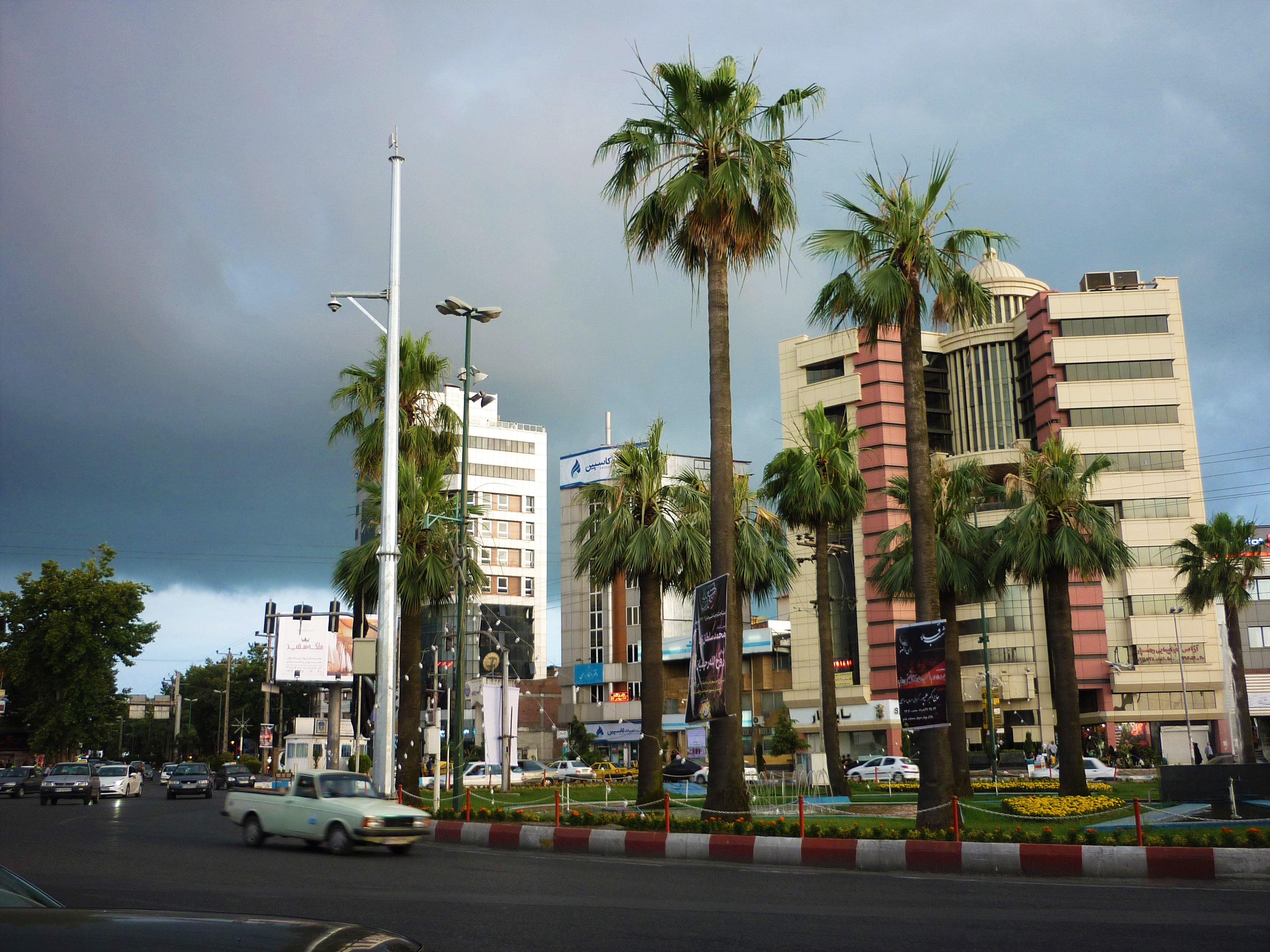
میدان ۱۷ شهریور

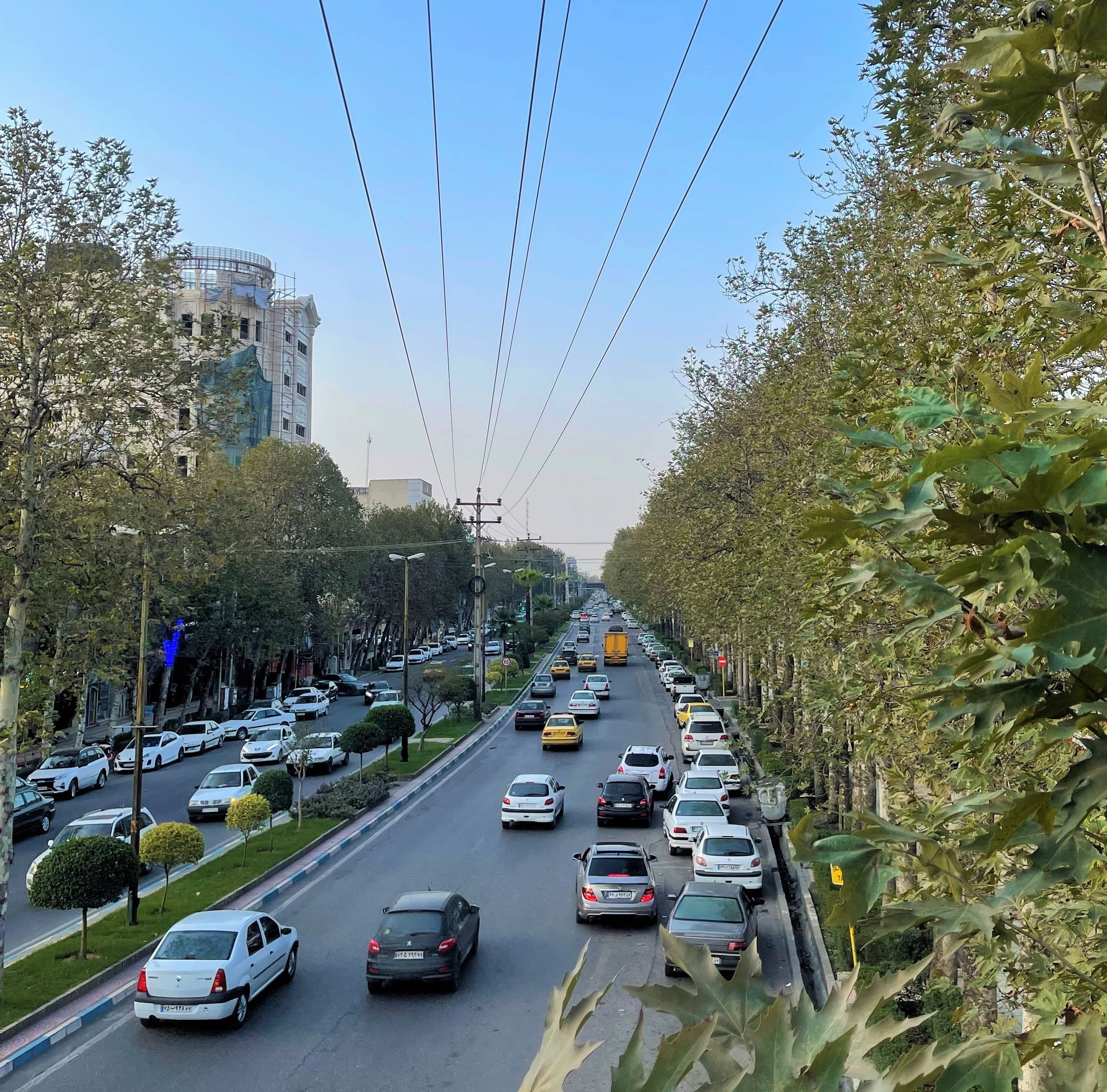
بخشی از خیابان هراز

پس از یک دوره رکود و فترت تا اواخر دوره قاجار، شهر شاهد گام‌هایی چند در جهت احیای خود بوده‌است در این دوره خندق‌های اطراف شهر را خشک کردند. ایجاد عمارت شهرداری کاخ چایخوران، تأسیس دبیرستان امام کنونی، اداره اقتصاد و دارای، ایجاد انبار برنج برای صادرات آن به نقاط دیگر کشور، احداث مغازه‌های جدید در بیرون بازار، ازجمله اقدامات این دوره است. جیمز فریزر که در سال ۱۲۳۸ به عنوان بازرگان و دانشمند وارد ایران شد در سفرنامه خود می‌نویسد: 
آمل به راستی شهری عالی و وسیع بود. سکنه شهر مردمی آبرومند و محترم بودند.

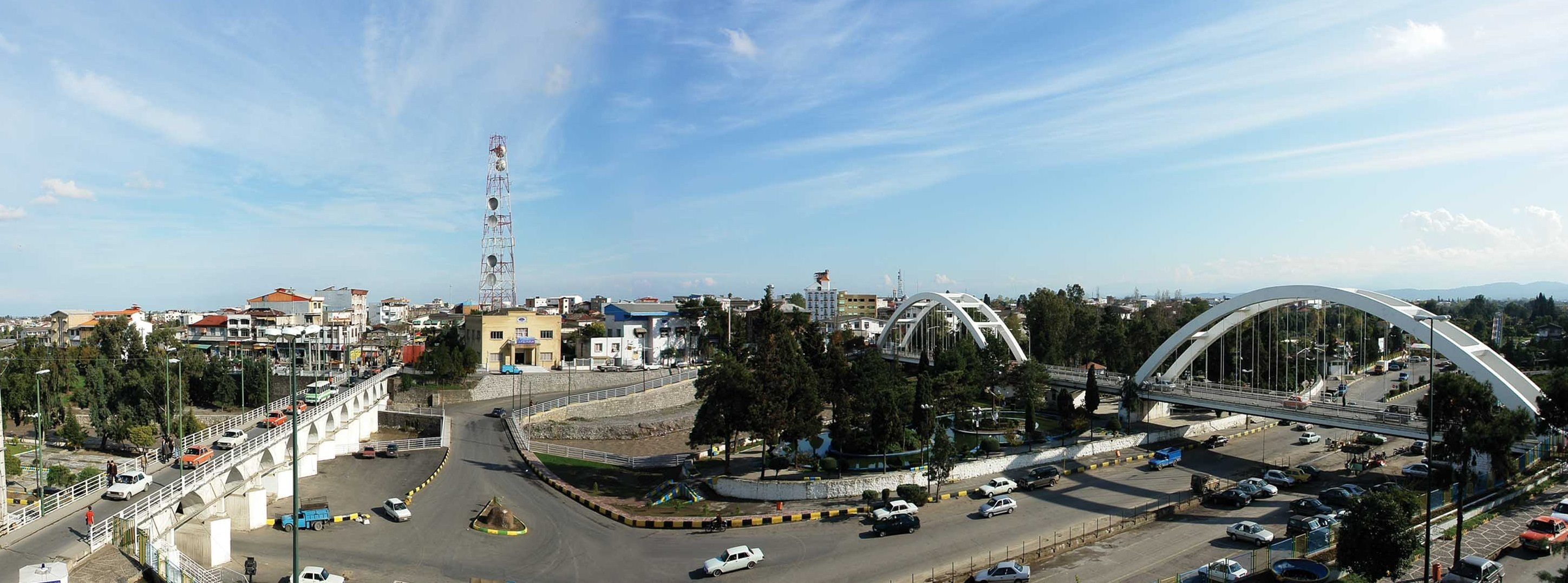
پل معلق آمل

تزریق عملکردهای جدید شهر، آن را از تحرکی چند برخوردار می‌سازد و این تحرک در بعد کالبدی با توسعه‌های جدید به دور شهر قدیم تشدید گردید. الگوی تقلیدی مداخله کالبدی در تهران، از این پس با حضور حیات انتشاری، دامنگیر شهرهای دیگر ازجمله آمل نیز می‌گردد. شکل این مداخله با ایجاد فعالیت‌های مستقیم در محور مهدیه و انقلاب در ضلع جنوبی بازار شهر و احداث خیابان‌های چاکسر تحقق یافت و این در حالی‌ست که هسته اولیه شهر، علی‌رغم چنین مداخلاتی در محیط خود و استقرار عناصر جدید تزریق شده به تدریج انسجام کالبدی خود را با بافت‌های مجاورش کاهش داد.

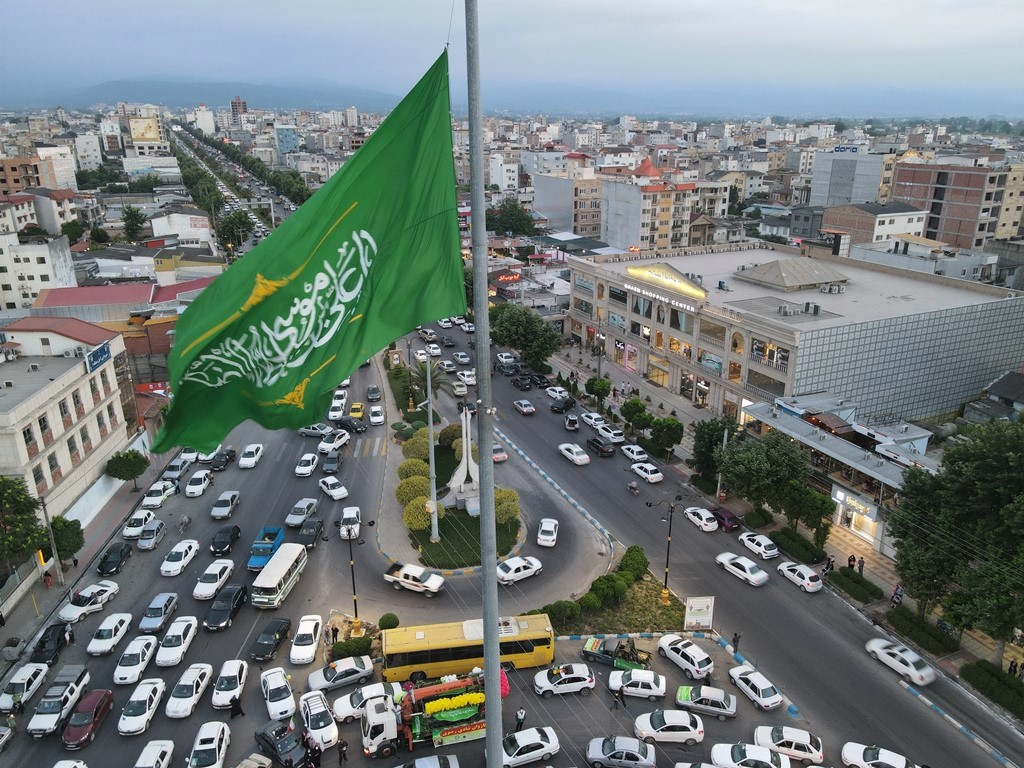
میدان قائم آمل

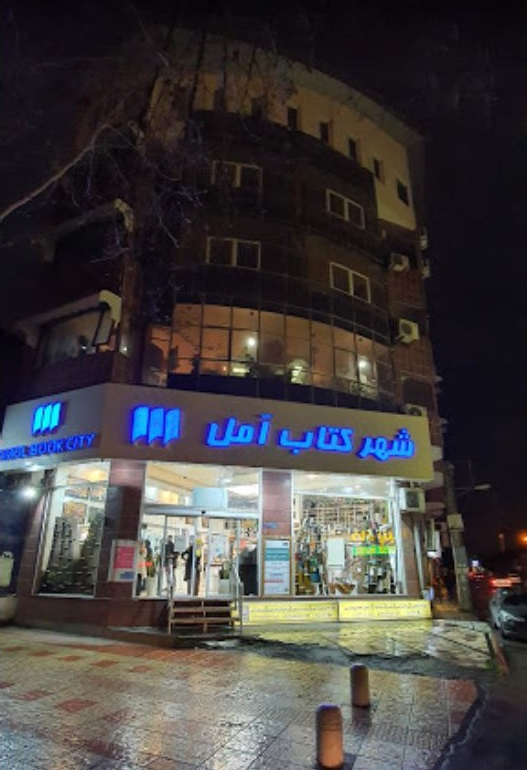
شهر کتاب آمل

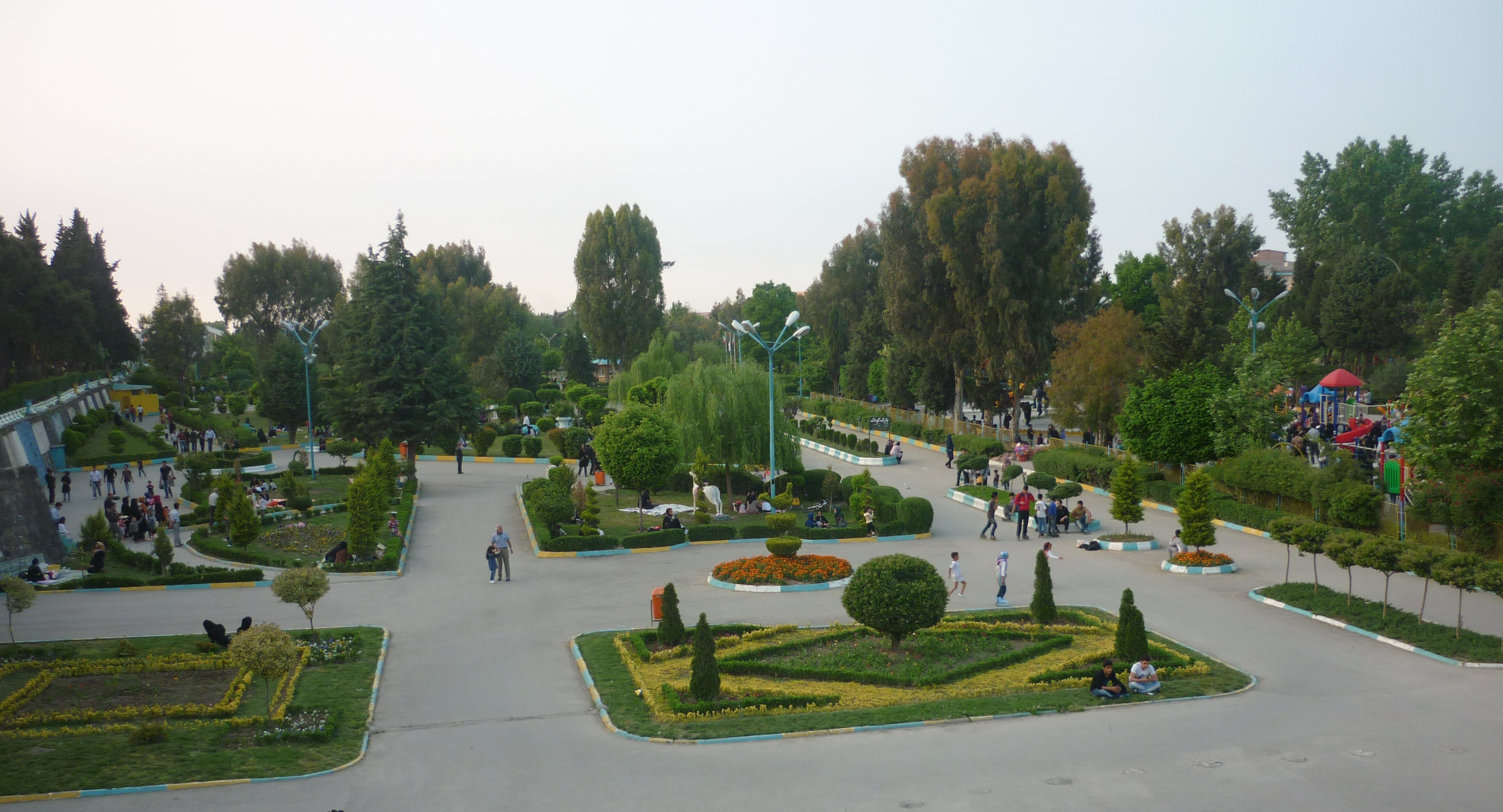
دهکده طلایی

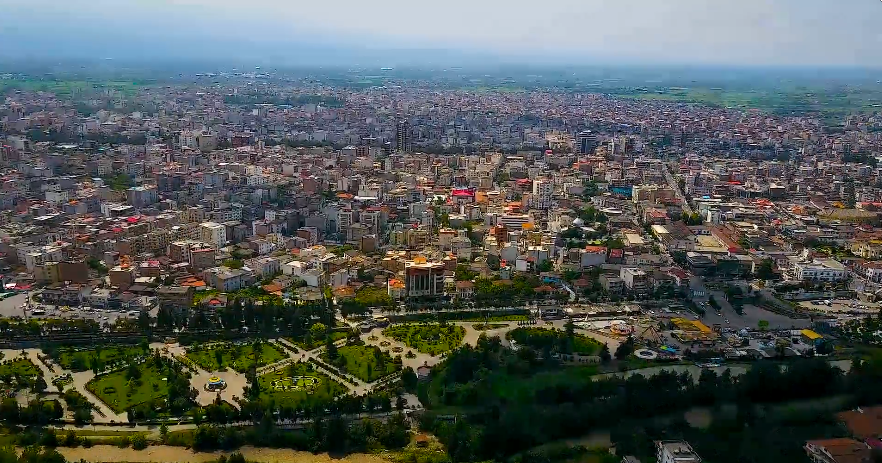
نمایی از آمل

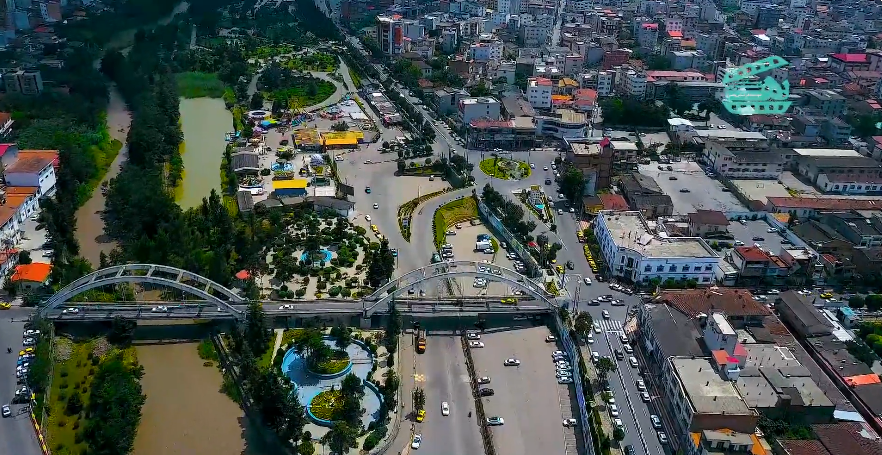
هسته مرکزی آمل

در زمان رضا شاه پهلوی اول بروز جنگ جهانی اول تحولات زیادی در مازندران رخ داد. رضا شاه با فروش نفت ایران با پیاده کردن طرح‌های مختلف ازجمله طرح‌های عمرانی در مازندران رونقی تازه به این منطقه بخشید. وی در آمل ادارات جدید، مدارس، پل و مراکز درمانی جدیدی ایجاد نمود. در این دوره انجمن طبرستان برای مقابله با روس‌ها و انگلیسی‌ها تأسیس شد.
در زمان محمدرضا شاه پهلوی دوم در جهت سهولت جریان روابط کالایی وابسته، مداخلات کالبدی بیشتری در بافت صورت گرفت. در این دوره نیز مداخلات تحقق یافته در دوره قبل با احداث خیابان طالب آملی در ضلع غربی محدوده شهر قدیم و تعریض آن در سال‌های ۱۳۵۲ تا ۱۳۵۴ تکمیل و انقطاع کالبدی بافت با مجموعه‌های جدید پیرامونی را موجب شد.
در دوره جمهوری اسلامی نیز شهر با شکل کنونی خود رو به گسترش رفت و بزرگراه‌ها و خیابان‌های متعددی ساخته شد و همچنین ساختمان ادارات زیادی نوسازی شد و در بخش شهرسازی نیز زیباسازی و ایجاد فضای سبز و نظم شهری رونق گرفت.
جوناس هنوی که در زمان نادر شاه به ایران آمده بود و از آمل دیدن کرد در مورد این شهر نوشت: 
آمل شهرت و اعتبار خود را کمی از دست داده بود ولی به واسطه کانهای سنگ آهن فراوان به فرمان نادر آنجا را مهم‌ترین مرکز ریخته‌گری و ذوب آهن نمود و در آنجا گلوله توپ و تفنگ و نعل اسب تهیه می‌شد و حتی تصمیم گرفته شد که نیروی دریایی ایران را در آمل بسازند.
در بین شهرهای کشور ایران، شهر آمل در در دوران انقلاب ۱۳۵۷ ایران به عنوان شهری که حکومت مردمی دارد شهرت پیدا کرده بود.
علمای مازندران و آمل نیز در دوران جنبش مشروطه نقش فراوانی داشتند و همچنین آمل در سال ۱۳۶۰ دچار واقعه‌ای شد. این واقعه که به اختصار قیام آمل نامیده می‌شود، به مبارزه مسلحانه حدود صد نفر از گروهی مائوئیست به نام اتحادیه کمونیست‌های ایران علیه نظام جمهوری اسلامی ایران در شهر و جنگل‌های اطراف شهر آمل در شمال ایران اشاره دارد. پس از این واقعه روح‌الله خمینی تنها نام شهر آمل را در وصیت‌نامه سیاسی الهی خود آورد و نوشت: 
باید از مردم آمل تشکر کنیم.

### کاوش‌ها و تاریخچه

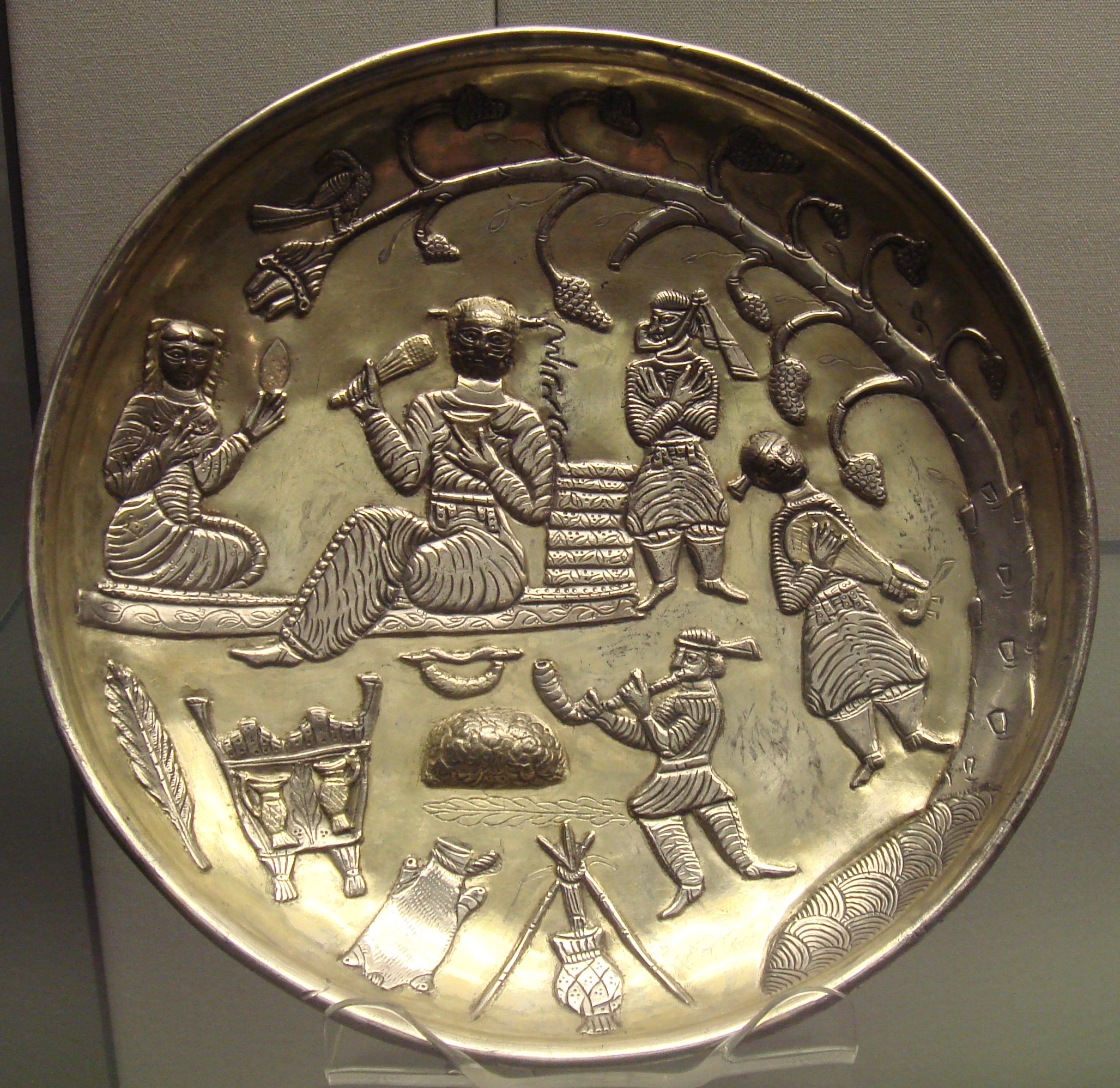
بشقابی ساخته‌شده از نقره و طلا مربوط به سده‌های ۷ یا ۸ که به سبک ساسانی ساخته‌شده‌است و اکنون در موزه بریتانیا نگه‌داری می‌شود

در طول تاریخ به خصوص در دهه اخیر کاوش‌های زیادی بر روی تپه‌ها و منطقه‌های مختلف ازجمله تپه قلعه کش و روستای بلیران صورت گرفته‌است. همچنین کاوش‌های جدیدی در شهر قدیم آمل در سال ۱۳۹۴ درحال انجام گرفتن است. در این کاوش‌ها به دست آمده‌است که آمل اولین کانون ذوب آهن ایران بوده‌است. در اولین کاوش‌ها آثاری همچون پیکره حیوانی، ابزار سنگی، ظروف خاکستری و همین‌طور یک تدفین انسانی، ظرف خاکستری و یک دستبند نقره‌ای از دوران و عصر برنز، مس‌سنگی و آهن به دست آمد. در کاوش‌های بلیران نیز موجودیت انسان پارینه سنگی فوقانی حدود ۳۵ هزار سال پیش که به ساخت ابزار سنگ‌ها و شکار حیوانات می‌پرداخته آشکار شد. در کاوش‌هایی که در سال ۱۳۸۶ توسط باستان شناسان فرانسوی صورت گرفت، قدمتی بیش از ۳۶ هزار سال برای بلیران تخمین زده شد.

## وضعیت طبیعی

### جغرافیا
شهر آمل واقع در جلگه مازندران و طرفین رود هراز با ارتفاع ۷۶ متر از سطح دریا در ۵۲ درجه و ۲۱ دقیقه طول شرقی و ۲۶ درجه و ۲۵ دقیقه عرض شمالی و در فاصله ۷۰ کیلومتری غرب ساری، مرکز استان هجده کیلومتری جنوب دریای مازندران، و شش کیلومتری شمال دامنه کوه البرز و ۱۸۰ کیلومتری شمال شرقی تهران قرار دارد.

### پوشش‌های گیاهی
ارتفاعات آمل را پوشش گیاهی جنگلی تشکیل داده و انواع رستنی‌ها در این منطقه می‌رویند. درختان اوجا، توسکا، بلوط، افرا، ازگیل، زرشک، گیاه صنعتی گون، گیاهان خاکشیر، گل ختمی، کاسنی، گل گاوزبان، بمبارمنگ که کاربرد دارویی دارند و پوشش گیاهی در این شهر به فراوانی برای چرای دام موجود است.

### بارندگی
وجود رشته‌کوه البرز در جنوب سواحل دریای مازندران در شمال این شهر صعود توده‌های مرطوب بر دامنه‌های پرشیب کوه‌های ساحلی را سبب شده و سرد شدن این هوا تا نقطه شبنم یا پایین‌تر آن، تشکیل سیستم‌های ابری و متعاقباً وقوع بارندگی‌های شدید در منطقه را موجب می‌گردد. متوسط بارندگی در بخش جنگلی آمل ایستگاه تحقیقات برنج ۸۱۷ میلی‌متر است.

### رودخانه‌ها
آمل دارای رودهای مختلفی است. رودخانه هراز از مرکز شهر آمل عبور می‌کند.

### آب و هوا
شهر آمل از نظر تقسیمات اقلیمی جزو اقلیم معتدل و مرطوب است. آب و هوای آمل معتدل و مرطوب بوده و بیش‌ترین درجهٔ حرارت در تابستان‌ها ۳۶ درجه بالای صفر و کم‌ترین درجهٔ حرارت در زمستان‌ها ۱- درجه سانتی گراد زیر صفر است و میزان متوسط بارش سالیانه شهرستان آمل ۷۵۰ میلی‌متر برآورد شده‌است.

### دما
با توجه به اینکه شهر آمل در دشت جلگه‌ای واقع شده‌است اختلاف دمای شبانه‌روزی و به موازات آن اختلاف دمای فصلی و همچنین سالیانه بسیار کم است.

### زمین‌لرزه‌ها
۷۵ درصد مازندران روی گسل زلزله قرار دارند. از این رو آمل نیز به‌دلیل وجود خط مستقیم روی گسل چند زلزله بیش از ۴ ریشتری را تجربه کرده‌است. در مجموع شهرستان آمل بر روی سه گسل کوه، جلگه و بایجان واقع شده‌است.

## مردم‌شناسی
استان مازندران پیش از اسلام تپورستان (به پهلوی: ) نامیده می‌شد که برگرفته از نام قوم تپوری (به یونانی: Τάπυροι) می‌باشد که پس از اسلام قوم طبری نام گرفتند و سرزمینشان طبرستان نامیده شد. شهرهای آمل، چالوس، کلار، سعیدآباد و رویان جزئی از سرزمین قوم تپوری بودند.
به گفته واسیلی بارتلد تپوری‌ها در قسمت جنوب شرقی ولایت سکونت داشتند و در قید اطاعت هخامنشیان درآمده بودند و آماردها مغلوب اسکندر مقدونی و بعد مغلوب اشکانیان شدند و اشکانیان در سده دوم ق. م آنها را در حوالی ری سکونت دادند و اراضی سابق آماردها به تصرف تپوری‌ها درآمد و بطلمیوس در شرح دیلم یعنی قسمت شرقی گیلان در ساحل بحر خزر فقط از تپوری‌ها نام می‌برد. به گفته مجتبی مینوی قوم آمارد و قوم تپوری در سرزمین مازندران می‌زیستند و تپوری‌ها در ناحیه کوهستانی مازندران و آماردها در ناحیه جلگه‌ای مازندران سکونت داشتند. در سال ۱۷۶ ق. م فرهاد اول اشکانی قوم آمارد را به ناحیه خوار کوچاند و تپوری‌ها تمام ناحیه مازندران را فرو گرفتند و تمام ولایت به اسم ایشان تپورستان نامیده شد.
تمام شهروندان مازندران از نسل و نژاد دو قوم تپوری و آمارد بودند. به‌طوری‌که از نوشته‌های تاریخی استنباط می‌شود که ما قبل آریایی مارد یا مازد چندین سال قبل از میلاد مسیح بر بخش‌هایی از این ناحیه با قدرت حکومت می‌کردند و باج به پادشاهان ایران نمی‌دادند. آماردها در اولین ورود خود به آمل آمده‌اند. تپوری‌ها قومی گسترده پیش از آریایی‌ها بوده‌اند که به وسیلهٔ اقوام مهاجر ایرانی به نواحی کوهستانی عقب رانده شدند. محققان تپوری‌ها را از بومی‌های مازندران و نواحی آن از زمان قبل از آمدن آریان‌ها به ایران می‌دانند. مردم آمل به‌طور عمده از قوم طبری می‌باشند. البته بعضی از بزرگان بهائی و علویان از کشورهای خارجه در این شهر زندگی می‌کنند. بر اساس آزمایش‌ها و تحقیقات مؤسسه ماکس پلانک برای ژنتیک مولکولی آلمان مشخص شد، مردمان مازندران از دیرباز اصیل‌ترین مردمان ساکن سرزمین ایران بوده‌اند. همچنین تجزیه و تحلیل ام دی اس به صورت شفاف نشان داد که گیلانی‌ها و مازندرانی‌ها بسیار نزدیک به مردمان جنوب قفقاز هستند. بر اساس این گزارش که در نشریه Current Biology منتشر شد، نشان داد که mtDNA افراد نمونه‌گیری شده (که فرزند آن را از مادر به ارث می‌برد) به سایر مردمان ساکن در آسیای غربی (همانند سایر اقوام ایرانی) بیشتر از اروپایی‌ها نزدیکی دارد. در این میان، مردم گیلان و مازندران در دسته‌ای که در آن کردهای کورمانجی (زازایی) قرار داشتند جای گرفتند. همچنین نتایجی از آنالیز رشته کوروموزوم‌های Y (که از طریق پدر به پسر می‌رسد) به‌دست آمد که نشان داد، تک گروه‌های J2 و R1 به میزان زیادی در گیلانی‌ها و مازندرانی وجود دارد و جالب آنکه نوع تک گروه J2 بسیار بیشتر از سایر ایرانی‌ها به قفقازی‌ها شباهت دارد.
به علاوه تک گروه I که به مقدار بسیاری در میان سایر ایرانی‌ها یافت می‌شود، در میان گیلانی‌ها و مازندرانی‌ها به هیچ وجه وجود ندارد، و به مقدار کمی در میان قفقازی‌ها است. همچنین تجزیه و تحلیل MDS به صورت شفاف نشان داد که گیلانی‌ها و مازندرانی‌ها بسیار نزدیک به مردمان جنوب قفقاز (گرجی‌ها) هستند و ایرانیان مقیم تهران و اصفهان بسیار دورتر از آن‌ها قرار دارند.
در هسته داخل شهر نیز مردمان شهر آمل در طایفه‌های مختلف قرار می‌گیرند.

### زبان
بعد از اسلام زبان و خط پهلوی در مازندران بیشتر از سایر مناطق ایران متداول بوده‌است. زبان طبرستانی کمتر از زبان‌های دیگر تحت تأثیر زبان‌های بیگانه قرار گرفته‌است. مردم آمل به گویش آملی که گویشی از مازندرانی است صحبت می‌کنند. گویش آملی زیر شاخه زبان مازندرانی است ولی وجود برخی قواعد زبان شرقی سغدی در آن جای تأمل دارد.

### قومیت

#### آمارد
آماردها شهروندان اولیه آمل بودند. هرودوت از قبیله مارد (mardes) در کنار دائی‌ها (daens)، دروپیک‌ها (dropiques)، و ساگارتی‌ها (sagarties) به عنوان پارس‌های کوچنشین و صحراگرد یاد کرده‌است. پلینیوس مورخ یونانی محل آماردها را قسمت شرقی مارگانیا شناسایی کرده‌است. استرابو(۶۳ ق. م) از آمارد در کنار اقوام تپور و کادوسی به عنوان اقوام کوهستان نشین در شمال کشور یاد می‌کند. استرابو می‌نویسد: تمام مناطق این کشور به استثنای بخشی به سمت شمال که کوهستانی و ناهموار و سرد است و محل زندگی کوهنشینانی به نام کادوسی (Cadusii) و آماردی (Amardi) و تپوری (Tapyri) و سایر مردمان دیگراست، حاصلخیز است. به اعتقاد دیاکونوف آماردها در نواحی کوهستانی شمال شرق می‌زیستند و در دو منطقه کناره‌های دریای مازندران و سرزمین پارت سکونت داشتند. به اعتقاد حسن پیرنیا آماردها در محدوده آمل تا تنکابن می‌زیستند.
قوم آمارد از مردمان آریایی بودند که در آمل زندگی می‌کردند. نام شهر آمل دگرگون‌شده همان نام آمارد است. آماردها قومی نیرومند و جنگجو بوده‌اند و ناحیه کنونی آمل را به عنوان مرکز خود انتخاب نموده و نام خود را برنهادند و بعدها واژه آماردها به سبب کثرت تلفظ به آملد، آمرد و آمل بدل شد. اما در زمان سلسله اشکانیان و حکومت اشک سوم یا اردوان یکم پسر تیریدات یکم (۲۴۷/۵۳–۲۱۴/۱۷ پ. م) طبرستان به‌طور کامل تصرف شد، آماردها که از این پیشامد رنجیده و دل خوشی نداشتند و پی فرصت می‌گشتند، در آغاز پادشاهی اشک پنجم (فرهاد یکم) با گرگانی‌ها یکی شده، دم از خودسری زدند و نبردی خونین میان آن‌ها و اشک پنجم به وجود. اشک ابتدا گرگان را کوبید و از طبرستان گذشت و به سرزمین آماردها (طبرستان باختری) رسید و سه سال با آنان جنگید تا چیره و پیروز شد؛ همه سرکشان را کشت و بازماندگان را به دو بخش کرد: بخشی را به خراسان کوچاند و بخشی را به سرزمین خوارکس فرستاد و به کارهای بیگاری واداشت. سپس فرمان داد تیره‌ای از مردم تپوری از خاور و جنوب باختری به سرزمین آماردها کوچانده شوند. دیگر از این دسته از مردم (آماردها) در تاریخ طبرستان و آمل نامی نمی‌بینم.

#### تپوری
تپوری‌ها از اقوام باستانی مازندران می‌باشند. استرابون مورخ یونانی تپورها را قومی گسترده معرفی می‌کند. استرابو تپورها را ساکن چهار مکان متفاوت می‌داند. وی گروهی از تپورها را به عنوان کوهنشین‌های شمال کشور در کنار آمارد نام می‌برد. وی گروه دیگری از تپورها را میان هیرکانی‌ها و دربیک‌ها نام می‌برد. وی دسته دیگر تپورها را میان هیرکانی‌ها و آریا نام می‌برد. وی دسته دیگر از تپورها را در ماد نام می‌برد.
ویلیام اسمیت در فرهنگ لغت جغرافیای یونان و روم می‌نویسد: تپوری‌ها قومی بودند که محل سکونت آنها در دوره‌های مختلف تاریخ به نظر می‌رسد در امتداد فضای وسیعی از کشور از ارمنستان به سمت شرق تا آمودریا گسترش یافته بود. استرابون آنها را در کنار دروازه‌های کاسپین و ری، در پارت و بین دربیک و هیرکانی و همراه با آماردی‌ها و سایر مردم در امتداد سواحل جنوبی دریای مازندران قرار می‌دهد که آخرین دیدگاه یعنی سکونت در امتداد سواحل جنوبی دریای مازندران مطابق نظر کوینت کورس و دیونیسوس و پلینی هم می‌باشد. بطلمیوس در جایی آنها را در زمره اقوام سرزمین ماد به حساب می‌آورد و در جایی دیگر آنها را به مارگیانا نسبت می‌دهد. تپوری‌هایی که در پلینی و کوینت کورس به آنها اشاره می‌کند شکی در آن نیست که ناحیه کنونی طبرستان نام خود را از آنها گرفته‌است. آلیان توصیف عجیبی از تپوری‌هایی که در ماد زندگی می‌کردند ارائه می‌دهد.
فرادات فرمانده قوم تپور در نبرد هخامنشیان و یونانیان و همچنین والی تپورستان در عهد داریوش سوم و اسکندر مقدونی می‌باشد.
به گزارش لوسیوس فلاویوس آریان گزنفون مورخ یونانی زمانی که اسکندر به ولایت هیرکانیا رفت قشون خود را سه قسمت کرد؛ قسمتی که از همه زیاد تر بود با خود به زادراکرات برد و قسمت دیگر را با کراتر به مملکت تپوری‌ها (تپوری‌های ساکن در هیرکانیا) برد و قسمت سوم را به سرداری اری گیوس مأمور بود که با بار و بنه و خارجی‌ها حرکت کند.
پس از اینکه اسکندر از معابر هیرکانیا گذشت وارد زادراکرات (ساری اسرم یا استراباد) شد در اینجا کراتر به او رسید. در این هنگام ارته باذ با سه پسر خود که نامشان سوفن و آریو برزن و ارسام بود نزد اسکندر آمد. فرادات فرمانده تپوری‌ها و نمایندگان یونانی‌های اجیر هم با اینها آمدند. اسکندر ارته باذ را به احترام پذیرفت و فرادات را فرمانده تپورها و والی تپورستان ابقا کرد.
پس از آنکه اسکندر وارد شهر آروس گردید و کراتر و اریگسوس را در اینجا یافت. آنها فرادات حاکم تپوری‌ها را همراه آورده بودند. اسکندر این اسیر را خوب پذیرفت. پس از آن آن مناپیس را که در زمان اُخُس فرار کرده و به دربار فلیپ پناهنده شده بود والی هیرکانیا کرد و فرادات را به حکومت تپورستان ابقا داشت.
اسکندر پس از دست یابی به سرزمین آمارد ولایت آمارد را به تپورستان که والی آن فرادات بود ضمیمه کرد.
شهرهای آمل، چالوس، کلار، سعیدآباد و رویان جزئی از سرزمین قوم تپوری بودند.

#### طبری
مردم آمل از قوم طبری می‌باشند که قوم طبری معرب قوم تپور می‌باشد و نام طبرستان (تپورستان) از نام این قوم گرفته شده‌است. در شهر آمل طایفه‌های مختلفی از قوم طبری من جمله: مشائی، آسوری، لاسمی، ایرایی، آسکی، نیاکی، نوایی، رینه‌ای، شاهان‌دشتی، امیری، بهرستاقی، دلارستاقی، آملی، چلاوی، نوری و رودگر زندگی می‌کنند.
ثعالبی نخستین بار در سده چهارم از طایفه اسکی به عنوان طایفه‌ای لاریجانی سخن به میان آورده‌است و از شخصی به نام ابوبکر الاسکی لارجانی یاد کرده‌است.
به گزارش قاضی نورالله شوشتری در کتاب مجالس‌المؤمنین مردم آمل را طبری می‌گویند و نسبت ایشان به غیر از طبری اندک است.
پس از اسلام مردم طبرستان با نام طبری شناخته می‌شدند که این واژه معرب لفظ تپوری و تپری می‌باشد. یعقوبی در تاریخ یعقوبی مردم طبرستان را از قوم تبر معرفی می‌کند. یعقوبی می‌نویسد:

فرزندان عامور بن ثوبل بن یافث بن نوح به طرف چپ خاور بیرون شدند و جمعی از آنها؛ یعنی فرزندان ناعوما از ناحیه جربی به سمت شمال رفتند و در شهرها پراکنده شده و چندین امت شدند به نام‌های برجان، دیلم، تبر، طیلسان، جیلان، فیلان، الان، خزر، دودانیه و ارمن.

طبری مورخ سده سوم از مردم طبرستان با نام طبریان یاد می‌کند. وی می‌نویسد:

جمع دیلمیان را در دامنه و در جنگل یافتند که آهنگ دیلم را داشتند، محمدبن ابراهیم را از محلشان خبر دادند که از جانب خویش، طبریان و دیگران را فرستاد که به آنها رسیدند و راهشان را بگرفتند و دستگیرشان کردند که آنها را به همراه علی بن ابراهیم به شهر ساریه فرستاد.

همچنین فرودسی در شاهنامه در دوران لشکرکشی اعراب به ایران در زمان یزدگرد سوم به اقوام طبری اشاره می‌کند:
| چو می‌روی طبری و چون ارمنی   |  | به جنگ‌اند با کیش آهرمنی    |
| چو کلبوی سوری و این مهتران  |  | که گوپال دارند و گرز گران  |
| همی سر فرازند که ایشان کیند |  | به ایران و مازندران برچیند |

محمدصادق نامی اصفهانی مورخ سده ۱۲ عصر زندیه در تاریخ گیتی‌گشا از سکنه مازندران به عنوان اقوام طبری یاد می‌کند وی می‌نویسد:

محمد دادویی سوادکوهی چهل پنجاه نفر از طبریان (طبری‌ها) را که در آن هنگام ترقی عوامل نشین و گاو سوار بودند جمع آورده و بجانب اردوی شیخ علی خان شتافت. چون مومی الیه (فرد اشاره شده) اولین کسی بود که از مازندران به اردوی جناب شیخعلی خان رسیده ازجمله سایر طبریان پیشترطریق خدمت گردیده، بجهت تألیف قلوب سایر طبریان و امیدواری جمهور اهل مازندران اورا لقب خانی داده و محمد خان نام نهاده.

#### خطر انقراض قوم طبری
به گفته پژوهشگران آمار بالای طلاق، باروری کم، سالمندی و ازدواج پایین از مشکلات حوزه جمعیت در میان قوم طبری به‌ویژه طبری‌های مازندران محسوب می‌شود. پژوهشگران به روند پیری جمعیت قوم طبری اشاره نموده و بر لزوم توجه به سیاست جوانی جمعیت تأکید دارند. پژوهشگران خطر انقراض قوم طبری (مازندرانی) را در کشور خطر جدی می‌دانند. براساس غربالگری از ۴۳۰ هزار زوج طبری (مازندرانی) در سال ۱۴۰۱ حدود ۱۰ هزار زوج نابارور در مازندران شناسایی شدند.

### دین و مذهب و آئین
مردمان این منطقه در روزگار هوشنگ پیشدادی به تناوب دارای آیین‌های زروانی، مغانی، مهری و زرتشتی بودند.
ولایات شمالی ایران، محتملاٌ در دوره اشکانی یا ساسانی، زرتشتی شدند. وجود آتشکده‌ها در استان مازندران مبین این حقیقت است. حدود سده دوم هجری قمری مردم مازندران به دین اسلام گرویدند. درحال حاضر اسلام دین نخست شهر محسوب می‌شود و آمل به عنوان اولین مرکز حکومت مذهب شیعه دوازده امامی بوده‌است.
| دین در آمل | دین در آمل | دین در آمل | دین در آمل | دین در آمل |
| ---------- | ---------- | ---------- | ---------- | ---------- |
| دین        | دین        |            | درصد       | درصد       |
| اسلام      | اسلام      |            | ۹۸٪        | ۹۸٪        |
| مسیحیت     | مسیحیت     |            | ۱٪         | ۱٪         |
| زرتشتی     | زرتشتی     |            | ۱٪         | ۱٪         |

### گاهشمار
آمل و مازندران دارای تقویم مستقل هستند که آن تقویم تبری است. علاوه بر ماه‌های رسمی از ماه تبری استفاده می‌کنند که در زمان یزدگرد آغاز شده‌است.

### فرهنگ
آمل از دیرباز به‌دلیل وجود فرهیختگان و پیشینیان با سابقه دارای مراسم‌های محلی و ملی است. آمل از فرهنگ و تمدن بسیار کهن و اصیل برخوردار است و به‌دلیل داشتن این تمدن باستانی و دیرینه مراسم‌های باستانی و به‌دلیل علاقه به دین و مذهب مراسم مذهبی بس با شکوهی در این دیار کهن برگزار می‌گردد، پس از گرویدن مردم آن به اسلام، برخی از مراسم باستانی بسته به فرهنگ مردمان مختلف مازندرانی با آداب اسلامی درآمیخته و بنابراین شیوه اجرای آن در هر روستا با روستای دیگر متفاوت است.
- تیرگان: تیرماسیزه شو یا تیرگان یکی از جشن‌های ایرانی در روز تیر از ماه تیر برابر با سیزدهم تیرماه است. عده‌ای این جشن را در روزهای دیگر و ازجمله در دهم تیر برگزار می‌کنند که به اعتقاد استادان ایران‌شناس نادرست است. این جشن در آمل همه ساله در جوار قله دماوند برگزار می‌شود. این جشن در کنار آب‌ها، همراه با مراسمی وابسته با آب و آب پاشی و آرزوی بارش باران در سال پیش رو همراه بوده‌است و تیرگان یادآور رشادت آرش کمانگیر نیز است.[۱۷۹][۱۸۰]
- ورف چال: از آیین‌های قابل توجه مازندران که مراسمی ملی هم به‌شمار می‌رود در ارتباط با آب، مراسم ورف چال در روستای اسک واقع در جاده هراز انجام می‌شود. این رسم قدیمی و باستانی در زمانی که آخرین برف‌های زمستانی منطقه درحال ذوب شدن است در یکی از جمعه‌های نیمه دوم اردیبهشت ماه برگزار می‌شود. مراسم آیینی سنتی ورفِ چال حدود ۶۰۰ سال قدمت دارد.[۱۸۱]
- مارمه: مارمه یا مادرمه مراسمی است که هنگام تحویل سال افراد خانواده دور سفره یا مشابه آن هفت سین که با ظرافت و سلیقه خانم خانه چیده شده می‌نشینند و در حالیکه پدر خانواده دعای تحویل می‌خواند منتظر سال نو می‌شوند. در گذشته که امکانات ارتباطی مانند رادیو و تلویزیون نبود با تیراندازی یا گفتن اذان سال جدید را به همه اعلام می‌داشتند. بعد از این که سال نو شد کسی معمولاً بچه‌ها که به عنوان مادرمه انتخاب شده با مجمعی که در ان قرآن، آیینه، آب، سبزه و شاخه‌های سبز جوان قرار دارد وارد خانه می‌شود و به این نیت که سال سرسبز و خوش و خرمی برای خانواده باشد شاخه سبز را جلوی در اتاق آویزان یا روی طاقچه اتاق می‌گذارد. در این روز مادر خانه، غذای عید، سبزی پلو درست می‌کند.[۱۸۲]
- علم گردانی و نخل گردانی: علم گردانی و نخل گردانی از قدیمی‌ترین سنت ایرانی و مازندران است که همه ساله در تمامی مناطق آمل در دسته‌های مختلف و محله‌ها انجام می‌شود. از ویژگی‌های عزاداری ماه محرم در مازندران، وجود سقانفار و تکیه‌ها در این استان است.[۱۸۳][۱۸۴]
- نوروز خوانی: یکی دیگر از مراسم‌های معمول و جالب شهرهای مازندران به خصوص شهر آمل است. نوروزخوانان معمولاً چند روز قبل از فرارسیدن عید نوروز به داخل روستاها می‌آیند وبا خواندن اشعار در مدح امامان و ترانه‌های محلی، طلیعه سال نو را به آن‌ها مژده می‌دهند. نوروز خوانان چند نفر هستند که یک نفر اشعار را می خوند، یک نفر ساز می‌زند و نفر دیگر که به آن کوله کش یا همان بارکش می‌گویند به در خانه‌های مردم می‌روند و صاحب خانه با دادن پول، شیرینی یا تخم مرغ از آنان پذیرایی می‌کند و به آنان عیدی می‌دهد.[۱۸۵]
- موسیقی: موسیقی منطقه آمل در قالب مناطق مرکزی شمال ایران بررسی نمود از همین رو تقریباً همه نغماتی در مناطق مرکزی شمال ایران رایج است در این منطقه مورد استفاده قرار می‌گیرد که از مشهورترین آن‌ها نجوا و امیری خوانی و گهره سری و مازندرانی خونش و طالبا است. شهرهای طالبا و امیری و لاره از شعرهایی هستند که با سوز خوانده می‌شود و بر روی شنونده تأثیر خاصی می‌گذارد. نوروز خوانی سنت اصیلی است که اولین منطقه قبل از اسلام در آمل اجرا شد و بعدها به جاهای دیگر مازندران و ایران گسترش یافت و بعد از اسلام این اشعار این نو خواندن با مدح و منقبت ائمه در هم آویخت و از این شکل قدیمی حیث اشکالی نو یافت.[۱۸۶]

### بازی‌ها
- کشتی لوچو: کشتی لوچو از کشتی‌های محلی استان مازندران است و در گذشته در مراسم عروسی اجرا می‌شد. امروزه در بعضی از نقاط استان این کشتی همه ساله در تابستان بعد از وجین شالی، هنگام فراغت کار روستاییان انجام می‌شود. در ایام دیگر مانند اعیاد ملی مذهبی نیز کشتی لوچو برگزار می‌شود و جایزه برنده یک راس گاو یا یک عدد فرش است که توسط اهالی خریداری می‌شود. برای مسابقه دو نفر از کشتی گیران با تجربه به عنوان داور انتخاب می‌شوند در این کشتی هر گونه ضربه زدن به بدن یا سر حریف، گرفتن انگشت دست، سرچنگک و ضربه زدن به کتف و گرفتن گوش، خطا محسوب می‌شود. کشتی‌گیری که در این دو هفته تمامی حریفان را شکست دهد، برنده مسابقه است. در طول برگزاری مسابقه ساز و دهل نیز نواخته می‌شود تا شور و هیجان بیشتری به مسابقه بدهد.[۱۸۷]

### دیگر مراسم
از دیگر مراسم می‌توان به خرج دادان امام حسین، سفره ابوالفضل، شب‌نشینی‌ها، مراسم دندان سری، ولیمه و مراسم بین شهری اشاره کرد.

### فستیوال

#### معاصر
آمل هرساله میزبان جشنواره‌های ملی و استانی است. جشنواره فرهنگی هنری تی‌تی، جشنواره مطبوعات مازندران، جشنواره برنج هرساله در این شهر برگزار می‌شود. چهل و چهارمین دوره جشنواره بین‌المللی فیلم رشد به همراه شش شهر استان مازندران در آمل با نمایش ۱۱۰ فیلم در سال ۱۳۹۳ برگزار شد. برای اولین بار نیز جشنواره بین‌المللی تئاتر فجر به میزبانی و محوریت یک شهر به غیر از تهران در سال ۱۳۹۵ به میزبانی آمل برگزار شد. جشنواره بین‌المللی فیلم یاس سال ۱۳۹۳ نیز به محوریت و میزبانی آمل در استان مازندران برگزار گردید. یک دوره جشنواره اقوام ایرانی نیز به میزبانی شهر آمل برپا شد. همچنین ششمین جشنواره بین‌المللی فیلم سبز ایران به محوریت آمل در ۱۴ شهرستان استان مازندران برگزار گردید.

### روز ملی
جشن تیرگان، روز ملی دماوند و ۱۴ آبان روز ملی مازندران نیز مرتبط با شهر آمل است که مراسمات این جشن با عنوان روز ملی قله دماوند همه ساله در اطراف شهر آمل و مراسم روز ملی مازندران در شهر آمل برگزار می‌شود. همچنین روز ۶ بهمن نیز در تقویم ایران به عنوان روز ملی ثبت شده‌است.

## عشایر آمل
ایل الیکایی، یکی از ایل‌های پرجمعیت و مهم طبری‌تبار در شهرستان‌های آرادان، گرمسار، ورامین، فیروزکوه، دماوند و شمیرانات است که درحال حاضر، شماری اندکی از آن‌ها زندگی عشایری دارند. به نقل از دانشنامه تبرستان و مازندران؛ برپایه سرشماری ادارهٔ کل ثبت احوال استان سمنان، جمعیت الیکایی‌ها استان سمنان ۲۱٬۴۲۶ نفر می‌باشد. امروزه حدود۳۰٬۰۰۰ الیکایی در سراسر ایران زندگی می‌کنند که بیشتر آنها یکجانشین شده‌اند و بخش بسیار کوچکی از این ایل به کوچ و زندگی عشایری ادامه داده‌اند. بخشی از جمعیت شهرستان آمل را ایل الیکایی تشکیل می‌دهد.
جمعیت کوچنده ایل الیکایی در بالا لاریجان آمل:
| سال          | ۱۳۸۷ خورشیدی |
| جمعیت کوچنده | ۲۷۷ (کوچرو)  |

جمعیت کوچنده ایل الیکایی در دابوی جنوبی آمل:
| سال          | ۱۳۸۷ خورشیدی |
| جمعیت کوچنده | ۶۳ (کوچرو)   |

## اقتصاد

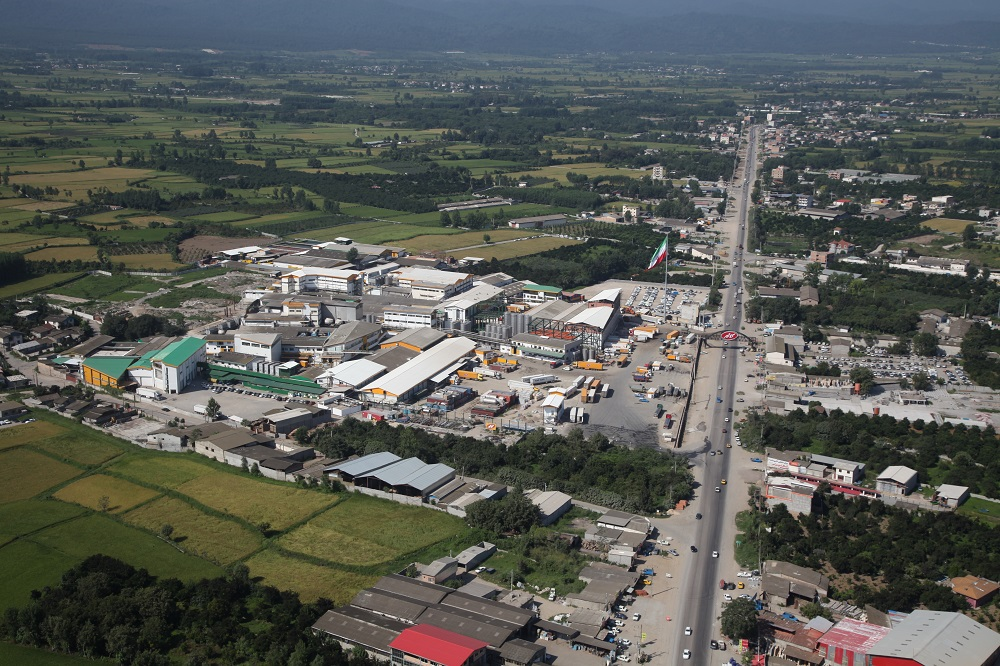
کارخانه لبنیات کاله

آمل مرکز لبنیات، طیور و دامپروری، فولاد ساختمان و برنج ایران است. آب معدنی، گوشت، لبنیات، چوب، محصولات ماشین آلات فلزی و شمش عمده ترین صنایع تولیدی در این شهرستان می‌باشد. کشاورزی و گردشگری اساس اقتصاد هستند. پایگاه اقتصادی آمل در تولیدات استانی آن است. کشاورزی همواره بخش عمده‌ای از اقتصاد آمل و اطراف آن بوده است.آمل مرکز اقتصادی استان مازندران است که کشاورزی و گردشگری پایه اقتصاد آمل است. برنج، غلات، میوه ها، پنبه، چای، نیشکر و ابریشم در مناطق پست تولید می‌شود. آب معدنی، گوشت، لبنیات، چوب و شمش صنایع اصلی تولید هستند.۶۸ درصد صادرات مازندران در آمل انجام شده است. در سده هجدهم - سده نوزدهم آهن و فراورده‌های آهن آمل در سرتاسر ایران و خارج از کشور تا بغداد و دمشق داد و ستد می شد و جامعه کتان، برنج، صنایع دستی، عسل، چوب، حصیر و طلا برای تجارت خانه در روم و ... کشورهای خلیج  اکنون صادرات محصولات غذایی، مرکبات، گل‌های زینتی، سیمان و ماسه، فرآورده‌های گوشتی، ماشین آلات صنعتی، کلزا، سیم برق، تجهیزات الکترونیکی و آب معدنی به چندین کشور ازجمله افغانستان، روسیه، هلند، عراق، پاکستان، ترکمنستان، ترکیه، قطر، آنگولا، عمان، امارات متحده عربی، آذربایجانو آلمان صادر می‌شود.
برنج

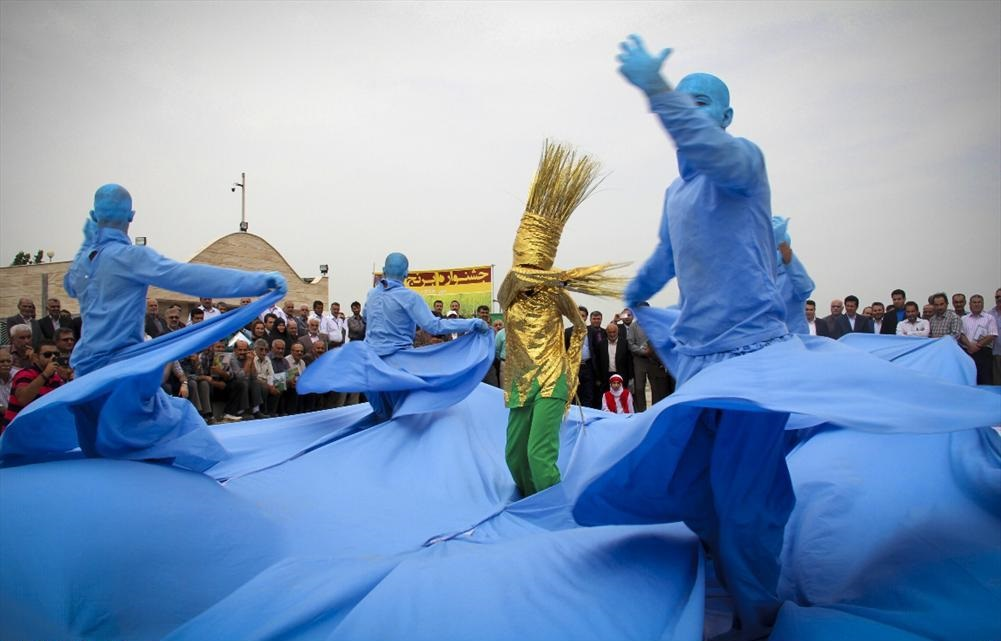
Iran Rice Festival

مؤسسه تحقیقات برنج ایران در سال ۱۳۴۲ تأسیس شد و با ۵۰ سال فعالیت تحقیقاتی خود تأثیرات قابل توجهی بر کشت برنج در منطقه داشته است. مرکز تحقیقات برنج در آمل واقع شده است. محمدرضا شاه پهلوی در مراسم افتتاح جاده هراز آمل را پایتخت برنج و علم معرفی کرد. وینستون چرچیل اظهار داشت: تهران به‌دلیل امکانات حمل و نقل از طریق آمل، برنج از مازندران تامین می‌شود. برنج آمل یک محصول مرغوب محسوب می‌شود و به سراسر جهان صادر می‌شود. پایانه صادرات برنج ایران در آمل در سال ۱۳۹۵ تاسیس شد. مرکز تجارت و پایانه صادراتی بین‌المللی برنج ایران، ۳۰ مردادماه ۱۳۹۸ با حضور حسن روحانی معاون اول رئیس‌جمهور در آمل افتتاح شد. این مرکز با سرمایه گذاری خصوصی به مبلغ بیش از ۱ تریلیون ریال (۸.۵۸ میلیون دلار) در زمین در ۱۷ هکتار تأسیس شده است. امروزه جشن نهال برنج همه ساله در آمل برگزار می‌شود.
صنعت
آمل از شهرهای اولیه در تولید آجر، تنباکو، برنج، کاغذ و تفنگ از هزاران سال پیش است. برنج و میوه‌های تازه با کیفیت فوق العاده از محصولات عمده کشاورزان آمل می‌باشد. ۶۵ درصد صنعت استان مازندران در آمل واقع شده است. او یکی از مراکز گوشت و لبنیات ایران است. باغبانی، گلخانه از دیگر فعالیت‌های مهم این شهر است. شرکت سولیکو شامل لبنیات و گوشت کاله یکی از بزرگترین شرکتهای آسیایی واقع در آمل است. درحال حاضر سه شهرک صنعتی در یک شهرستان به نام‌های شهرک صنعتی، آمل، شهرک صنعتی بابکان و تشبندان فعال هستند. همچنین شرکت دیزل سازی سنگین ایران، موتور ساز خودرو و لکوموتیو کشتی در آمل مستقر است. اوراق بهادار ایران تولید کننده اوراق بهادار، اسکناس، چک، صفحات گذرنامه و شناسنامه توسط تکاب در آمل تولید می‌شود.
برخی شرکت‌های بزرگ
| نام                  | نام          |
| -------------------- | ------------ |
| کاله                 | تکاب         |
| هراز                 | پلور         |
| گلا                  | نوا          |
| صالح                 | نستل         |
| دلوسه                | زربال        |
| قند کاترین           | نساجی بابکان |
| فذا(فولادین ذوب آمل) | گرما الکتریک |
| خزر الکتریک          | باز          |
| کود گلفام            | سپیدان       |
| دسا                  | خزر چوب      |

بومی
سفالگری در این شهر رایج است. سفال ماده‌ای است که ظروف سفالی از آن ساخته می‌شود که انواع عمده آن شامل ظروف سفالی، سنگی و چینی است. محل ساخت این گونه اجناس را سفال نیز می گویند. سفال همچنین به هنر یا صنعت سفالگری یا ساختن سفال اشاره دارد. مرکز پرورش ماهی نیز در کوهپایه ها و اطراف شهر وجود دارد که شامل ماهی قزل آلا و ماهیان خاویاری می‌شود. امروزه درصد تولید آبزیان در آمل برابر با دریای خزر است.

## جاذبه‌های دیدنی و گردشگری
آمل بارها در طول تاریخ بر اثر زمین‌لرزه آسیب جدی دیده و بارها در اثر حمله‌های سلجوقیان، مغولان، عثمانی، اشغال آمل توسط سه سلسله کهن و مغولان و سه سلسله‌ای که به کلی آمل را مخروب کرده‌اند. دچار خرابی‌های شدیدی شده‌است. آمل از شهرهای باستانی ایران با طبیعت بکر شمال است که بیشترین جاذبه‌های مازندران را به خود اختصاص داده‌است که هر ساله میلیون‌ها گردشگر خارجی و ایرانی از این جاذبه‌ها دیدن می‌کنند. مهم‌ترین جاذبه‌ها و بناهای تاریخی، طبیعی، علمی تحقیقاتی و ورزشی شهر آمل عبارت اند از:

### جاذبه‌های تاریخی
- پل دوازده چشمه در شبپل دوازده چشمه در روزپل دوازده چشمه: یک پل زیبا بر روی رود هراز با معاری ایرانی که در عصر سلطنت شاه عباس صفوی بر روی رود هراز در مرکز شهر آمل در ابتدای خیابان سبزه میدان احداث گردیده و در دوران قاجار به‌طور کامل مرمت و بازسازی شده و دو بخش شرقی و غربی شهر را بهم پیوند می‌دهد. گرچه این پل قبل از دوره صفوی وجود داشته ولی در زمان شاه عباس صفوی به‌طور کامل احداث گردیده‌است. از خصوصیات این پل این است که دارای ۱۲ طاق و دهنه است که هر یک بر پایه‌های مستطیل شکل استوار شده‌اند به صورتی که ارتفاع آخرین نقطه طاق‌های قوسی شکل در محل تیزی تا سطح رودخانه حدود ۷ متر است. فاصله بین هر پایه با پایه دیگر ۶ متر بوده که در ضلع جنوبی و در قسمت مخالف جریان آب دارای سیل برگردان است. طول این پل تاریخی و دیدنی ۱۲۰ متر و عرض آن ۴۰/۶ متر است. این پل یکی از پل‌های تاریخی است نمادها و یاد این پل برای مردم قابل توجه دارد.

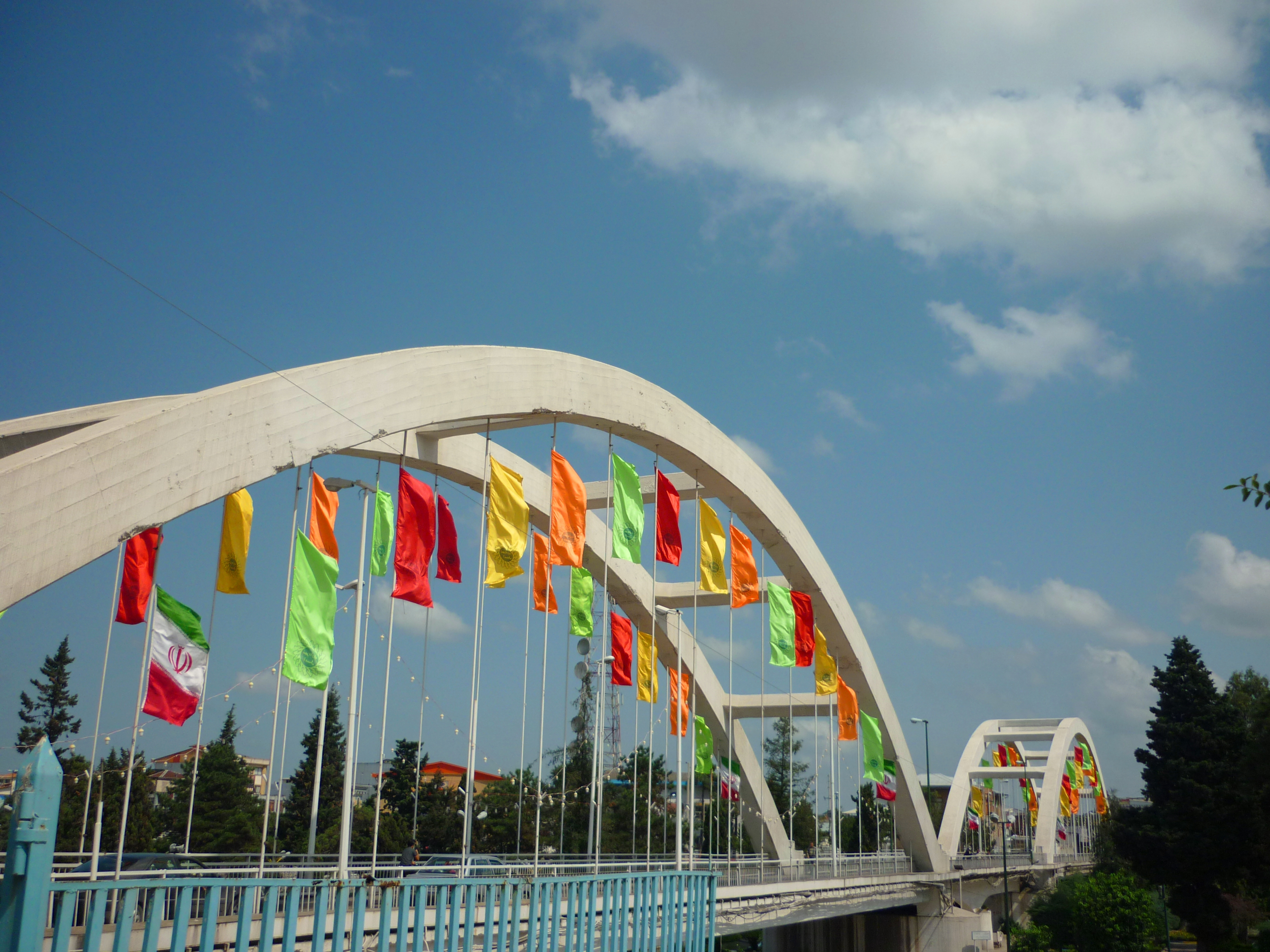
نمایی از پل معلق

- نمایی از پل معلقپل معلق: پل فلزی یا پل معلق آمل مربوط به دوره پهلوی است و در داخل شهر، جنب پل دوازده چشمه واقع شده‌است. پل معلق دو پل معلق یک سان کنار هم است که یکی از بناهای با شکوه و ارزشمند توریستی شهر آمل محسوب می‌شود. یکی از اولین نمونه‌های پل‌های بزرگ و جدید ایران است و این اثر در تاریخ این پل به نام پل معلق هم شناخته می‌شود. به این علت آن را پل معلق می‌خوانند که اگر پایه‌های زیرین آن بر اثر سیل تخریب شود کمانهایی بالای آن را نگه می‌دارند. این پل را مهندسان آلمانی ساخته‌اند که سازه این پل به صورت یک معماری ایرانی است. این پل در فهرست آثار ملی به ثبت رسیده‌است. وضعیت امکانات و تسهیلات تفریحی، گردشگری، حمل و نقل، اسکان در کنار و زیر این پل در فضایی باز پارک بزرگ شهر و رودخانه هراز واقع شده که محل اسکان مسافران و تفریح گردشگران شده‌است و از نظر حمل و نقل هم مکانی برای مسافران و گردشگران تعبیه شده که می‌توانند وسایل نقلیه خود را در پارکینگ زیر پل پارک نموده و در آرامش کامل باشند و همچنین هتل شهرداری آمل هم در کنار این پل‌ها قرار دارد، از دیگر امکانات هم می‌توان از فضای سبز کناری و فضای پارک دیگر کناری آن اشاره کرد که همجوار پل دوازده چشمه است.

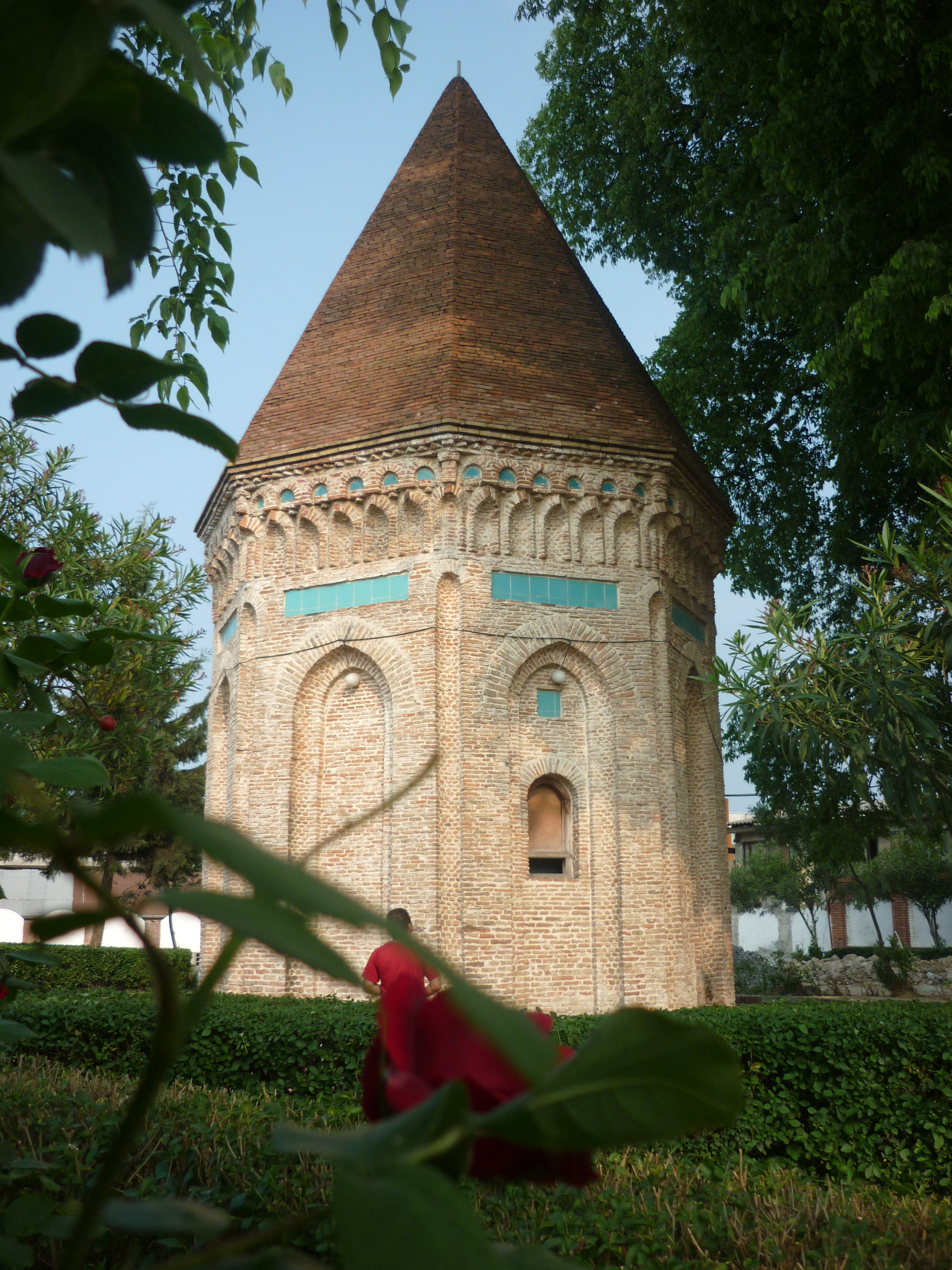
آرامگاه میر حیدر آملی

- آرامگاه میر حیدر آملیآرامگاه میر حیدر آملی: برج آرامگاهی میر حیدرآملی یا آرامگاه سه سید، مقبره میر حیدر آملی مربوط به سدهٔ ۹ ه‍جری قمری است و در آمل، محله پائین بازار، چاکسر واقع شده و این اثر در تاریخ ۱۵ دی ۱۳۱۰ با شمارهٔ ثبت ۶۱ به‌عنوان یکی از آثار ملی ایران به ثبت رسیده‌است. این بنا در محیطی تاریخی و قدیمی با وجود حیاط زیبا و موزه تاریخی بنا شده و یکی از نمادهای معماری آرامگاه‌سازی در ایران است. حکیم عارف صوفی، بهاء الدین سید حیدر بن علی بن حیدر معروف به شیخ حیدر آملی یا میر حیدر آملی عارف و صوفی و مفسر شیعه دوازده امامی سده هشتم است. وی از نوادگان علویان مازندران است. این بنا آجری با برج ۸ ضلعی و گنبد هرمی با ارتفاع ۱۲ متر است. قسمت پایین بنا چهارگوش است و در ورودی با طاق جناقی در ضلع شرقی است؛ و ضلع مقابل آن از خارج دارای دو طاقنمای باریک است به خلاف ضلع دیگر که هر کدام یک طاقنما به پهنای ۲۰۷ سانتیمتر در میان آن بنا شده‌است بالای طاقنما محلی برای نصب کتیبه دارد؛ و بالای آن‌ها در هر ضلع ده قرنیس سینه کفتری و کشکولی است و بالای هر دو قرنیس کشکولی نیم دایره‌ای از کاشی است. چهار کنج بالای نما را از داخل جمع کرده و چهار ضلع دیگر به وجود آورده‌اند که با چهار ضلع اصلی مجموعاً ۸ ضلع می‌شود که کمربند گنبد را تشکیل می‌دهد و سقف را بر آن بنا کرده‌اند و با آن از خارج گنبد مثمن القاعده است. مصالحی که در این بنا به کار رفته آجر و گچ است که در نوع خود در بین برج‌ها و مقبره‌های چهار ضلعی و قرنیس جالب توجه و خاص است. در داخل حیاط مقبره پارک کوچک و مقبره ۶ شهید گمنام هم دیده می‌شود. متن کتیبه صراحت دارد که در این گور جد ابوالقاسم پسر ابوالمحاسن رویانی آملی به خاک سپرده شده‌است نه خود ابوالمحاسن رویانی که به دست اسماعیلیان کشته شد. بسم الله الرحمن الرحیم. لا اله الا الله. محمد رسول‌الله الملک لیله العزه لله الحمدلله هذه قبر الامام السعید القاضی القضاه تاج الدین فخرالاسلام ابوالقاسم بن الامام الشهید فخر الاسلام ابوالمحاسن الرویانی آملی قدس الله الروحه این کتیبه سنگی قبر سید سه تن یا میر حیدر آملی است.
- مسجد میرزا محمد علی: این بنا در نیاکی محله ذآمل و متصل به تکیه نیاکی واقع گردیده که در سال ۱۲۵۵ هجری قمری توسط میرزا محمد علی نیاکی بنا گردیده و در دوره‌های بعد، تغییرات و تعمیراتی در آن انجام شده‌است. بر بالای محراب، لوحه‌ای چوبین متضمن کتیبه‌ای مورخ ۱۲۵۵ هجری قمری نصب شده‌است.
- شهر قدیم آمل: گه شامل بازار قدیم آمل است مربوط به دوران‌های تاریخی پس از اسلام و بعد اسلام است در محله پائین بازار واقع شده‌است. این منطقه در دوران‌های ساسانیان، قاجار و صفوی آباد بود.

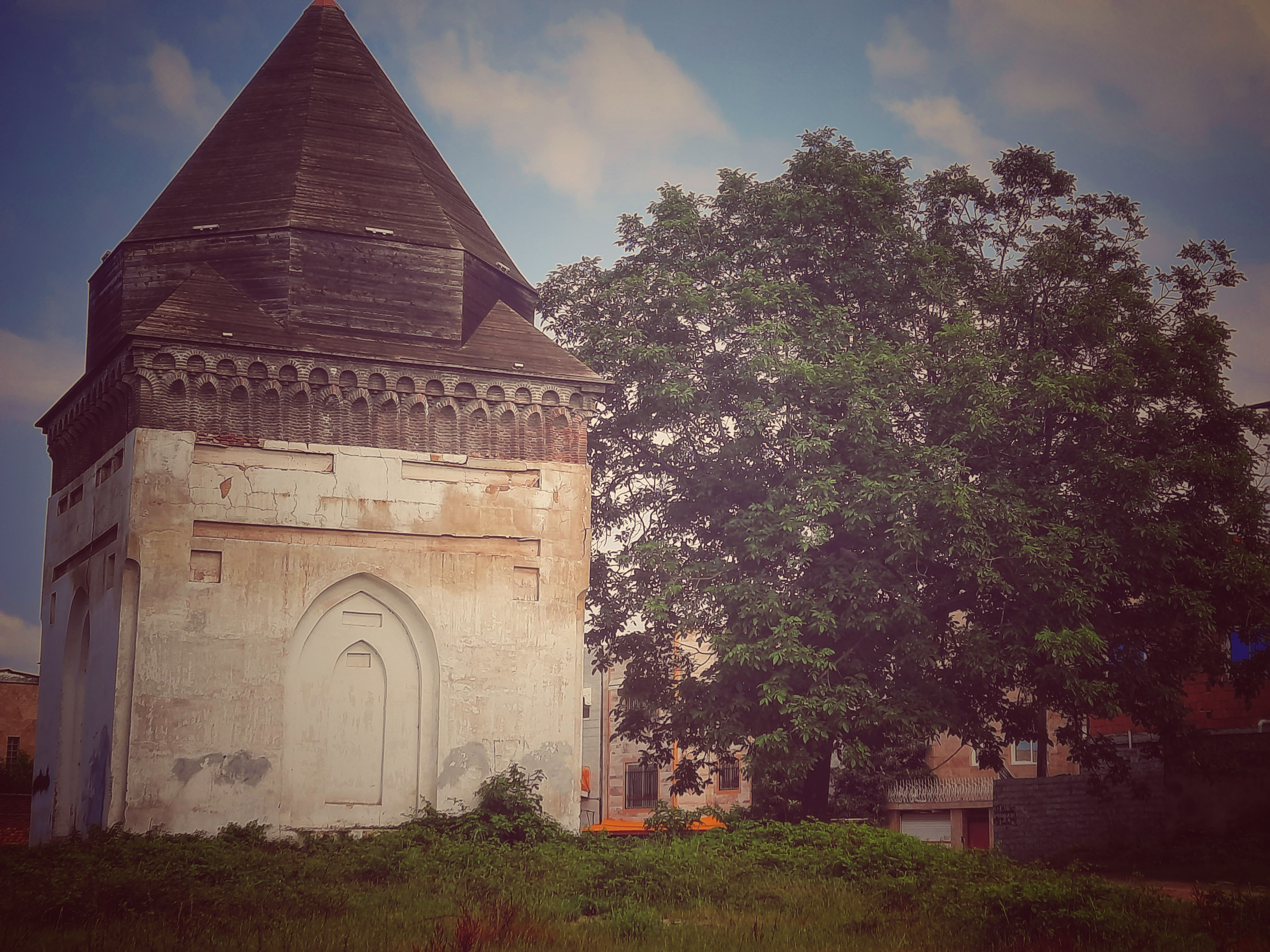
آتشکده آمل

- آتشکده آملبقعه شمس آل رسول: برج آرامگاهی شمس آل رسول در شهر قدیم آمل قرار دارد، بنا مربوط به سده نهم هجری قمری بوده و از وسعت قابل ملاحظه نسبت به بناهای دوره خود برخورداراست بقعه به صورت چهار گوشه و گنبد مخروطی است و گنبد آن دو پوش است که هر دو پوش آن در اثر زلزله و عوامل جوی منطقه خراب شده‌است عمده تزیینات بنا طاق و قوس و قرنیس‌های آجری و کاشیکاری در قسمت فوقانی است. در طوماری که در زمان صفویان نوشته‌است شمس آل رسول به نام امام زاده شمس آل رسول خوانده شده‌است. نکته جالب در بنای این برج، کاربرد آجرهای با ابعاد و اندازه‌های مختلف است که تاریخ‌گذاری بنا را از راه مصالح‌شناسی دچار مشکل می‌کند، اما با توجه به شکل کلی و شباهت بسیار آن با برج‌های شناخته شده در منطقه، از آثار سده هشتم هجری دانسته شده‌است. ابن اسفندیار در تاریخ خود دو بار از این گنبدها یاد کرده‌است و چنین می‌نویسد، السید شمس آل رسول صلی الله علیه و آله فقیه و صاحب حدیث و ازجمله سفاک و عباد، هنوز تربت او برقرار است و مشهد و مزار مشهور، به محله عوامع کوی بر در دروازه آمل اراضی گنبدین امروزین که قسمتی از محله پایین بازار است در زمان ابن اسفندیار محله‌ای جداگانه به نام عوامه کوی بوده و بر در دورازه آمل قرار داشته‌است. در این اراضی پاره آجر و سفال فراوان دیده می‌شود. سابقاً با کندن این اراضی آجرهای فراوان به دست می‌آوردند و همچنین ابن اسفندیار در جای دیگر در کتاب خود می‌آورد، قاضی حجیم زاهد و عالم و تربت بر در مشهد شمس آل رسول، به محله عوامه کوی مکلنوف ذیل عنوان سه گنبد می‌نویسد که در خارج شهر آمل بقاعی قدیمی است در حالی‌که به جای سه گنبد پنج گنبد است. رابینو دربارهٔ گنبد شمس طبرسی یاد کرده و می‌نویسد، این گنبد مدور و به شکل برجی است. جسد شمس آل رسول که عارف و محدثی بود و بازهد و تقوی می‌زیست در اینجا به خاک سپرده شده‌است مزار او در عوامه کوی که از کوی‌های شهر قدیم آمل بوده بنا شده‌است طاق این برج دو پوش بوده و گنبد خارجی و داخلی داشت که بر اثر زلزله خراب شد؛ که از این نطرات می‌توان گفت اینجا مقبره محمد بن محمود آملی با نام کامل شمس الدین محمد بن محمود آملی از دانشمندان پزشکان شهیر ایرانی بوده‌است.

- آتشکده: مربوط به دوره ساسانیان است و در محله پائین بازار، در شهر قدیم یا عوام کوی واقع شده و این اثر در تاریخ ۶ اردیبهشت ۱۳۵۴ با شمارهٔ ثبت ۱۰۶۰ به‌عنوان یکی از آثار ملی ایران به ثبت رسیده‌است.[۲۰۲] این بنا با توجه به ویژگی‌های خاص معماری در شمار بناهای سده نهم هجری قمری است و در مقایسه با سایر برج‌های این دوره از وسعت قابل ملاحظه‌ای برخوردار است. ساختمان این بقعه شامل بدنه چهار گوشه و برج مخروطی شکل است و در قسمت فوقانی بدنه دارای مقرنس‌های تزیینی است.

آتشکده به صورت چهار گوشه و گنبد مخروطی است و گنبد آن دو پوش است که هر دو پوش آن در اثر زلزله و عوامل جوی منطقه خراب شده‌است عمده تزیینات بنا طاق و قوس و قرنیس‌های آجری و کاشیکاری در قسمت فوقانی است. نکته جالب در بنای این برج، کاربرد آجرهای با ابعاد و اندازه‌های مختلف است، با توجه به شکل کلی و شباهت بسیار آن با برج‌ها و آتشکده‌ها شناخته شده در ایران، از آثار سده هشتم هجری یا نهم یعنی دوره ساسانیان دانسته شده‌است. این گنبد مدور و به شکل برجی است. جسد شمس آل رسول محمد بن محمود آملی با نام کامل شمس الدین محمد بن محمود آملی از دانشمندان و پزشکان شهیر ایرانی در داخل این آتشکده به خاک سپرده شده‌است. طاق این برج دو پوش بوده و گنبد خارجی و داخلی داشت که بر اثر زلزله خراب شد.

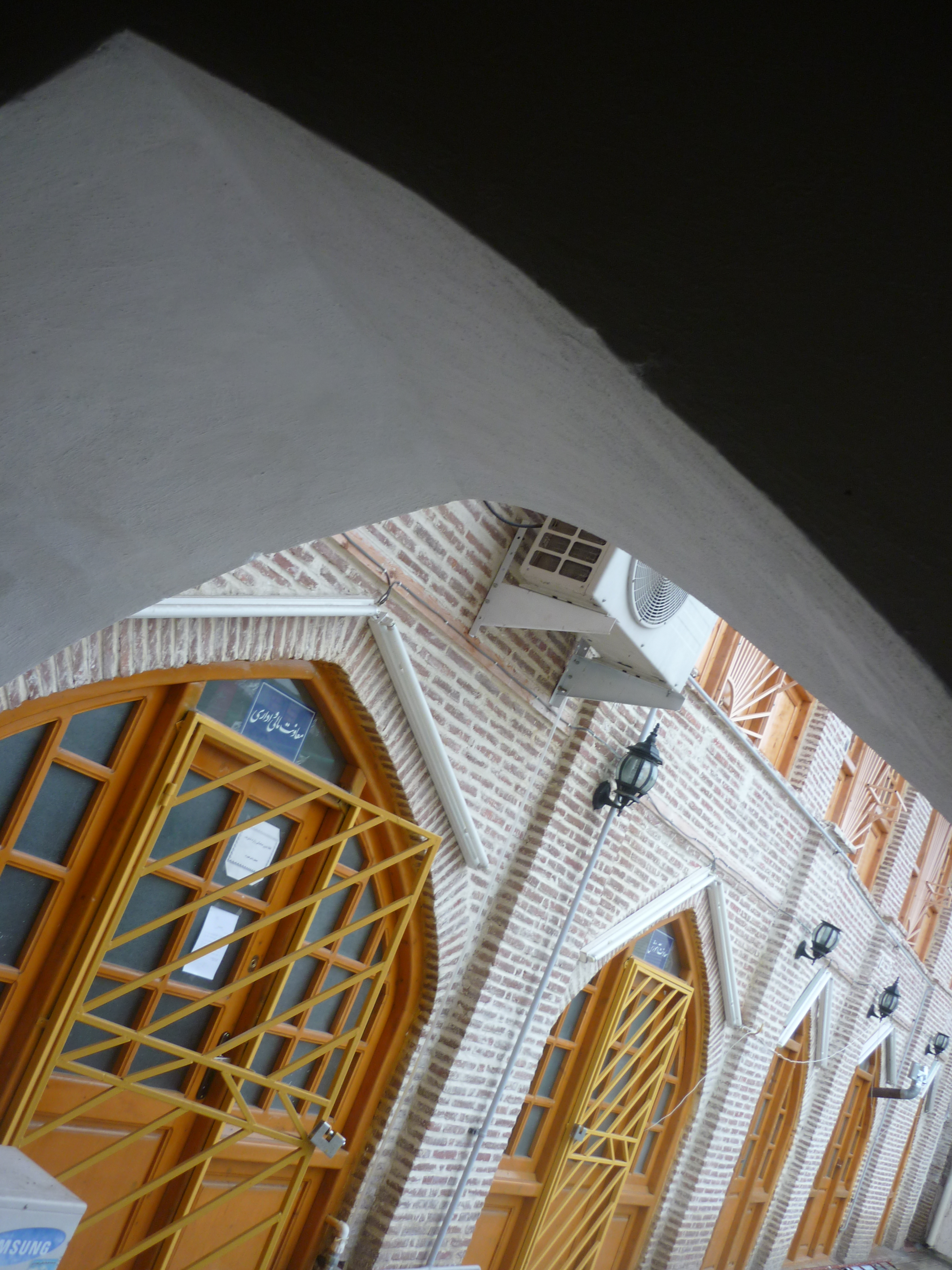
ورودی مسجد جامع آمل

- مسجد جامع آمل: از مساجد جامع قدیمی ایرانی است که طبق منابع ذکر شده از سال ۱۱۰۰ به دستور شاه سلطان حسین صفوی ساخته شده و بعد از گذر از زلزله و آتش‌سوزی کماکان پابرجاست. یگانه کتیبه تاریخ دار بنا سنگ نبشته‌ای است در دهلیز مسجد، حاوی فرمانی از شاه سلطان حسین صفوی، مورخ به ۱۱۰۶. در منابع بررسی شده، از چند نفر به عنوان بانی نام برده شده‌است، از جمله، عثمان بن نهیک و ابراهیم بن عثمان بن نهیک، عبداله بن قحطبه، عمربن علاو ابوالخصیب و هانی بن هانی. خطاط سنگ نبشته مسجد محمد ابراهیم همدانی بوده‌است. مَقدِسی در کتاب خود به دو مسجد در شهر آمل اشاره کرده‌است، جامع عتیق، در کنار بازار، و جامع دیگر در نزدیک آن. وجود دو مسجد جامع در این شهر از دیگر منابع نیز استنباط می‌شود. ابن اسفندیار در تاریخ طبرستان آورده‌است که ابراهیم بن عثمان بن نهیک در سال ۱۷۷، در زمان خلافت هارون الرشید، این مسجد را بنا کرده‌است، و در جای دیگر، عثمان بن نهیک، پدر ابراهیم را بانی مسجد خوانده‌است. او در توصیف ساختمان این مسجد آورده‌است، چون عمارت تمام شد و خواستند تا قبله پدید کنند، چهل شبانه روز باران بود. وضع و تعیین به حقیقت میسر نشد، به حدس و تخمین فرو نهادند. در کتاب از آستارا تا استارباد آمده که امروزه در مسجد جامع آمل محراب مستقیم منطبق بر محور بنا است، ولی نمازگزاران به سمت راست منحرف می‌شوند، و این انحراف ظاهراً به همان سبب است که ابن اسفندیار دربارهٔ مسجد ابراهیم بن عثمان بن نهیک یادآور شده‌است. چنان‌که گذشت، قدمت این مسجد به سده اولیه هجری قمری می‌رسد، ولی بنا در طی زمان دچار تغییرات فراوانی شده‌است. این بنا یک بار در اثر زلزله تخریب و در سال ۱۲۲ به دست آقا علی اشرف مشایی و حاجی گرشاسب بازسازی شد. در سال ۱۳۳۵، مسجد طعمه حریق شد و بار دیگر متولیان آن را مرمت کردند. در سال‌های اخیر، شبستان جنوبی بنا را تخریب و شبستان دیگری با سازه فلزی به جای آن احداث کرده‌اند.
- نمای کلی روبرو عمارت میر بزرگعمارت میر بزرگ در شبمشهد میربزرگ: از بناهای تاریخی مهم و بزرگ مازندران و ایران به‌شمار می‌رود، که معماری خاص کاشی‌سازی ایرانی در آن به کار برده شده‌است. ساختمان اصلی بقعه میربزرگ متعلق به سده هشتم هجری قمری است که با طرحی چهار ضلعی ساخته شده ولی ساختمان کنونی آن به سده یازدهم هجری و دوره صفوی مربوط است. این بقعه از نظر ویژگی‌های معماری، تزئینات، کاشی‌کاری نماها و خصوصاً سر در ورودی، اهمیت تاریخی دارد. کتیبه قدیمی در زیر طاق آن وجود دارد و کاشی کاری آن منحصر به فرد در داخل بنا و بیرون آن موجود است. داشتن حوز در بالای بقعه یکی از شاهکارهای آن زمان بوده‌است که بعضی وقت‌ها طلبه‌ها در قدیم برای خواند درس به بالای عمارت می‌رفتند و درس می‌خواندند. در زیر گنید و شبستان‌های و اتاق‌های جانبی دوطرف و سر در مقبره روی جرزهای آن قطعات خشت کاشی مربوط به دوران صفوی باقی‌مانده همچنین مقداری کمربند داخلی گنبد آشکار است. این بقعه را اسکندر شیخی پسر افراسیاب چلابی که حکومت آمل را از طرف تیمور عهده‌دار بود به دشمنی اجدادی در سنه ۷۹۶ قمری خراب و ویران کرده ولی پس از فوت امیرتیمور و مراجعت بازماندگان سادات به مازندران در سال ۸۱۴ قمری به همت سید قوام الدین پسر سید رضی الدین وکمک اهالی بقعه بزرگ به شکل اول ساخته شد. سپس در عهد سلاطین صفویه خصوصاً شاه عباس اول از لحاظ قرابت و علاقه دینی بقعه مزبور با بهترین کاشیکاری و تزیینات نفیس تکمیل گردیده؛ ولی به مرور ایام این بنای عظیم و شاهکار تاریخی بر اثر عدم مراقبت دولت‌های وقت خراب شده و تمام آجرهای کاشی و اشیای نفیس موزه آن که در دو دروه سلطنت طولانی سلسه مرعشی و صفویه در این بقعه عالی جمع‌آوری شده بود و همچنین آثار گرانبهای تجاری صندوق ضریح و غیره به وسیله عده‌ای از بی خردان سود جود و یهودیان به یغما رفت و جز خرابه‌ای بیش باقی نمانده و حتی موقوفات بقعه نیز به مرور ایام چپاول گردیده‌است؛ ولی در اواخر یک مرمت کوتاهی شده‌است. دربارهٔ نسب میر بزرگ گفته‌اند که او از فرزندان علی المرعش پسر عبدالله بن محمد بن حسن بن حسین الاصغر از فرزندان امام چهارم است. قاضی نورالله شوشتری دربارهٔ علی المرعش می‌نویسد که، کبوتر بلند پرواز مرعش می‌گوینند و چون به علوشان و رفعت منزلت ومکان انصاف معروف بود، بنابراین وصف او به مرعش به جهت علو منزلت او بوده‌است و همو فرموده سادات مرعشیه به او منتسبند. این بقعه که آرامگاه میر قوام‌الدین مرعشی سرسلسله شاخه‌ای از سادات مرعشی به نام مرعشیان تبرستان است، صندوق چوبی نفیسی داشت که در اثر آتش‌سوزی نابود شد و تنها چهار چوب آن باقی مانده‌است. بر روی این چهارچوب تاریخ ۱۰۳۳ هجری قمری حک شده‌است. بنای کنونی بقعه در دو طبقه احداث گردیده که با توجه به کثرت اتاق‌ها و شیوهٔ معماری، به احتمال قریب به یقین به عنوان مدرسه، خانقاه، مسجد وعمارت و غیره مورد استفاده قرار می‌گرفته‌است.
- مسجد آقا عباس: یک مسجد با سنگ‌فرش‌های زیبا و معماری ایرانی است که در بازارچه آمل در شرق کاردگر محله واقع است؛ و بنابه گفته خادمین مسجد، مؤسس آن آقا عباس دلارستاقی است که در حدود سه سده پیش آن را ساخته‌است و مربوط به سال ۱۴۴۰قمری است. این مسجد که در شرق کلاگر محله قرار دارد، از مساجد قدیمی آمل به حساب می‌آید. بنای کنونی این مسجد متعلق به دورهٔ صفویه است که در دورهٔ قاجار مرمت‌های اولیه بر روی آن صورت پذیرفت. ورودی مسجد در ضلع شمالی است و بر فراز سردر آن مناره هشت ضلعی زیبایی با تزیینات خاص آجرکاری قرار دارد. قدمت این مناره احتمالاً بیشتر از بنای کنونی مسجد است و به نوعی می‌توان گفت که منارهای مسجد جامع و امام حسن عسگری برگرفته از آن است.

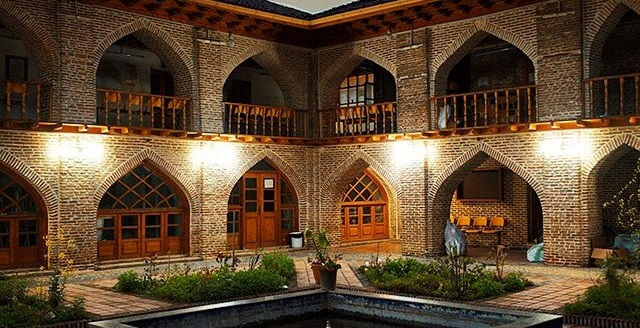
مسجد آقا عباس

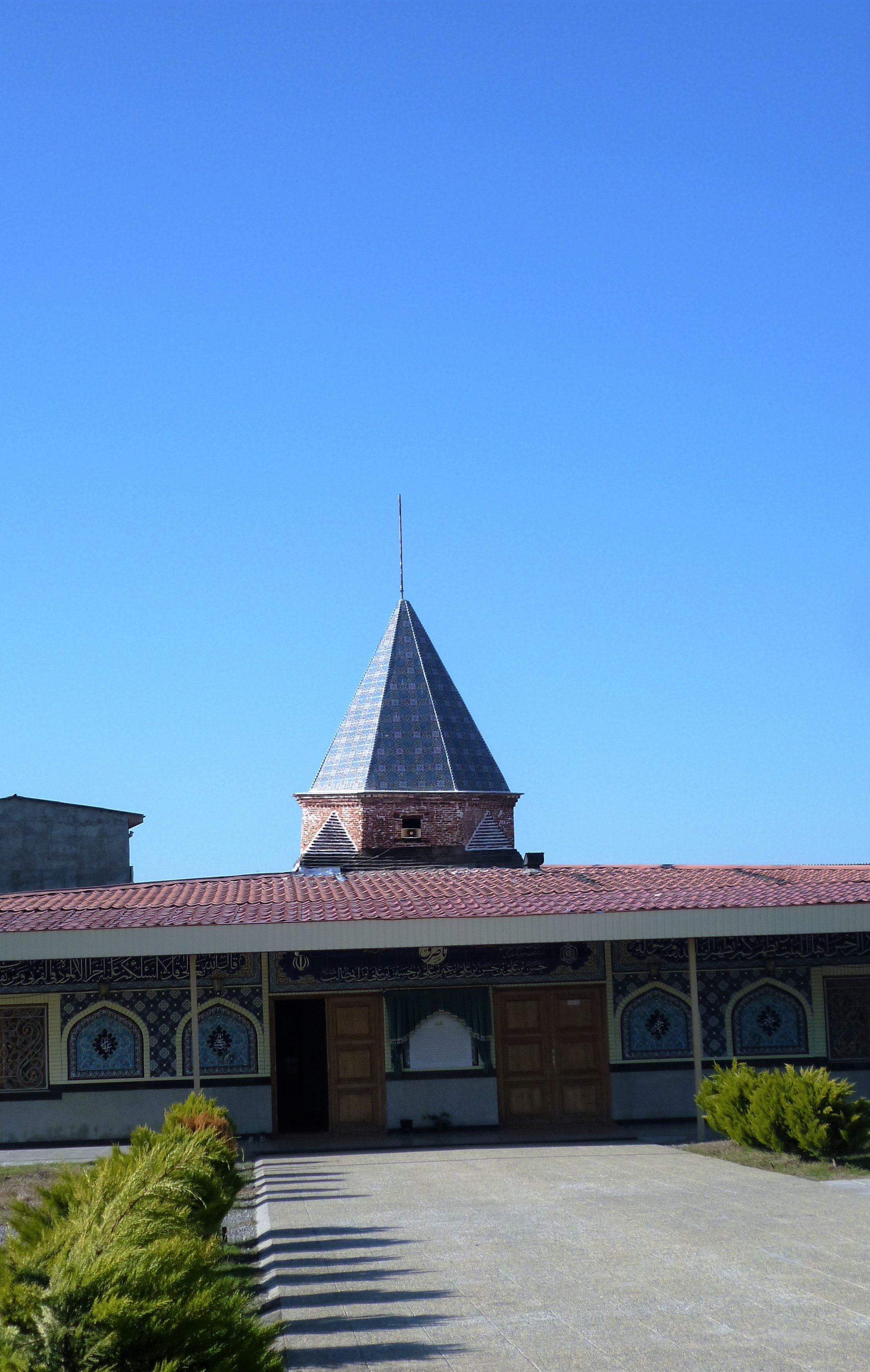
آرامگاه ناصرالحق اطروش

- آرامگاه ناصرالحق اطروشآرامگاه ناصرالحق: برج آرامگاهی مربوط به سدهٔ ۹ ه‍.ق است و در آمل، محله پایین بازار، چاکسر واقع شده و این اثر در تاریخ ۱۵ دی ۱۳۱۰ با شمارهٔ ثبت ۶۰ به‌عنوان یکی از آثار ملی ایران به ثبت رسیده‌است. ملگنوف می‌گوید: گنبد ناصرالحق که یکی از سادات حسنی است در آمل قرار دارد، به‌هرحال این گنبد دارای چند درب ورودی و گنبدی مدور که در سابق دارای سرامیک الوان بود و هنوز تکه‌هایی از ان آثار باقی است. در داخل بنا، سقف مدور وجود دارد که در بالای آن سوراخی وجود دارد و به گنبد بنا می‌رسد. مولانا اولیاءالله آملی می نوسید مقبره ناصر الحق در سده نهم هجری قمری توسط سیدعلی ساخته شده‌است.

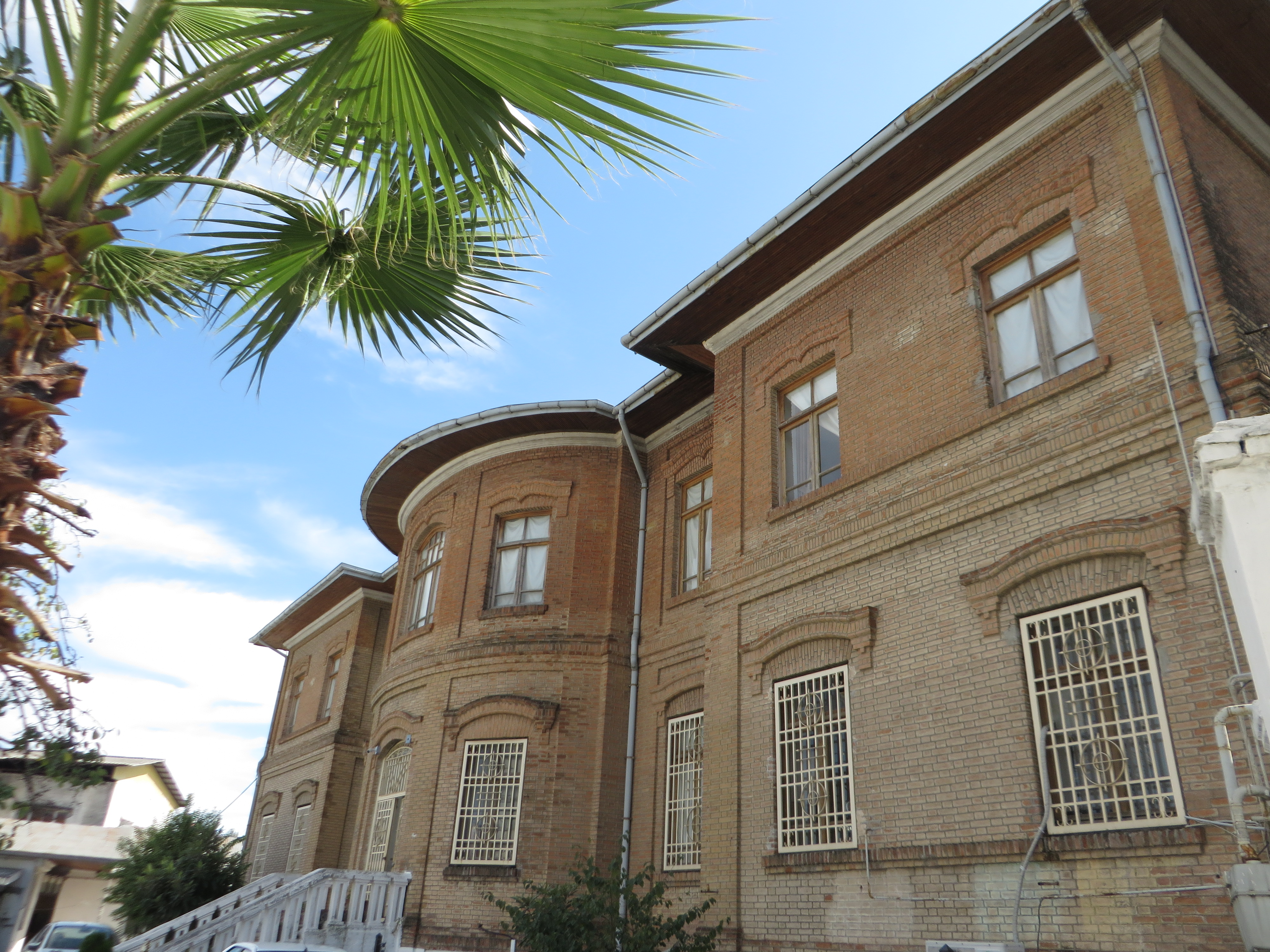
موزه تاریخ آمل

- موزه تاریخ آملموزه تاریخ آمل (ساختمان دارائی): که به موزه تاریخ آمل تبدیل شده‌است، یکی از موزه‌های زیبا و فعال است که روبرو بیمارستان امام رضا فرار دارد و بنیاد این ساختمان به دوره پهلوی بر می‌گردد.
- عمارت شهرداری: کاخ شهرداری ازجمله بناهای زیبا دوره پهلوی در کنار رودخانه هراز است این کاخ از پلان و معماری قابل توجهی برخوردار است که همچنان هم استوار است.
- گلدسته مسجد امام حسن عسگری: یک مناره یا گلدسته بلند که مربوط به دوره قاجار است و در آمل، محله پایین بازار واقع شده و این اثر در تاریخ ۲۵ اسفند ۱۳۷۹ با شمارهٔ ثبت ۳۳۳۰ به‌عنوان یکی از آثار ملی ایران به ثبت رسیده‌است.
- مسجد حاج علی کوچک: از بناهای عهد قاجار بوده که در پایین بازار واقع است که دارای دو مناره بلند عظیم است. بنای اولیه این مسجد بیش از دو سده می‌رسد اما اخیراً ساختمان آن خراب و مسجد باشکوهی بر سرجای آن درحال احداث است. در سابق این مسجد دارای گلدسته‌ای آجرنما بود که پوششی سفالین داشت.
- مسجد امام حسن عسگری: کهن‌ترین خانقاه ایران مسجد امام حسن عسگری است که کهن‌ترین مسجد آمل هم است. سازمان میراث فرهنگی مازندران تاریخ بنای این مسجد را سال ۱۴۰هـ ق می‌دانند. بنای اصلی آن متعلق به سده دوم-سوم قمری است و گلدسته هشت ضلعی با بامی سفالین ساخته شده که بر فراز مسجد واقع است متعلق به سده ششم هجری قمری است. در برخی منابع نام این مسجد، مسجد امام حسن آمده و برخی معتقدند که کلمه عسگری بعدها به آن اضافه شده‌است؛ و در برخی منابع آمده که امام حسن عسگری در این مسجد نماز گزارده و نام مسجد به نام او گردیده‌است این مسجد در پایین بازار آمل واقع است. موضوع ورود حسن بن علی به مازندران هنوز مورد تردید است. احتمالاً این مسجد توسط حسن الطروش حسن کبیر ساخته شده‌است. ناصر کبیر اسمش حسن بود و از آنجایی که ناصر فرمانروایی مذهبی بود مردم او را امام می‌نامیدند و این مسجد به نام اوست که بعدها کلمه عسگری به آن اضافه شده‌است. ناصر کبیر مسجد را در سده سوم هجری قمری ساخته‌است.
- حمام اشرف السلطان: امروز این حمام به نام حمام اشرف معروف است که رابینو آن را به نام حمام اشرف سلطان خوانده‌است. این حمام شامل سربینه یا رختکن است. سر بینه شامل سه وسط حوض و راهرو و دو طرف آن دو قسمت رختکن است. از رختکن به گرمخانه و از آنجا به صحن حمام وارد می‌شود. نوره خانه قدیمی دراز و طولانی بود و نور کافی نداشت. امروز قسمتی از گرمخانه را اختصاص به این دو داده‌اند. کاشی‌های قدیمی سربینه بر جای بود که قدمت پاره‌ای از آن‌ها به زمان صفوی می‌رسد.
- دخمه و فجه عالی: در محله راست گوی آمل دخمه وقبه عالی برای داعی کبیر ساختند. هنوز آن عمارت باقی است و مولانا اولیاءالله نوشته‌است، در ایام طفولیت اگر چه عمارت رو به خرابی نهاده بود، اما صندوق کهنه‌ای آنجا دیدم و در میان دیوار گنبد، راه گرد می‌گردد و بر بالا می‌رود و هفتاد پاره دید در نواحی آن بغیر از باغ و ضیعه و حمام و دکان بر آنجا وقف فرمود روز دوشنبه نیمه رجب سنه ۲۷۰ وفات یافتاین مکان مرقد داعی کبیر است. عمارت و مقبره میر بزرگ مشهد میر بزرگ عمارت و مقبره‌ای است که مربوط به دوره صفوی -سده ۸ ه‍.ق است و در آمل، سبزه میدان، محوطه مصلی آمل واقع شده و این اثر در تاریخ ۱۵ دی ۱۳۱۰ با شمارهٔ ثبت ۵۹ به‌عنوان یکی از آثار ملی ایران به ثبت رسیده‌است.

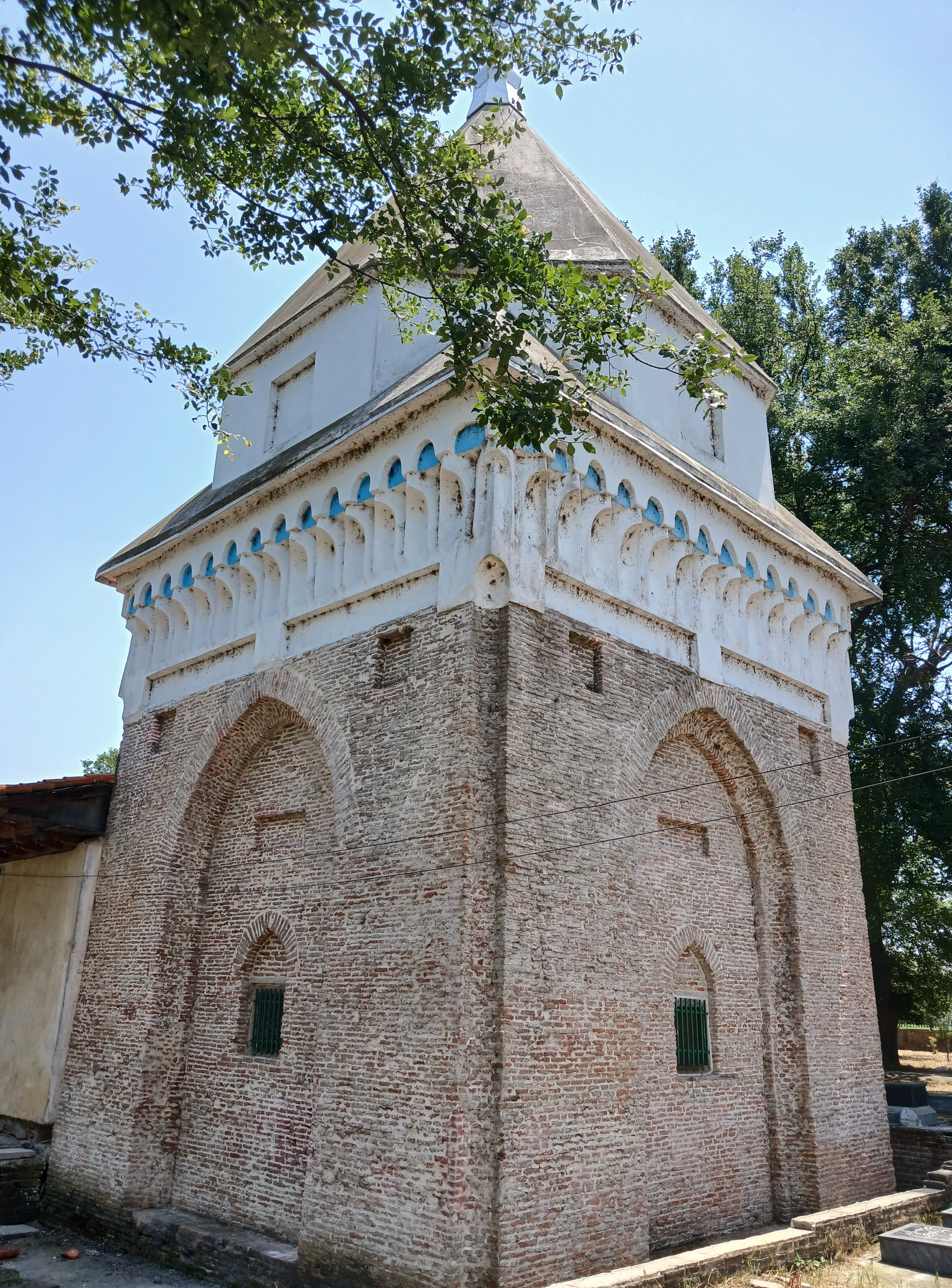
برج هشتل

- برج هشتلبرج هشتل: مجموعه پنج برج آرامگاهی است که در فهرست آثار ملی کشور به ثبت رسیده‌است. این برج‌ها یکی از خاص‌ترین مکان‌های تاریخی طبرستان هستند که به شکل مثلث کنار هم چیده شده‌اند. بزرگ‌ترین برج آن مربوط به یکی از سردارانِ سلسله مرعشیان است.

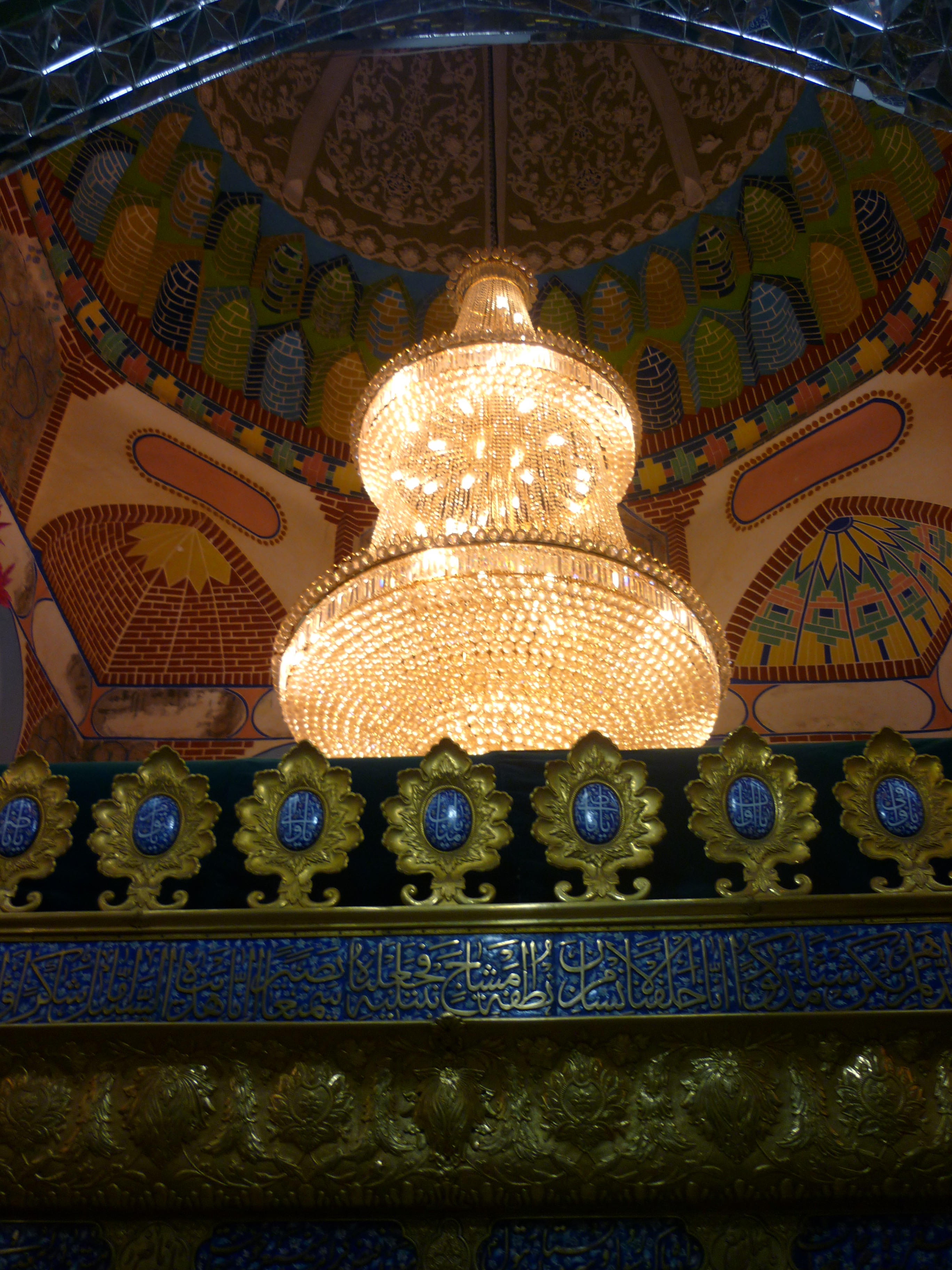
امامزاده ابراهیم

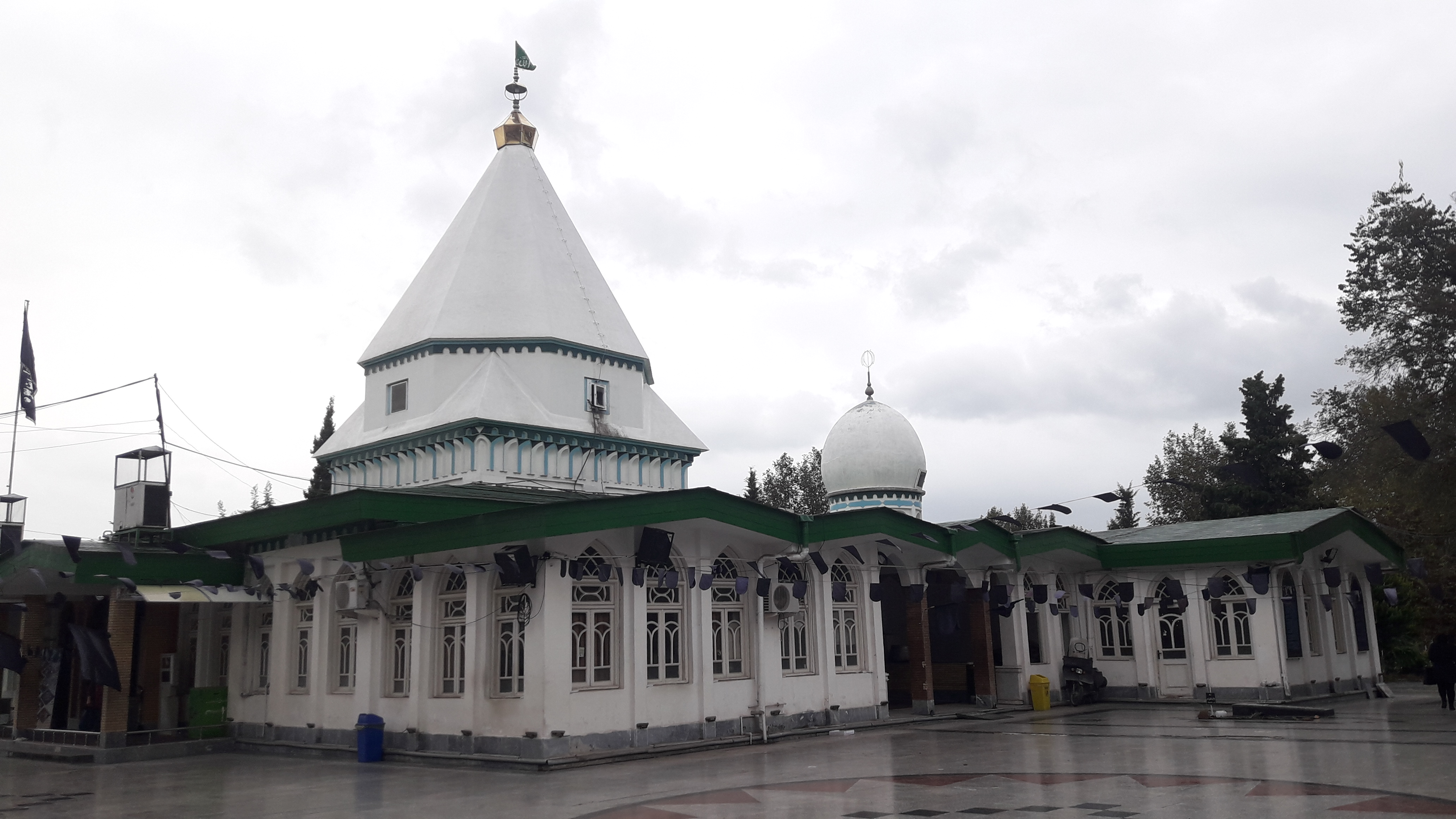
امامزاده ابراهیم

- امامزاده ابراهیم امامزاده ابراهیمامامزاده ابراهیم: یکی از مقبره‌های بلند در ایران و از دو امامزادهٔ معروف شهر آمل است و یکی از خاص‌ترین امامزاده‌های ایران است و هم‌اکنون از بناهای تاریخی شهر آمل محسوب می‌شود. این امامزاده به‌دلیل آثار نفیس چوبی از قبیل در، صندوق و همچنین تزئینات و کتیبه‌های زیبای قاجار اهمیت هنری و تاریخی دارد. این بنا با پلان مربع شکل و بدنهٔ آجری و گنبد هرمی‌شکل در سده نهم هجری در شهر آمل ساخته شده‌است. از ویژگی‌های خاص این بنا می‌توان به ارتفاع بلند آن، دیوارهای محصورکننده‌اش، برج مکعب شکل و گنبد هشت ضلعی آن اشاره کرد. این بنا در سال ۹۲۵ هجری قمری به وسیلهٔ خواجه عبدالله نامدار، فرزند درویش حاج کفشگر، ساخته شده و بانی آن عبدالله ابن شاه حسین قاضی بوده‌است. سازندهٔ مقبره آن نیز محمد حسین نجار است. چهار چوبهٔ این مقبره از شاهکارهای نجاری باستانی است که آیات قرآنی در آن حک شده‌است. در خارج دیوار محوطهٔ گنبد امامزاده ابراهیم آب انباری موجود است که در سال ۱۳۱۵ قمری توسط امیر مکرم لاریجانی اسکی ساخته شد. این بقعه از سمت غرب به خیابان طالب آملی و از سمت شرق به قادی محله و گرجی محله محدود است. در داخل حرم کتابخانه عظیم برای مطالعه ساخته شده‌است.

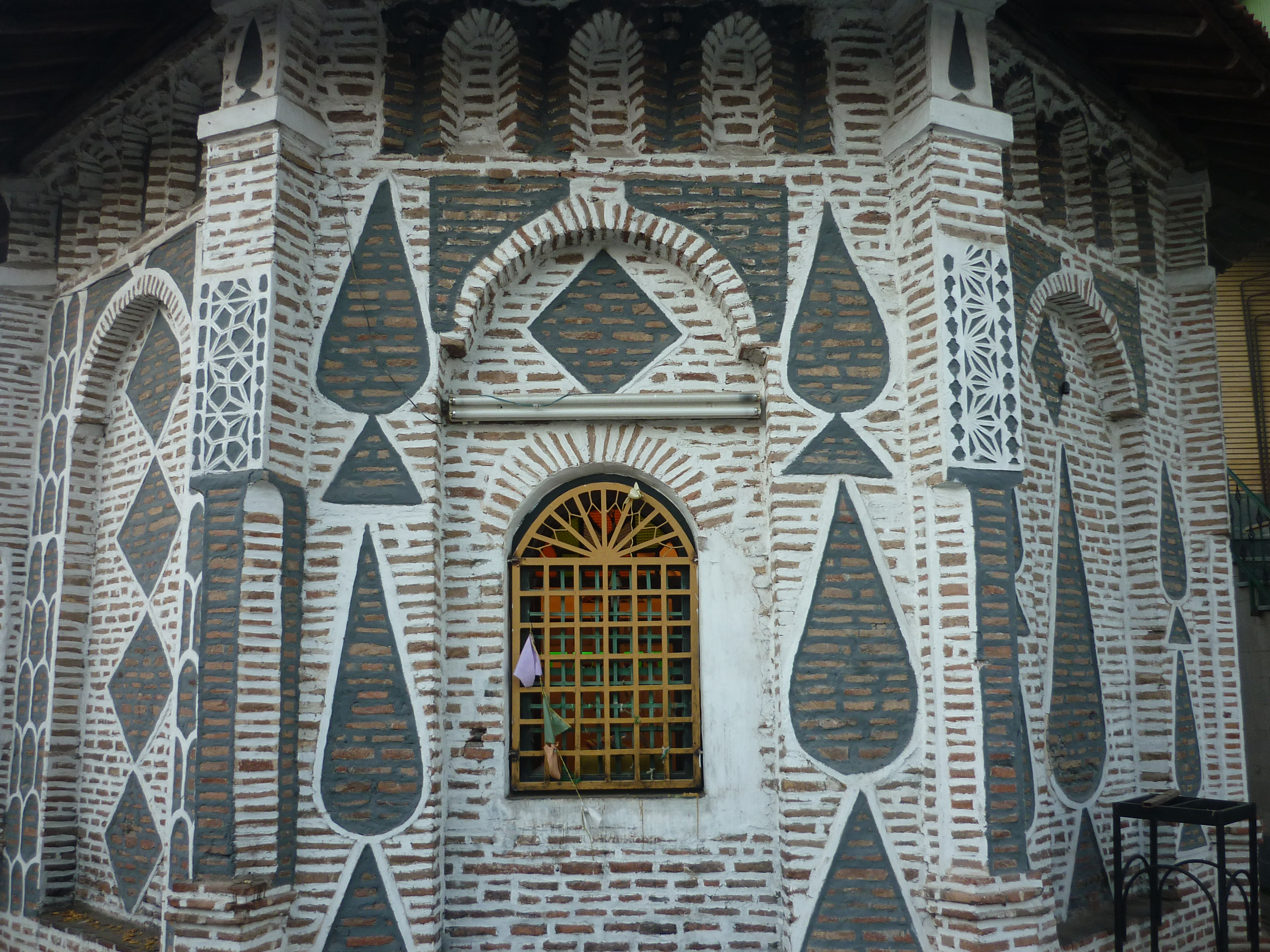
امامزاده قاسم آمل

- امامزاده قاسم آملامامزاده قاسم: بنای امامزاده قاسم متعلق به سده هشتم هجری قمری است و در محله پایین‌بازار آمل و در مجاورت بلوار شهید بهشتی قرار دارد. از لحاظ شکل و پلان دارای ویژگی‌هایی است که آن را منحصر بفرد نموده، به‌طوری‌که نظیر آن در مازندران دیده نمی‌شود. بنای ۸ ضلعی با گنبدی کوتاه بر روی یک صفحه قرار دارد که با ملاط بر روی آجر، تزئیناتی روی آن صورت گرفته‌است. بالای طاق‌نماها، سه قرنیس سینه کفتری دیده می‌شود. بام بنا سفال‌پوش است و ورودی آن در جهت شرقی بنا قرار دارد. سه پنجره نورگیر چوبی، در اضلاع شمالی و جنوبی و غربی تعبیه شده‌است. در کنار این برج کوتاه یک مسجد و یک حیاط که قبرستان است وجود دارد.

- امامزاده عبدالله: از امامزاده‌های عظیم و قدیمی، هنگامی که در جادهٔ هراز به سوی آمل در راهید، پنج کیلومتر مانده به آمل، جاده‌ای از راه اصلی جدا می‌شود که از میان جنگل‌های انبوه، به امامزاده عبدالله می‌رسد. امامزاده عبدالله در واقع روستایی کوچک است که آرامگاه امامزاده عبدالله را دربرگرفته. این آرامگاه، گذشته از صحن و بقعه‌اش، حجره‌هایی برای اقامت مسافران و زایران و نیز بازاری در ضلع غربی‌اش دارد. درحال حاضر این مقبره خراب شده و به جای آن یک حرم عظیم درحال احداث است.
- امامزاده هاشم آمل:

امامزاده هاشم، امامزاده‌ای برفراز گردنهٔ امامزاده هاشم روستای کتل امامزاده هاشم در لاریجان آمل است. دیرینگی ساختمان اصلی امامزاده از دوران صفویه است که با شمارهٔ ثبت ۶۱۷ در تاریخ ۲۳ اسفند ۱۳۴۵ به‌عنوان یکی از آثار ملی ایران به ثبت رسیده‌است.<

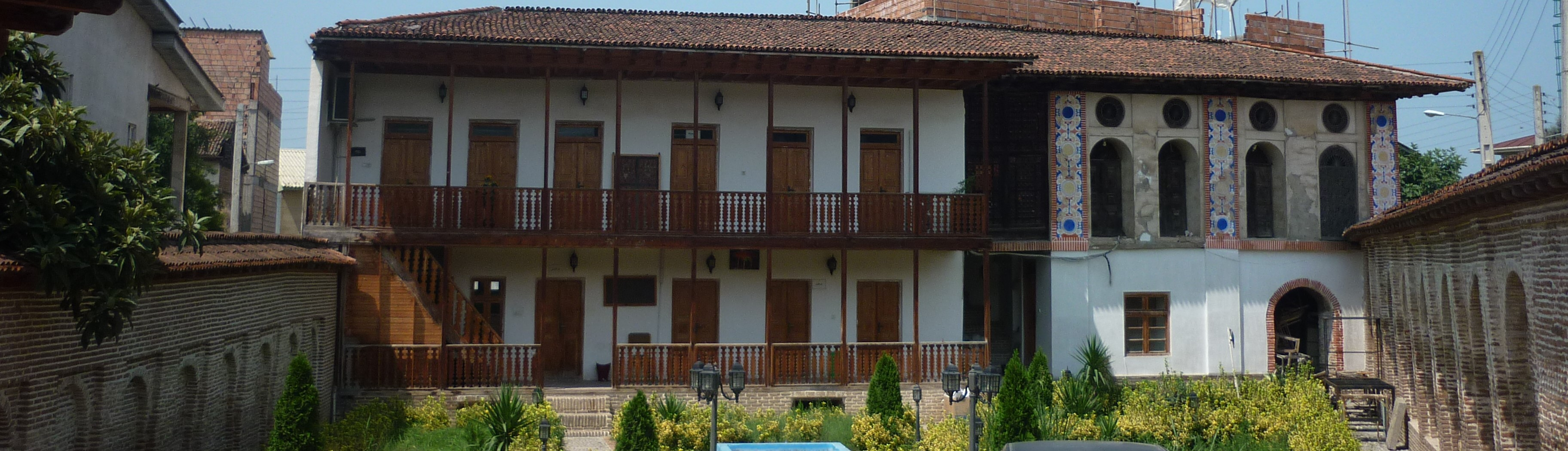
عمارت منوچهری

- عمارت منوچهریعمارت منوچهری: این عمارت در بافت قدیم آمل قرار دارد و بنا مزبور به دوره قاجار است که در زمان قدیم یک عمارت و خانه ایانی بوده‌است، که یک مجموعه کامل است. این بنا یکی از شاهکارهای دوره قاجاریه است که به صورت ورودی هشت ضلعی و عمارت پهن ساخته شده‌است.
- آرامگاه فخر و فضل: مرقد آنان به صورت دو گنبد کوچک هشت ترکی است که بلندی آن گنبدها چندان زیاد نیست، اینجا زیارتگاه بود و مردم بر مرقد آنان شمع روشن می‌کنند. محوطه بقعه‌ها تقریباً کمتراز ۱۰۰ مترمربع هست. این مرقدها در قادی محله در کنار رود واقع است و مربوط به سال ۱۲۹۳ قمری است.

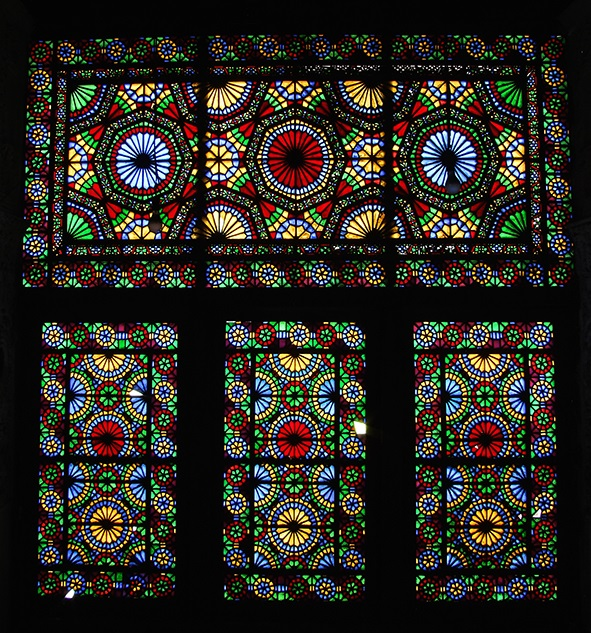
خانه شفاهی

- خانه شفاهیخانه شفاهیخانه شفاهی: یکی از زیباترین خانه‌ها ایرانی که با وجود به المان‌های موجود در این بنا نقاشی‌ها و گچبری‌ها و پنجره‌های اروسی و طاق و قوس‌های موجود در بنا می‌توان گفت متعلق به دوره قاجار است، در طبقه دوم آن تزئینات زیبایی دیده می‌شود و گمان می‌رود که خانه شاه نشینی بوده‌است، گچبری‌های زیبا با نقش‌های گل و بوته و اروسی‌ها و طاق‌ها با قوس زیاد داخلی و شیشه‌های نور گیر مشبک اشاره کرد.

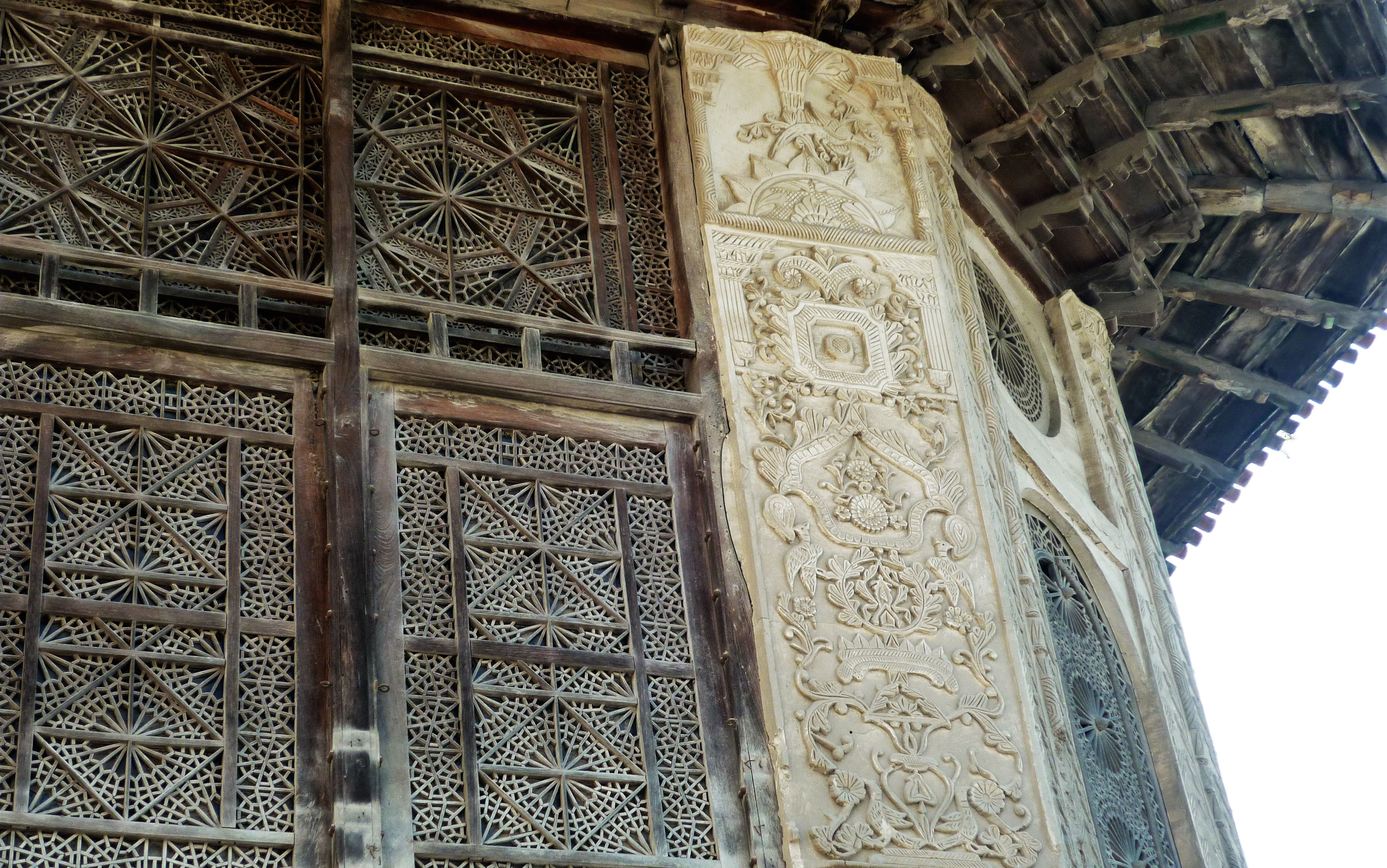
خانه شفاهی

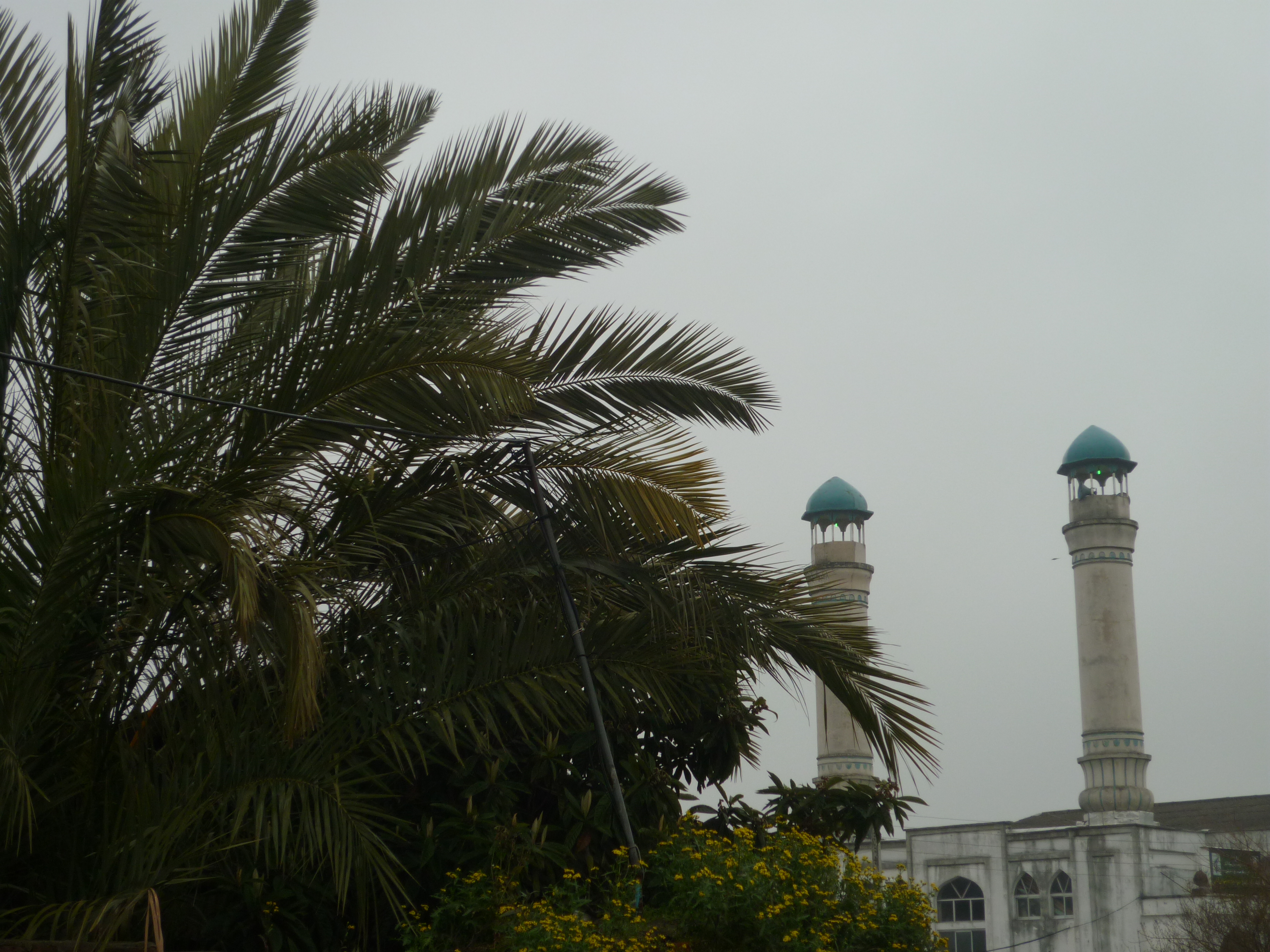
مسجد حاج علی کوچک

- حمام میر صفی: مربوط به دوره صفوی است و در آمل روستای امین آباد واقع شده و این اثر در تاریخ ۷ مرداد ۱۳۸۲ با شمارهٔ ثبت ۹۳۵۲ به‌عنوان یکی از آثار ملی ایران به ثبت رسیده‌است. این حمام دارای پلان‌های بسته و گنبدهای کوچک گرد است که هر کدام را با زاویه به هم متصل کرده‌است.
- برج هشتل: برج هشتل مجموعه عظیم پنج برج آرامگاهی است. این برج‌ها یکی از خاص‌ترین مکان‌های تاریخی هستند که به شکل مثلث کنار هم چیده شده‌اند. بزرگ‌ترین برج آن مربوط به یکی از سرداران میرقوام الدین مرعشی، سر سلسله مرعشیان است. شهرت این سردار به‌دلیل مقاومتی ست که در زمان حمله تیمور از خود نشان داد است. سردار سپاه میر قوام الدین جان خود را برای حفاظت مردمش در مقابل حمله چنگیز از دست داده‌است. بنای اصلی بقعه چهار ضلعی است که مسجدی متصل به آن است و ایوانی در جلوی مسجد ساخته شده‌است. بنای اصلی از داخل چهار گوشه است. در هر یک از اضلاع یک طاقنمای بلند است. با چهار گوشواره گود، چهار ضلعی تبدیل به دایرهٔ کامل شده و بر روی این دایره گنبدی بلند نوک تیز زده‌اند. نمای خارجی بنا چهار ضلعی است که میان هر یک از اضلاع طاقنمای بزرگی است. بالای هر یک از بدنه‌ها سیزده قرنیس سینه کفتری است. گنبد بنا از خارج از نوع گنبدهای زاویه دار مخروطی است سه گنبد دیگر در گورستان به بقعه متصل است. این بنا به شماره ۹۳۵۱ در فهرست آثار ملی کشور به ثبت رسیده‌است.

- حسینیه آمل: ازجمله حسینیه‌های قابل توجه است و بنای آن مربوط به دوره قاجار است و در محله پشت بازار، کوچه حسینیه قرار دارد.
- تکیه و پل فیروزکلا: قدیمی‌ترین تکیه مذهبی مازندران و پل تاریخی که در روستا فیروزکلا قرار دارد، از پل فقط خرابه‌های آن باقی‌مانده ولی تکیه به‌طور کامل باقی‌مانده و برای مراسمات مذهبی از آن استفاده می‌شود، از معماری چوبی نفیس آن می‌توان به دست نوشته و نقشه‌ها و شکل‌های منده کاری و کشیده روی چوب آن اشاره کرد و همچنین سنگ‌فرش تکیه فیروزکلا به صورت تکه سنگ‌ها است.
- آرامگاه خضر نبی: بقعه خضر یا قدمگاه خضر مربوط به سدهٔ ۹ ه‍.ق است و در آمل، خیابان رضوانیه، جنب کتابخانه عمومی شهر واقع شده و این اثر در تاریخ ۱۷ خرداد ۱۳۳۵ با شمارهٔ ثبت ۱۲۴۸ به‌عنوان یکی از آثار ملی ایران به ثبت رسیده‌است. در هویت این بقعه معروف به قدمگاه خضر در آمل، منوچهر ستوده، در جلد چهارم کتاب از آستار نا استار آباد، چنین می‌نگارد؛ در تاریخ طبرستان و رویان و تاریخ رویان، مؤلف می‌گوید؛ " حسن بن علی بن عبدالرحمن شجری معروف به داعی صغیر، دستور داد خانه‌ای برای سادات علوی و حسنی این شهر در مصلای آمل بنا کنند و فرمود؛ مجموع سادات آنجا خانه‌ها ساختند. گمان می‌رود این محله، که سادات در آن خانه بنا نهادند، احتمالاً می‌تواند همان رضوانیه امروزی باشد. در این محله، امروزه هم مصلی است که نماز جمعه منعقد می‌شود و هم دارای یک بیمارستان مجهز به نام هفده شهریور و کتابخانه عمومی قرار دارد، که این کتابخانه از موقوفات بقعه خضر است. ستوده در صفحه ۲۹ کتاب از آستارا تا استارآباد، در بخش معرفی آثار تاریخی آمل می‌نویسد، در محل هلال احمر ایران، سرپل مصلی، پشت کتابخانه عمومی شهر، گنبدی است به نام خضر، که ممکن است مدفن یکی از سادات باشد. داخل این گنبد محلی معروف به هفت تن است، که امکان دارد هفت تن از سادات حسینی در این‌جا به خاک سپرده باشند. در روایت دیگر آمده که خضر نبی در گذر از ایران بوده که به آمل آمده و اولین جایی که نقل مکان کرد همین قدمگاه خضر نبی است.
- گرمابه خواجه یعقوب: پس از اینکه علاءالدوله علی در مازندران به سلطنت نشست -هیبت او زیادت شد و اصحاب اطراف از فتنه جویی و تحکیم بنشستند واو سلقام خاتون را به ساری بنشاند و خواجه یعقوب جوسی را وزیر او گردانید و آرم چمنو و تلار و اهلم و دیگر مواضع به نان او پدید کرد. بعد از مدتی خواجه یعقوب مسلمان شد و اسپهد علاءالدوله علی وزارت خویش بدو داد و هنوز به آمل و گرمابهٔ او را عمارت پدید است.
- آرامگاه یوسف اسماعیل: مربوط به سدهٔ ۹ هجری قمری است. مقبره این شیخ زاهد دارای نمای خارجی بقعه چهار گوش است این چهارگوش را بالاتر از تزئینات کشکولی و سینه کفتری گچی، بریده و هشت ضلعی به وجود آورده‌اند.
- تکیه اوجی آباد: تکیه سردار روستای اوجی آباد را عباسقلی خان لاریجانی حاکم موروثی آمل و لاریجان در اوایل سلطنت ناصرالدین شاه قاجار احداث نموده‌است.
- تکیه سقانفار هندوکلا: از قدیمی‌ترین مکان‌های محلی است، سقانفاری در روستای هندوکلا در شرق آمل و در مسیر جادهٔ بابل به آمل قرار دارد. در گوشه‌ای از میدان کوچک روستا، دو سقانفار به چشم می‌خورد که یکی از آن‌ها ساده و فاقد نقش و دیگری دارای نقوش بی‌شمار است. گستردگی خط و نوشته، موجب تمایز این سقانفار با نمونه‌های همسان خود شده‌است. به گونه‌ای که از تمام اشعار مرثیه دوازده بند محتشم کاشانی به صورت گزیده استفاده شده‌است.
- سقانفار اورطشت: مربوط به دوره قاجار است و در شهرستان آمل، دهستان هزار پی شمالی، روستای اورطشت واقع شده‌است.

### جاذبه‌های ورزشی
- رود هراز: رودخانه هراز که در قدیم، رودخانه هرهز نیز نامیده می‌شد از دره لار در جنوب دماوند سرچشمه می‌گیرد و رواناب‌های دره قاضی‌کلا و جنگل‌دره نیز از کوه‌های شمیم‌کوه، آب زیارو و لاسم که از کوه‌های غربی قزقان‌چای فیروزکوه و آب رودهای جاری از دهکده‌های دلارستاق، نیز به این رود وارد می‌شوند. رودخانه هراز در یک دره نسبتاً پهن به طرف شمال جریان یافته‌است و در مسیر آن چندین روستا و محله و حداقل ۸ کارخانه شن و ماسه وجود دارد؛ و بیش از ۱۵۰۰ کیلومتر مربع است. آب زارعی کشاورزان آمل، فریدونکنار، بخشی از بابل و نور نیز از این رودخانه تأمین می‌گردد. مهم‌ترین شهرهایی که بر روی مخروط افکنه رودخانه هراز توسعه یافته‌اند عبارتند از شهرستان‌های آمل و فریدونکنار. شیب رودخانه هراز در محدوده کوهستانی بسیار متغیر است. شیب رودخانه هراز از مرز کوهستان تا شمال شهر آمل ۱۳ در هزار و در محدوده شهر آمل ۷ در هزار است.
- پیست و آکادمی گلف استار: پیست و آکادمی استار در سال ۱۳۸۸ توسط گروه سرمایه‌گذاری خارجی طراحی و آغاز شده و یکی از مدرنترین آکادمی گلف در ایران است، این آکادمی در جاده هراز قرار داشت ولی بعدها تخریب شد.
- قله دماوند مهم ترین جاذبه طبیعی و ورزشی شهرستان آمل است که به‌دلیل پتانسیل بالای آن در حوزه گردشگری طبیعی و ورزشی چندین کمپ در ارتفاعات آن ساخته شد

### جاذبه‌های علمی تحقیقی
- طرح آبریز هراز: طرح آبریز هراز یکی از بزرگ‌ترین طرح‌ها آبریزی جهان است که در آن به پرورش گوناگون ماهی‌ها پرداخته می‌شود و به عنوان یک جاذبه طبیعی هم استفاده می‌شود.
- مؤسسه تحقیقات برنج کشور: آمل از بزرگ‌ترین شهرهای کاشت و برداشت برنج وتجارت صنعتی برنج است که معاونت مؤسسه تحقیقات برنج کشور در مازندران با سابقه بیش از ۴ دهه فعالیت تحقیقاتی، درحال حاضر یکی از مؤثرترین واحدهای پژوهشی دارای فعالیت‌های تحقیقاتی کاربردی و اثرگذاری شاخص در تولید برنج کشور است. فعالیت‌های تحقیقاتی معاونت در بخش‌های مختلفی ازجمله اصلاح و تهیه بذر، آفات، بیماری‌ها و علف‌های هرز، خاک و آب و فنی و مهندسی بوده و در زمینه بهنژادی، به زراعی، خاک و تغذیه، شناسایی و مدیریت آفات، بیماری‌ها و علف‌های هرز، آبیاری، صنایع غذایی و همچنین تولید بذور سوپرالیت و مادری ارقام پرمحصول برنج فعالیت می‌نماید.
- کارگاه زغال: یکی از فعالترین کارگاه‌های زغال است که در منطقه بلیران قرار دارد و تمامی کارهای آن به صورت دستی انجام می‌شود.
- منطقه حفاظت شده چلاو چلاو یک منطقه زیبا با آب هوای بسیار معتدل است که دارای تپه‌ها و مراتع بی‌شمار که در آن به صورت جاذبه طبیعی و تحقیقاتی استفاده می‌شود.
- منطقه حفاظت شده سیاه بیشه: منطقه سیاه بیشه از مراکز حفاظت شده مخابراتی ایران است که در آن چندین دکل مخابراتی و آنتن‌های ارتعاشی نصب شده‌است.
- قلعه کش: محوطه باستانی قلعه کش در حاشیه غربی و جنوب غربی روستای قلعه کش بخش دابودشت شهرستان آمل قرار دارد. در مجموع تعداد ۱۶ گمانه آزمایشی در پیرامون بلافصل محوطه قلعه کش به منظور تعیین حریم در این محوطه زده شد، که علاوه بر مشخص کردن عرصه واقعی محوطه(۱۷ هکتار)، یافته‌های بسیار ویژه‌ای مربوط به ادوار پیش از تاریخی عصر آهن، مفرغ، کلکولتیک به‌دست آمد که ازجمله آن‌ها می‌توان به پیکره حیوانی، تدفین انسانی، مجموعه سفالین قابل گاهنگاری نسبی و.. اشاره کرد.

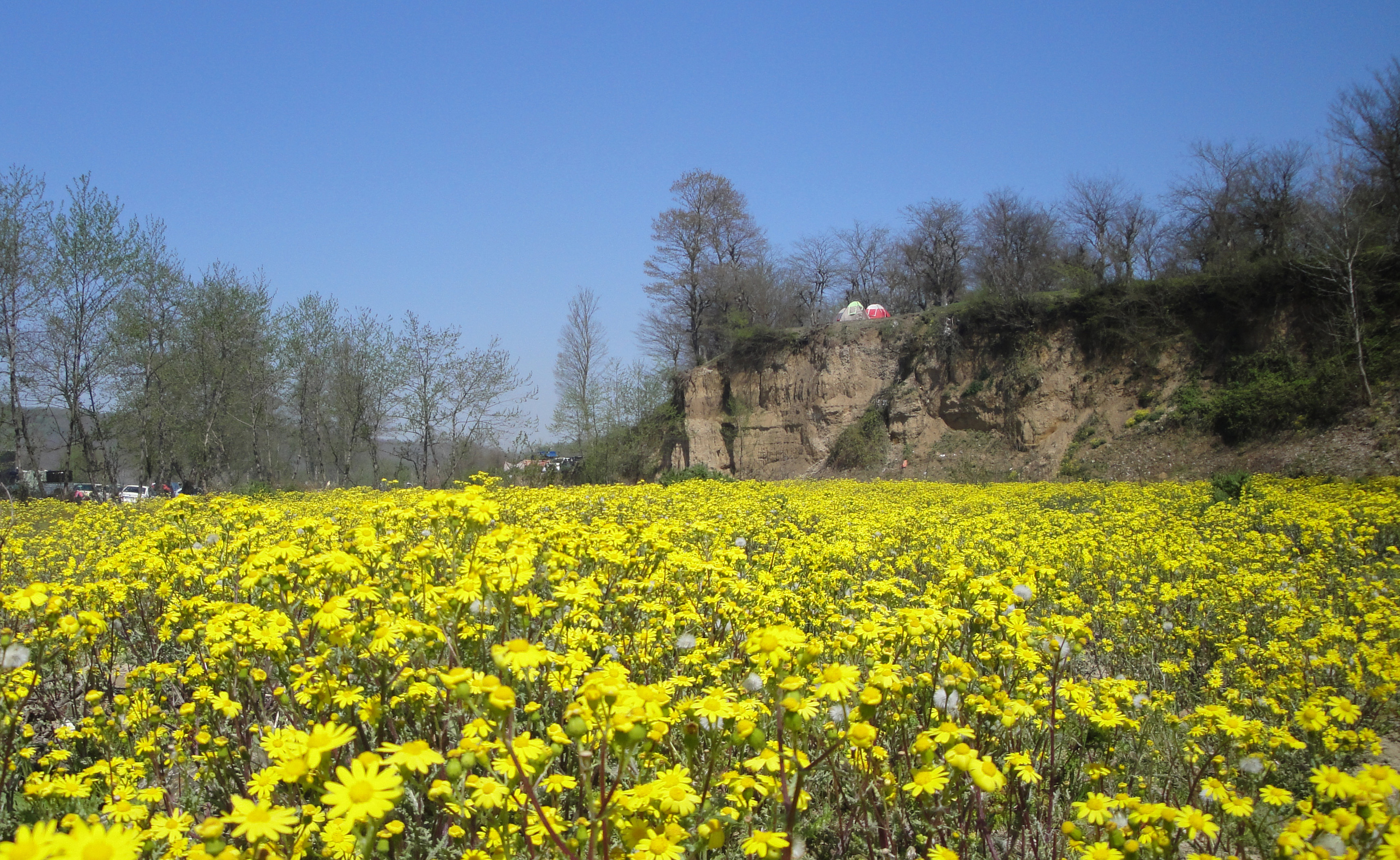
کلزا در جنگل بلیران

### جاذبه‌های تفریحی و طبیعی
- پارک جنگلی میرزا کوچک‌خان و هلومسر: به عنوان دو پارک جنگلی نزدیک به شهر آمل هستند. پارک جنگلی نمونه گردشگری میرزا کوچک‌خان هراز در ۱۶ کیلومتری شهر آمل در جاده هراز در منطقه رزکه قرار دارد. این پارک توسط سهام عدالت مازندران اداره می‌شود. این پارک دارای امکانات تفرجگاهی آلاچیق، آب آشامیدنی، سرویس دستشویی، اجاق، میز و نیمکت، رستوران و قهوه‌خانه، سکوی چادر و وسایل بازی کودکان، جایگاه سوارکاری و سه مدخل ورودی است و همچنینی دارای جاذبه دو آبشار و درختان کهنسال و فضای سبز است. پارک جنگلی امامزاده عبدالله که به هلومسر معروف است نیز در ۵ کیلومتری شهر آمل قرار دارد و توسط شهرداری آمل اداره می‌شود و دارای امکانات رفاهی و جاذبه درختان مرتفع است. پارک جنگلی میرزا کوچک خان دومین پارک جنگلی شمال ایران از نظر مساحت است و در مسیر جاده هراز و فست فود مجموعه توریستی رفاهی نارنجستان قرار دارد.
- پارک دهکده طلایی: بزرگ‌ترین پارک بازی مازندران است و به عنوان یکی از زیباترین پارک‌های ایران هم نام برده می‌شود، امکانات این پارک یک دریاچه برای قایق و یک شهربازی برای بزرگسالان و یک شهربازی برای خردسالان دارد، این پارک از پل میر بزرگ آغاز می‌شود و به پارک نارنجستان ختم می‌شود.
- دهکده پرن: ییلاق پرن به عنوان نزدیکترین کوهستان به شهر آمل و به‌دلیل داشتن مسیرهای بکر و دست نخورده کوهستانی و جنگلی درارتفاع ۱۷۰۰ متری از سطح دریا همه ساله میزبان طبیعت دوستان و کوهنوردان از اقصی نقاط استان و کشور می‌باشد.
- دهکده الیمستان: یکی از زیباترین مناظر را در فصل بهار و تابستان به گردش گران و طبیعت دوستان نوید می‌دهد. این جنگل‌ها محل رویش گیاه الیما ست که در اردیبهشت ماه رشد می‌کند. می‌گویند نام جنگل الیمستان نیز برگرفته ازآن است. الیمستان یکی از مناطق توریستی ایران در آمل است که تورهای زیادی از جوانان برای تفریج و سفر به دل طبیعت الیمستان می‌زنند این منطقه نگاه عکاسان داخلی و خارجی راه هم به خود جذب کرده و طبیعت بکر و زیبایی جنگل‌ها و مراتع و سر سبزی آن وصف نشدنیست. آب مردم آن از چشمه تأمین می‌شود و محصول آن غلات، لبنیات و عسل است. اما از همه این‌ها گذشته، قله الیمستان هم یکی دیگر از جاذبه‌های این روستا است که در زمستان و بهار کوهنوردان زیادی را به خود جذب می‌کند. قله‌ای که حدود ۲۵۱۰ متر ارتفاع دارد و یکی از بهترین گزینه‌های کوهنوردی در زمستان به‌شمار می‌رود. اگر اهل کوهنوردی باشید، این قله با تمام جاذبه‌های طبیعی اطرافش بهترین گزینه سفر کوهنوردی شما به‌شمار خواهد رفت.

- بلیران: بلیران از مناطق ویژه گردشگری است که با دارا بودن پتانسیل‌های گردشگری و آب درمانی رودخانه (گرمارود) مورد توجه مسئولان استانی و منطقه قرار گرفته بدین لحاظ وبا توجه به استقبال گروه‌های مختلف گردشگری این منطقه به عنوان یک منطقه بکر با چشمه و رودخانه و فضای سبز زیبا قرار گرفته و غیر از طبیعت آن به تاریخی بودن این منطقه می‌شود اشاره کرد که سر نیزه‌ها دوره عصر آهن در این منطقه زیاد پیدا می‌شود. اجرای تور در بلیران و حومه هر هفته در گروه‌های مختلف وبا برنامه‌های متنوع اجرا می‌گردد و همچنین خانواده‌ها برای تفریح در کنار طبیعت و رود به این روستا زیبا می‌روند.
- چشمه آب معدنی آلامل: این چشمه در مسیر جاده هراز و چهر کیلومتری آمل قرار دارد آب فراوان آن چون پودری نمناک در هوا پخش می‌شود.
- سروچمان هزار پله: در امتداد پارک جنگلی هراز واقع شده‌است و دارای چند پله جوبی است که یکی از جاذبه‌های زیبا این منطقه است شامل قوس چوب قدیمی و چندین پله که برای عبور و مرور ساخته شده‌است.
- جنگل زیارو: زیارو یا زیارود، آمل از غنی‌ترین مناطق فضای سبز و طبیعت گردی است که با جنگل‌هایی انبوه به بام آمل مشهور است و در بلندای آن دریای محمودآباد به خوبی مشاهده می‌شود.

### گسترش و سرمایه‌گذاری
در سال‌های مختلف برای گسترش بخش گردگشری و تفریحی آمل مباحث مختلفی بیان شد و بیشتر به بخش سرمایه‌گذاری به مناطق محلی و روستایی توجه بیشتری شد. در بخش سرمایه گذاری داخلی به‌دلیل اینکه آمل نیمی از صنعت استان مازندران را در بر گرفته مالکان صنایع در حوزه‌های مختلف همچون گردشگری، تجاری، ورزشی و آموزش سرمایه گذاری عظیمی در این شهر کرده اند. در بخش سرمایه‌گذاری خارجی در سال‌های گذشته شرکت‌های مختلفی از کشورهای کویت، ترکیه و ایتالیا برای سرمایه‌گذاری در واحدهای مختلفی همچون ساخت هتل، تله کابین و مجموعه توریستی به شهر آمل ورود پیدا کردند.

## سیاست

### فرمانداری ویژه
فرمانداری آمل شامل فرمانداری مرکزی است که در سال ۱۳۲۴ با تصویب هیئت دولت تأسیس گردیده و با حکم وزیر کشور وقت آقای عبداله ملک‌زاده آملی به‌عنوان اولین فرماندار شروع به فعالیت نموده‌است. در سال ۱۳۹۰ مصوبه فرمانداری آمل به فرمانداری ویژه صادر و ایجاد شد.

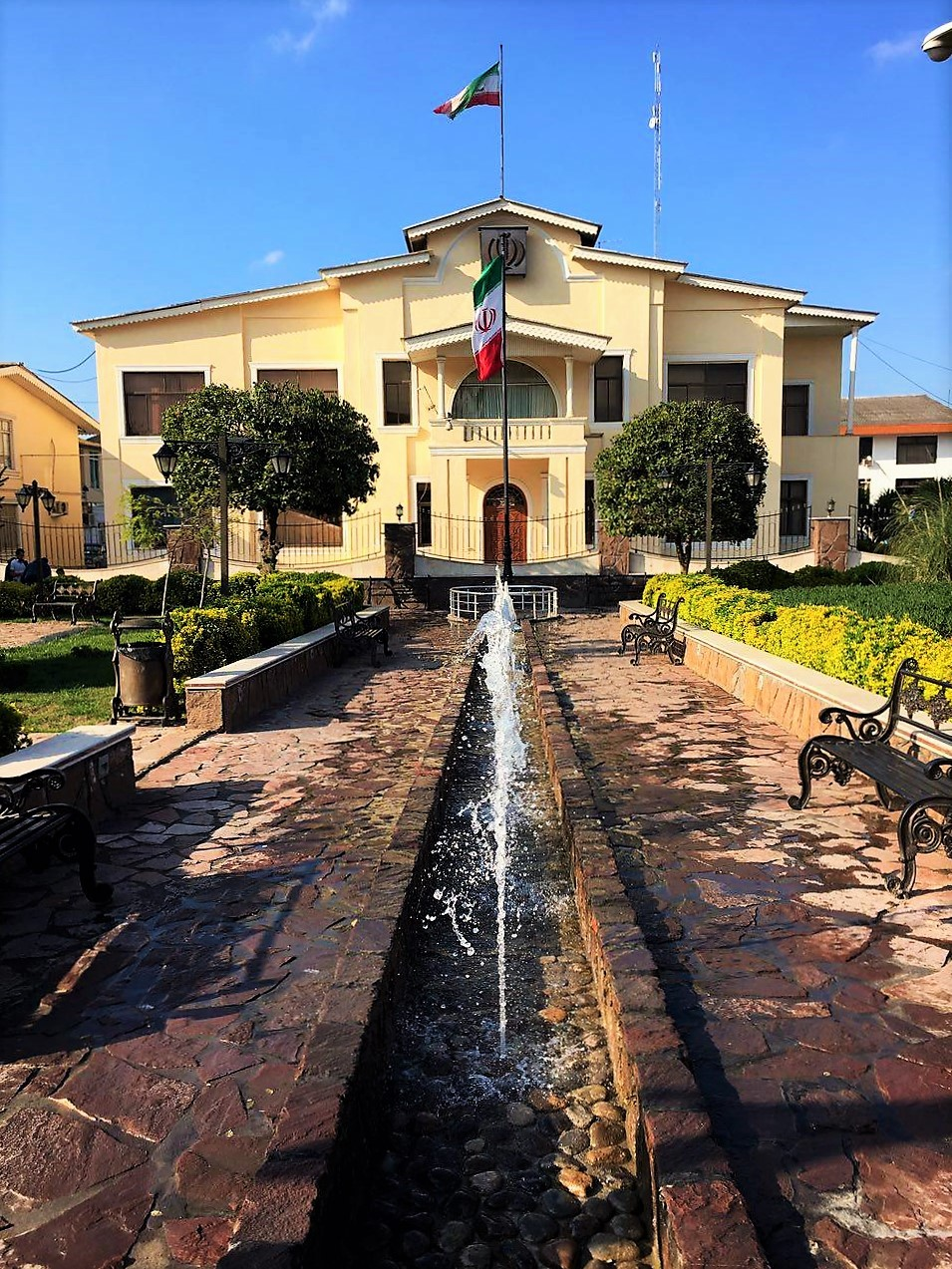
شهرداری آمل

### شهرداری
شهرداری آمل سازمانی نیمه دولتی مربوط به شهر آمل است که زیر نظر شهردار اداره می‌شود. شهرداری آمل در سال ۱۳۰۱ از سوی وزارت کشور ابلاغی برای سید محمد حکیمی نیاکی که ریاست مرکز بهداشت را نیز به عهده داشتند صادر گردید و او را به عنوان ریاست بلدیه منصوب داشت. بلدیه آمل کار خود را با سه نفر پرسنل آغاز کرد که مسئولیت نظافت و رفت و روب خیابان‌ها و بهداشت محیط شهر و ساختار را به عهده داشتند.

## محله ھای شھر

### قدیمی ترین محلات
- اسپه کلا یکی از محلات قدیمی و ارباب نشین شھر به حساب میاید این محل ھمیشه بخش شھری بودہ و ھیچ گاہ روستا یا دھاتی نبود
- بربری خیل قدمت این محل تقریبا به ۳۰۰سال پیش بر میگردہ و شجرہ طائفه از مھاجرت مردم قندھار به امل میاید
- دروانسر یا بالا خیابان ھراز معروف به ورودی شھر این محله نیز یکی از قدیمی ترین محلات شھری به حساب میایید و از جادہ ھراز اولین محل برای ورود به شھر است
- سبز میدان ھمواره بخش شھری بودہ و از اولین محلات امل بودہ و از قدیم به بازار پوشاک شھر معروف است
- پایین بازار قدیمی ترین محله استان مازندران با قدمت بیش از ۹۰۰سال گنجینه ھای کشف شدہ از شھر زیر زمینی امل که در محله پایین بازار قرار دارد به ۱۳ سده پیش بر میگردد

## ترابری
هوایی
باند‌های هلیکوپتر ویژه هلال احمر آمل
اتوبوس و تاکسی

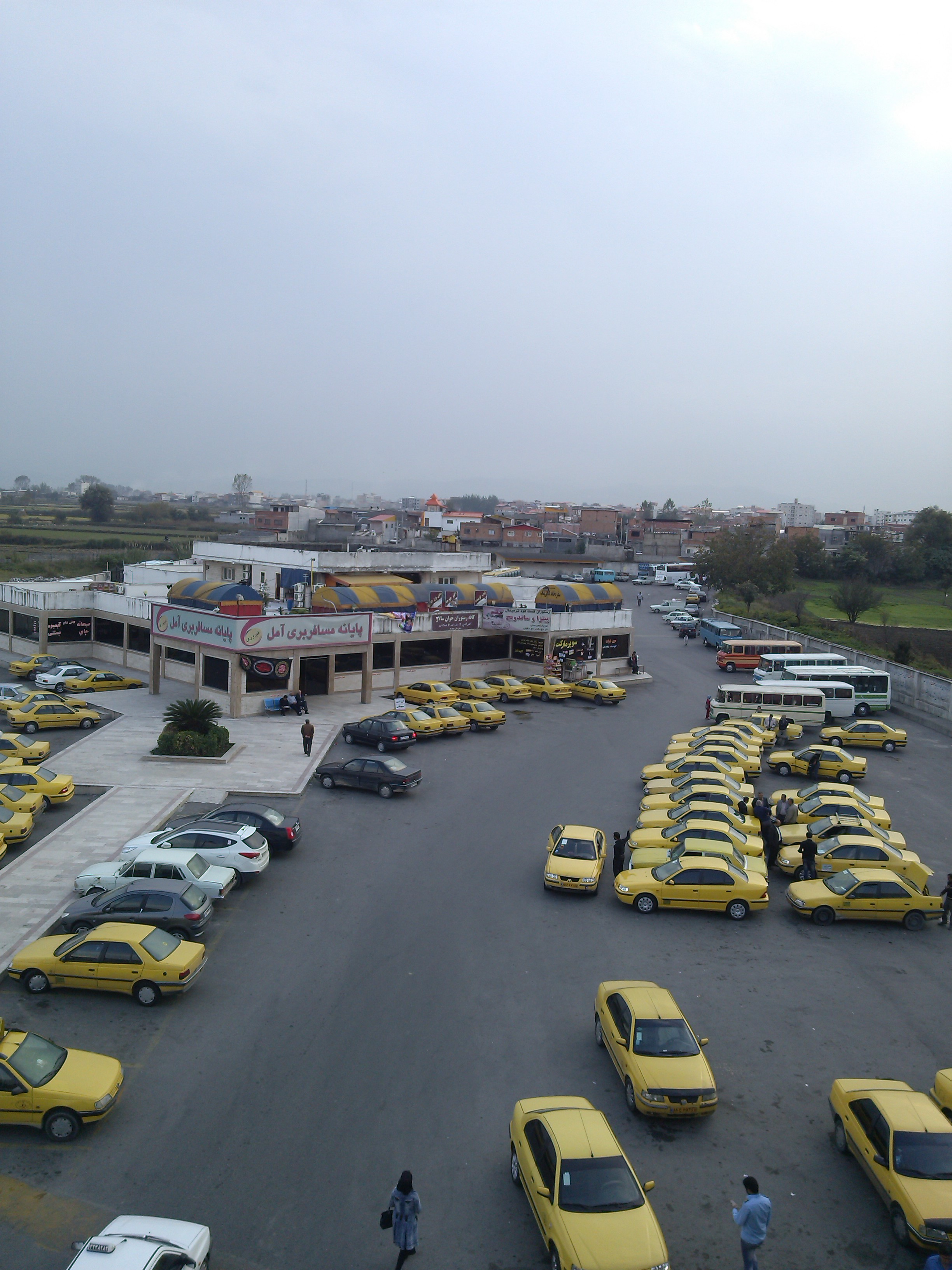
پایانه مسافربری آمل(ترمینال فیروزی)

آمل دارای بزرگترین و مجهز ترین خطوط حمل و نقل با اتوبوس و تاکسی مازندران است و تنها شهری در استان است که دارای ایستگاه‌های مکانیزه اتوبوس است. این شهر دارای پنج ترمینال اتوبوس است که ترمینال فیروزی بزرگترین ترمینال شمال کشور است
جاده و خیابان

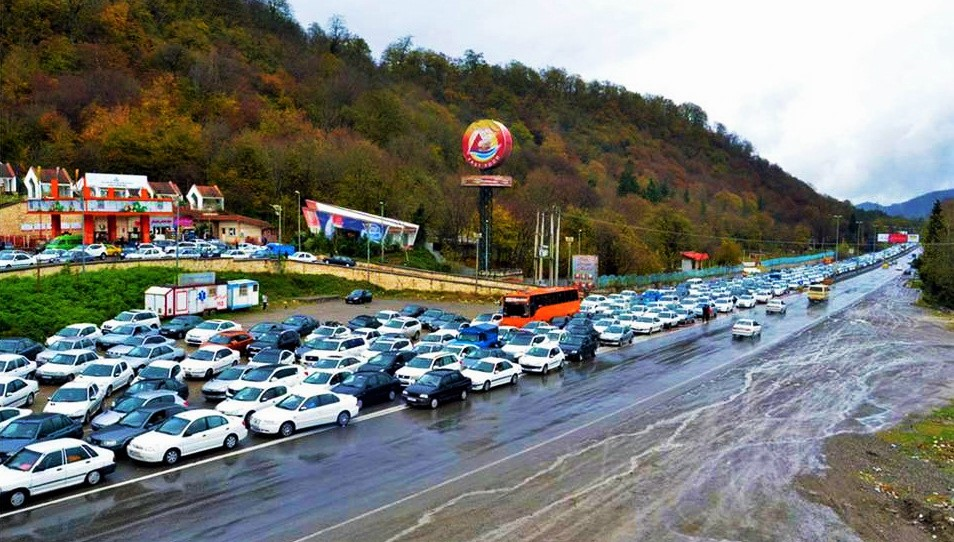
جاده هراز

آمل بزرگترین خیابان ها بلوار ها و بزرگراه‌های شهری را داراست.جاده هراز (جاده 77) در کنار کرج - چالوس مهمترین جاده تهران به شمال ایران (استان مازندران) است. این جاده از دره رودخانه هراز می گذرد و به همین دلیل به جاده هراز بین آمل و رودهن نیز معروف است. جاده هراز نزدیکترین جاده به کوه دماوند بلندترین قله ایران و خاورمیانه است. پارک ملی لار از طریق این جاده قابل دسترسی است. این جاده کوتاه ترین مسیر تهران به شمال (180 کیلومتر) است. در سال‌های اخیر برخی از قسمت‌های جاده تعریض و ایمنی بهبود یافته است. جاده باستانی بخشی از جاده هراز در نزدیکی وانا است که آثار باستانی جاده قدیم به آمل در آن قابل مشاهده است. جاده با جاده ورسک جایگزین شد. آمل شهری با بزرگترین بلوارها و بزرگراه‌های مازندران است. جاده بین المللی هراز یکی از مهم ترین جاده‌های ایران به آمل است که شهرهای دیگر را به شمال ایران پیوند می‌دهد. جاده‌هایی مانند آمل-بابل، آمل-محمودآباد (جاده ساحلی)، آمل-فریدونکنار و آمل-نور نیز قابل دسترسی است.

## اماکن تفریحی و خدماتی

### پارک‌ها
- پارک دهکده طلایی به عنوان بزرگ‌ترین پارک مازندران نیز نام برده می‌شود. این پارک در سال ۱۳۷۲ احداث شد. وسعت این پارک از پل میر بزرگ آغاز می‌شود و به پارک نارنجستان منتهی می‌شود. همچنین رود از کنار این پارک می‌گذرد. این پارک دارای امکاناتی مانند دریاچه و قایق پدالی، شهربازی برای بزرگسالان، شهربازی برای خردسالان، پیست اسکیت، پلاژ، پارکینگ، باغ وحش، فست فود و مغازها متعدد و امکانات رفاهی بهداشتی است.

- پارک مادر-پارک بانوان-پارک افرا-پارک بیدستان-پارک کاجستان-پارک معلم-پارک شهر-پارک سرای مهر و.... دیگر پارک‌های درون شهری هستند
- برنامه ساماندهی رودخانه هراز که از بزرگترین برنامه‌های گردشگری کشور است دارای طول ۶.۵ کیلومتر می‌باشد که شمل پارک-پیست اسکیت-پیست دوچرخه سواری-جایگاه تفریحات ابی-ویو رودخانه هراز و بلوار ساحلی می‌باشد درحال حاضر پارک مینیاتوری که بخشی از این برنامه بزرگ است درحال اتمام است.همچنین قرار گیری کاروان‌های غذا در خیابان ازادگان به جذابیت این پارک افزوده
- پارک جنگلی میرزا کوچک خان و هلومسر به عنوان دو پارک جنگلی نزدیک به شهر آمل هستند. پارک جنگلی نمونه گردشگری میرزا کوچک‌خان هراز در ۱۶ کیلومتری شهر آمل در جاده هراز در منطقه رزکه قرار دارد. این پارک توسط سهام عدالت مازندران اداره می‌شود. این پارک دارای امکانات تفرجگاهی آلاچیق، آب آشامیدنی، سرویس دستشویی، اجاق، میز و نیمکت، رستوران و قهوه‌خانه، سکوی چادر و وسایل بازی کودکان، جایگاه سوارکاری و سه مدخل ورودی است و همچنینی دارای جاذبه دو آبشار و درختان کهنسال و فضای سبز است. پارک جنگلی امامزاده عبدالله که به هلومسر معروف است نیز در ۵ کیلومتری شهر آمل قرار دارد و توسط شهرداری آمل اداره می‌شود و دارای امکانات رفاهی و جاذبه درختان مرتفع است.
- پارک جنگلی بلیران از دیگر پارک‌های و منطقه‌های طبیعی نزدیک به شهر است که در روستای بلیران در بخش دشت سر قرار گرفته‌است و دارای طبیعتی بکر است و همه ساله گردشگران زیادی را در سطح منطقه ملی به سمت خود می‌کشاند. بلیران دارای چشمه آب، رود و درختان انبوه است.[۲۰۷][۲۰۸]

### هتل‌ها

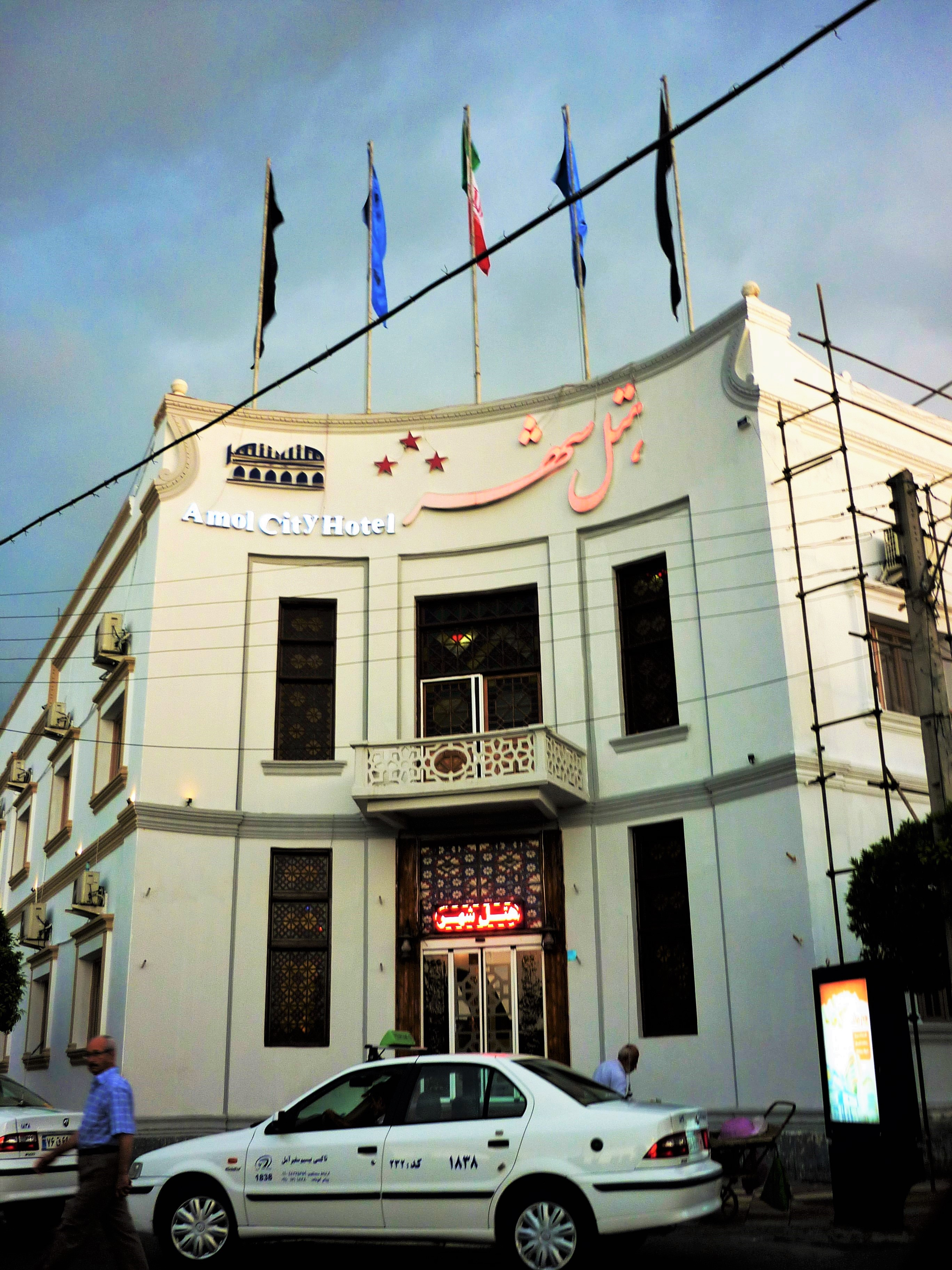
نمایی از هتل شهر

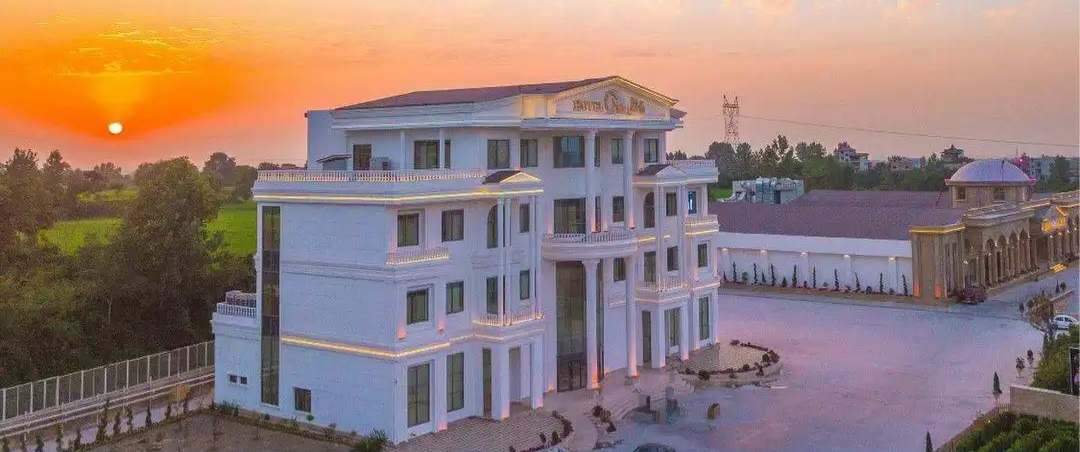
هتل اکسین آمل

هتل شهر به عنوان هتل اصلی شهر آمل است. این هتل به دست معماران اتریشی در زمان پهلوی اول ساخته شد. نام قدیمی این هتل، هتل شهرداری آمل بود که در سال ۱۳۹۰ به هتل شهر تغییر نام داده شد و در سوم خرداد ۱۳۹۲ برای اولین بار پس از انقلاب ۱۳۵۷ ایران و به عنوان هتل، مورد بهره‌برداری مجدد قرار گرفت. مساحت کل زمین ۳۴۰۰ متر مربع، بنای مفید هتل ۱۷۶۰ متر مربع و دارای ۲۱ اتاق مجهز به سرویس بهداشتی و حمام، قهوه‌خانه سنتی، رستوران، لابی، اتاق مدیریت و پارکینگ خودرو برای حدود ۹۰ دستگاه است. هتل در ۲ طبقه و در جوار پل معلق آمل و پل دوازده چشمه واقع شده‌است. از این هتل در زمان واقعه ۱۳۶۰ آمل به عنوان ساختمان مرکزی بسیج استفاده می‌شد که مورد حمله اتحادیه کمونیست‌ها قرار گرفت. هتل المپیک در جوار دانشگاه شمال قرار دارد. هتل اکسین نیز دیگر هتل شهر است که در مسیر جاده آمل به تهران قرار دارد.هتل نیلوفر هم در جاده آمل به محمود اباد قرار دارد

### بیمارستان‌ها
آمل ازجمله شهرهای مهم پزشکی است که در مازندران در دو دهه اخیر پیشرفت چشمگیر داشته‌است. آمل در زمان قدیم قرای طبرستان بوده‌است و ابن فاتح و جیمز کارتن از تاریخ نویسان می‌گویند:
آمل دارای سه مسجد جامع که برتری خاصی به مساجد منطقه دارد و دارای طبیب خانه‌های عظیمی است که در کنار قصر و در کنار دارالحکومه آمل ساخته شده‌است و هر کس به دردی دچار شود به این طبیب خانه‌ها رجوع می‌کند.

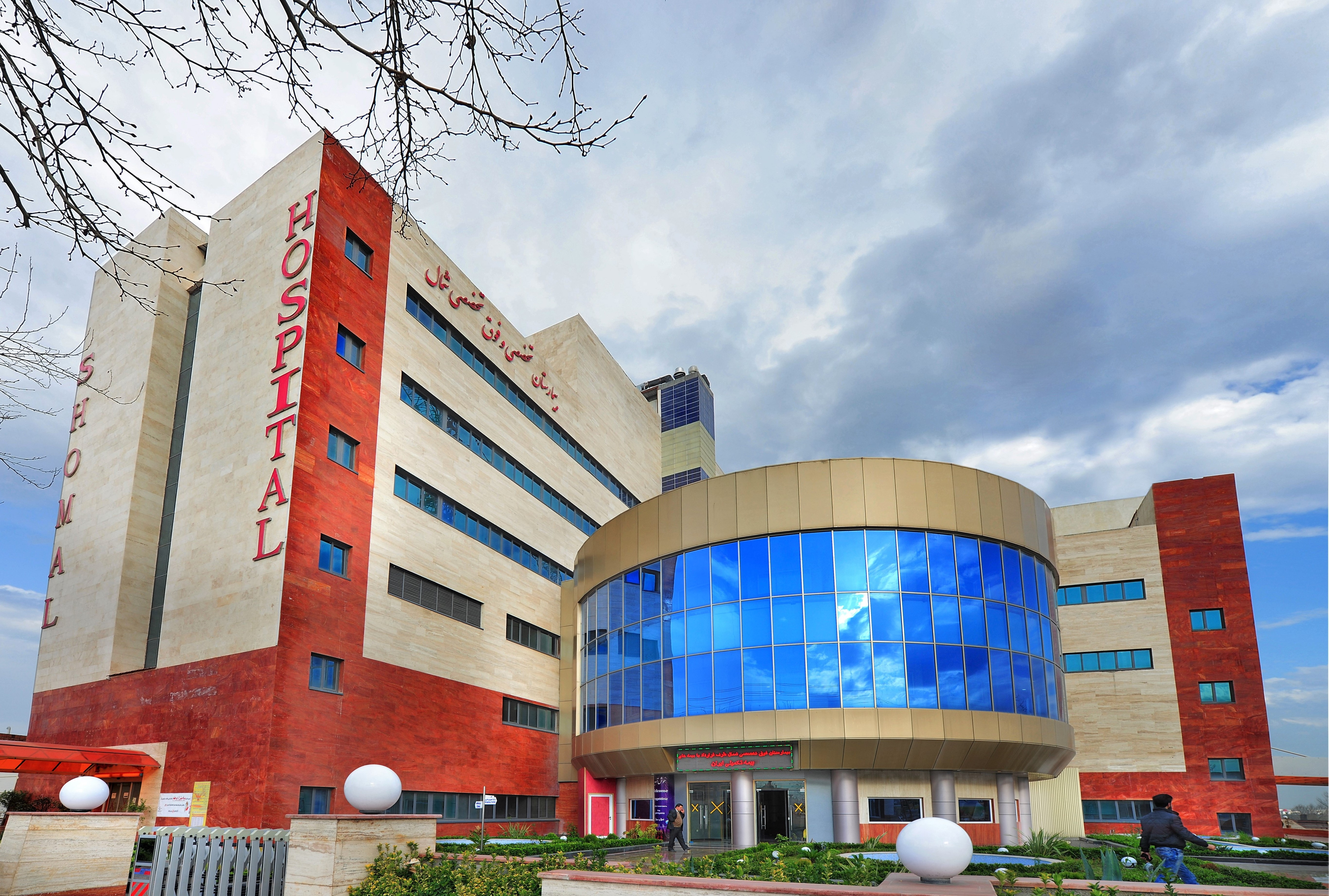
بیمارستان شمال

درحال حاضر آمل دارای پنج بیمارستان مجهز و کلینیک‌های متعدد است. بیمارستان تخصصی و فوق تخصصی شمال نیز یکی از مجهزترین بیمارستان‌های خاورمیانه به‌شمار می‌آید و بخش‌های جدیدی به ان افزوده شده و همچنین در آینده دو بیمارستان دیگر در شهر افتتاح می‌شود.

### سینماها و تئاترها

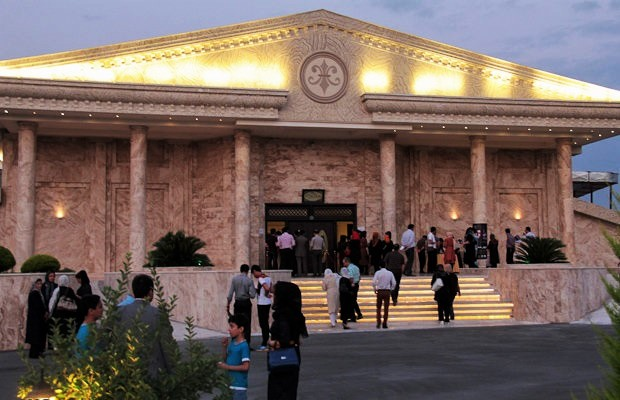
سالن اریکه آریایی

تاریخچه سینما در آمل به زمان قاجار می‌رسد که اولین سینما به نام خورشید ساخته شد. سینما بعدی فرهنگ نام داشت که در سال ۱۳۳۱ احداث شد. سینما بعدی سینما مترو پل بود که در سال ۱۳۳۶ در خیابان ۱۷ شهریور بنا شد. سینما مولن روژ در سال ۱۳۴۰ جنب سینما فرهنگ با مالکیت صاحبان سینما فرهنگ تأسیس گردید. شهر آمل درحال حاضر دارای سه سینما است، سینما بهمن که در سال ۱۳۴۵ با نام آرش تأسیس شد و فعلاً درجه یک به‌شمار می‌آید و ظرفیتی بالغ بر ۳۷۵ را نیز داراست. سینما بهمن دو که در سال ۱۳۷۹ تأسیس شد و با کیفیت به روز آن زمان احداث گردید و جزو سینماهای نوین به‌شمار می‌رود ظرفیت سالن آن نیز ۲۵۰ نفره است.پردیس سینمایی اکسین هم دیگر سینمای این شهر است
شهر آمل دارای سه سال تئاتر است. در سال ۱۳۹۴ مجوز احداث هشتمین تئاتر شهر کشور(سالن تئاتر امام) ایران برای آمل اخذ شد.

### مراکز خرید

#### بازار قدیم
بازار قدیم آمل معروف به پایین بازار یا چهارسوق آمل یکی از بازارهای قدیمی ایرانی است که در مرکز شهر قرار دارد. بازار قدیم رکن و هسته اصلی و اولیه سازمان دهنده شهر به‌شمار می‌آید که وجود اولیه این بازار به قبل از اسلام و هسته اصلی آن به ۹۰۰ سال پیش می‌رسد. با این که در بعضی از قسمت‌های این بازار تغییرات شتاب زده و نوسازی غیراصولی انجام شده و به‌دلیل مقتضیات اقتصادی، اجتماعی روزگار، زیبایی قبلی را از دست داده‌است، اما هنوز دارای اهمیت و اعتبار است. این بازار همچنان ارتباط خود را با محلات مسکونی مجاور، به میزان قابل توجهی حفظ کرده‌است و به صورت مرکز تجمع و داد و ستد مردم، دارای عملکردی بسیار قابل توجه است. مغازه‌های این بازار با سقف سفالی شیب دار و جلو آمده به خاطر محافظت از باران و آفتاب دارای فضاهای باز داخلی برای تشکیل بازارهای هفتگی در روزگار گذشته‌است. این بازار نیز مانند بازارهای قدیمی دیگر، علاوه بر وظیفه اصلی خود یعنی مبادله کالا، نقش فرهنگی و مبادله افکار و عقیده‌ها، نشر اخبار و مرکز ارتباطات اجتماعی مردم نیز بوده‌است. درحال حاضر این بازار نقش بسیار مهمی را در زندگی اقتصادی، اجتماعی مردم ایفا می‌کند. ساختار فضایی، عناصر معماری و کالاهای صنایع دستی و محصولات بومی آن از جاذبه‌های بازار به حساب می‌آیند. بازار قدیم آمل دارای راسته‌های مختلف است. راسته اصلی بازار قدیم آمل به همراه راسته‌های فرعی منشعب از آن که شامل راسته عطاران، راسته پالان دوزان، راسته نمدمالان و نو راسته است نقش مهمی در تشکیل و تعریف محدوده بافت ایفا کرده‌اند.
دیگر مراکز خرید

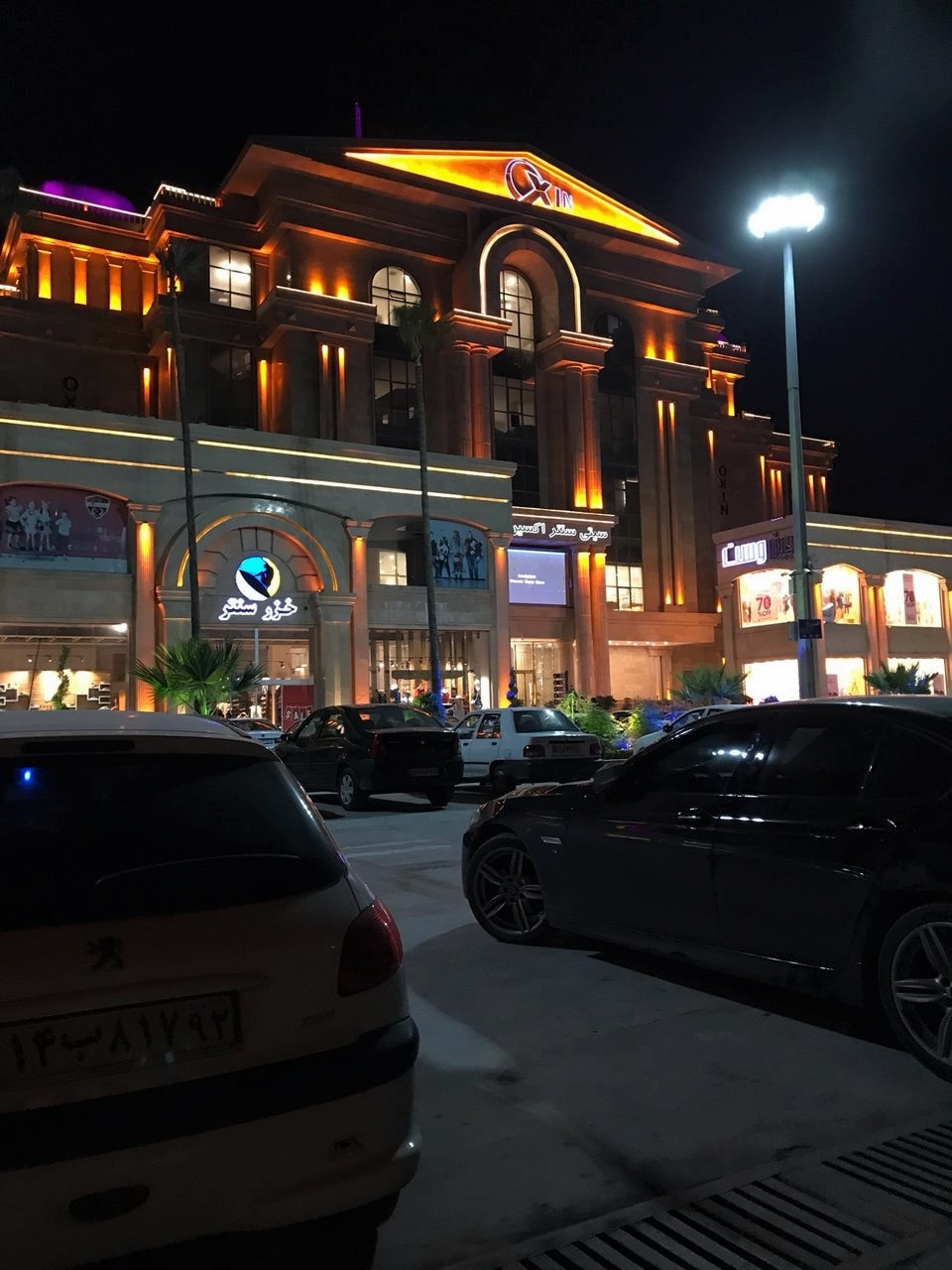
سیتی سنتر اکسین آمل

پاساژ فجر-پاساژ سپهر-سیتی سنتر اکسین-مرکز خرید قائم-مرکز خرید دیما(درحال ساخت)-مرکز خرید تیرنگ نور-مرکز خرید افتاب و بازار شب از دیگر مراکز خرید این شهر است
سیتی سنتر اکسین شامل یک مرکز خرید بزرگ( شامل مرکز خرید شهربازی سر پوشیده و فود کورت)-پردیس سینمایی-تالار پذیرایی و هتل ۴ستاره می‌باشد

## آموزش در آمل

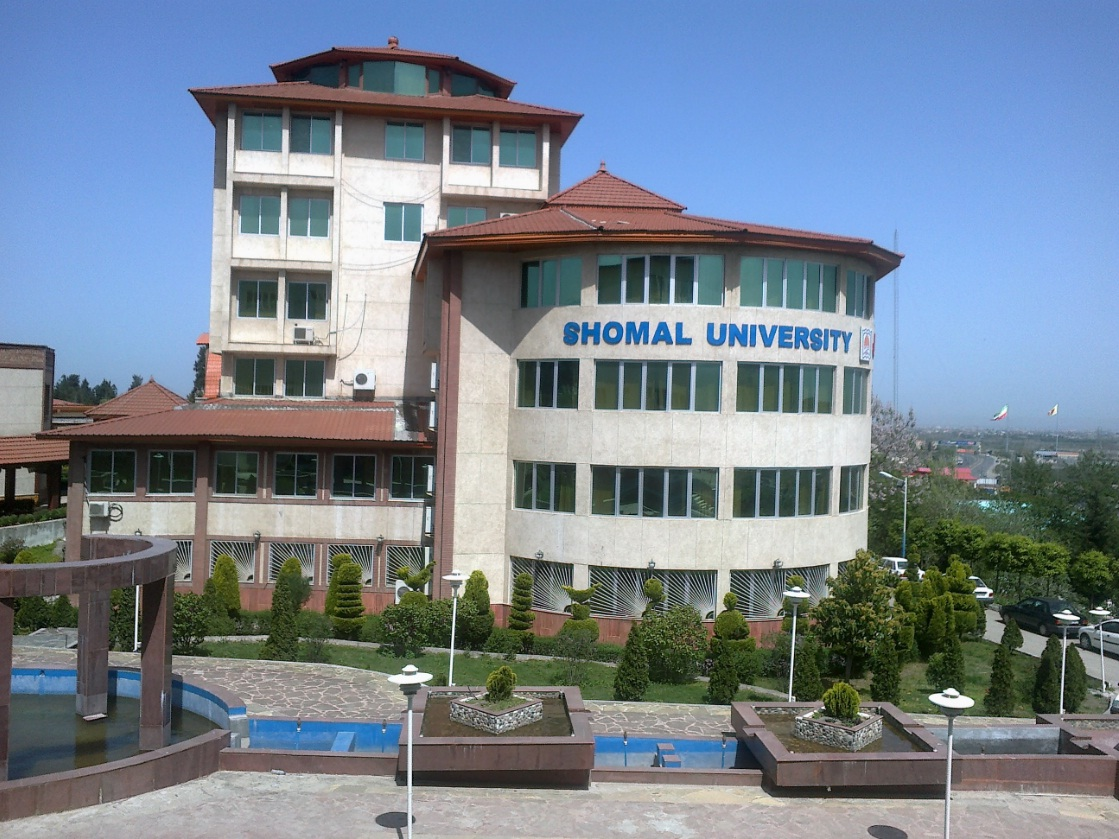
دانشگاه شمال

آموزش بویژه آموزش عالی در آمل در سال‌های اخیر پیشرفت بزرگی کرده در این بخش به دانشگاه ها و مراکز آموزش عالی آمل میپردازیم
| نام                                    | نوع         |
| -------------------------------------- | ----------- |
| دانشگاه فناوری‌های نوین آمل             | دولتی       |
| دانشگاه فرهنگیان آمل                   | دولتی       |
| دانشگاه علمی کاربردی فذا               | غیر انتفاعی |
| دانشگاه فرهنگ و هنر آمل                | دولتی       |
| دانشگاه علامه حسن زاده آملی            | آزاد        |
| دانشگاه آزاد اسلامی واحد آیت الله آملی | آزاد        |
| دانشگاه شمال                           | غیر انتفاعی |
| دانشگاه پیام نور                       | پیام نور    |
| دانشگاه علوم پزشکی آمل                 | دولتی       |
| موسسه آموزش عالی سمنگان                | غیر انتفاعی |
| موسسه آموزش عالی آبان هراز             | غیر انتفاعی |
| موسسه آموزش عالی آمل                   | غیر انتفاعی |
| موسسه آموزش عالی سبز آمل               | غیر انتفاعی |
|                                        |             |

## ورزش

### باشگاه‌های ورزشی
آمل از شهرهای ورزشی و مشهور کشور است که سنت ورزشی آن والیبال، کشتی، بسکتبال و بدمینتون و رزمی است. و همچنین دارنده 6 مدال المپیک می‌باشد . اما هر ساله در ورزش‌های فوتسال، تنیس، اسکواش، پینت بال، اتوموبیل‌رانی و شطرنج در سطح کشور و منطقه مقام‌آور می‌باشد. باشگاه والیبال کاله مازندران و باشگاه بسکتبال کوچین آمل و شهرداری آمل معروفترین تیم‌های ورزشی این شهرستان است. از نظر امکانات ورزشی آمل برترین شهر مازندران است. همچنین تیم والیبال مازندران در لیگ پاسارگاد قهرمان شد و تیم به مرحله بین‌المللی رسید و تمام تیم هارا بدون شکست، شکست داد و در آن تیم چند آملی حضور داشتند.باشگاه والیبال کاله با ۷ مدال، دومین تیم افتخارآفرین لیگ برتر والیبال ایران است.
این باشگاه در نخستین حضور خود در آسیا در سال ۲۰۱۲ با برتری برابر آلماتی قزاقستان عنوان سوم رقابت‌های جام باشگاه‌های آسیا را بدست آورد.
کاله در دومین حضور خود با بازی‌های منسجم و فقط واگذار نمودن یک ست در ۷ بازی و رسیدن به فینال بیست و چهارمین دوره مسابقات والیبال قهرمانی باشگاه‌های آسیا در سالن آزادی مقابل الریان قطر قرار گرفت و در سه گیم متوالی با نتایج ۲۵–۲۲، ۲۵–۱۸ و ۲۵–۲۱ به عنوان قهرمانی دست یافت.
| نام               | رشته                 |      |
| ----------------- | -------------------- | ---- |
| کاله آمل          | والیبال              |      |
| گلفام آمل         | والیبال              | فعال |
| هراز آمل          | والیبال              |      |
| کاله آمل          | بسکتبال              | فعال |
| شاهین آمل         | فوتبال زیر ۱۸ سال    | فعال |
| شهروند آمل        | بسکتبال ویلچر نشینان | فعال |
| کاترین آمل        | فوتسال               |      |
| فولادین ذوب آمل   | کشتی                 |      |
| هیئت بدمینتون آمل | بدمینتون             |      |
| رعد پدافند آمل    | هندبال               |      |

### ورزشگاه ها
مجموعه مرعش، سالن پیامبر اعظم، نشاط، مجموعه ورزشی آدمرس، ورزشگاه شهید چمران آمل، ورزشگاه‌های شهرک‌های آمل، ورزشگاه و سالن شهید حسن‌نژاد، ورزشگاه چهل شهید، مجموعه ورزشی سپاه، مجموعه ورزشی قنبری، پارک و سالن بانوان، غدیر، حجاب، سالن‌های بیلیارد و بولینگ، پیست اسکیت و چند ده ورزشگاه و مجموعه دیگر و دوازده مجموعه ورزشی خصوصی، از ورزشگاه‌های رسمی آمل هستند.
همچنین ورزشگاه ۱۰۰۰۰نفری بسکتبال کاله آمل درحال ساخت است

### میزبانی بین المللی
- فوتسال قهرمانی غرب آسیا ۲۰۰۷
- بسکتبال قهرمانی غرب آسیا
- جام بین المللی شطرنج فجر ۲۰۱۸
- دوره مربیان ۲۰۱۸FIVB
- مسابقات شطرنج آسیا ۲۰۱۷
- کنفرانس علوم ورزشی ۲۰۱۷

## مشاهیر
- عباس میرزا
- محمد بن جریر طبری
- آرش کمانگیر
- علی لاریجانی
- بهروز عطایی
- طالب آملی
- صادق لاریجانی
- قاسم رضایی (ورزشکار)
- عبدالله جوادی آملی
- اللهیار صیادمنش
- حسن حسن‌زاده آملی
- ابوسهل ویجن بن رستم کوهی
- فخر رازی
- فرهنگ شریف
- امیرحسین زارع
- غلامعلی سلیمانی
- ایرج ملک‌پور
- محمدهادی ساروی
- محمدجواد لاریجانی
- باقر لاریجانی
- فاضل لاریجانی
- عادل غلامی
- محمدعلی سجادی
- علی کاوه (عکاس)
- امیرعلی نبویان
- بهرنگ علوی
- فاطمه جوادی
- ابوالفضل جلالی
- علی ارسلان

## یادداشت ها
1. ↑  آمار بر اساس سرشماری ۱۳۹۵ است و بر همین اساس، جمعیت شهر آمل ۲۳۷٬۵۲۸ تن و استان مازندران ۳٬۲۸۳٬۵۸۲ تن بوده‌است.